# Abbreviazioni standard degli autori botanici
Questa lista elenca, in ordine alfabetico, le abbreviazioni standard dei nomi degli autori che si ritrovano nella nomenclatura binomiale delle specie botaniche da loro descritte:

## A
- A.A.Eaton – Alvah Augustus Eaton (1865-1908)
- A.A.Fisch.Waldh. - Alexandr Alexandrovich Fischer von Waldheim (1839-1920)
- Aalto - Marjatta Aalto (1939)
- A.Anderson – Alexander Anderson (1748–1811)
- A.Arrh. - Johan Israel Axel Arrhenius (1858-1950)
- A.B.Frank – Albert Bernhard Frank (1839–1900)
- A.B.Graf – Alfred Byrd Graf (1901–2001)
- A.B.Jacks. - Albert Bruce Jackson (1876-1947)
- A.B.Jackson - Albert Bruce Jackson (1876-1947)
- A.Barbero – Andrés Barbero (1877–1951)
- A.Bassi - Agostino Bassi (1773-1856)
- A.Berger - Alwin Berger (1871-1931)
- A.Bloxam – Andrew Bloxam (1801–1878)
- A.Blytt - Axel Gudbrand Blytt (1843-1898)
- A.Bolòs - Antonio de Bolòs y Vaireda (1889-1975)
- A.Br. – Addison Brown (1830–1913)
- A.Braun - Alexander Carl Heinrich Braun (1805-1877)
- A.Bruggen – Adolph (Dolf) Cornelis van Bruggen (nato nel 1929)
- A.C.H.Blinks – Anne Catherine Hof Blinks (1903-1995)
- A.C.Sm. – Albert Charles Smith (1906–1999)
- A.Cabrera – Ángel Cabrera (1879–1960) (da non confondersi con il botanico Ángel Lulio Cabrera (1908–1999))
- A.Camus - Aimée Antoinette Camus (1879-1965)
- A.Cast. – Alberto Castellanos (1896–1968)
- A.Chev. - Auguste Jean Baptiste Chevalier (1873-1956)
- A.Cleve - Astrid Cleve (1875-1968)
- A.Cunn. - Allan Cunningham (1791-1839)

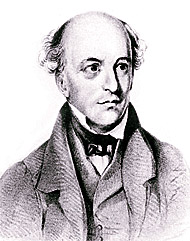
Allan Cunningham

- A.D.Hardy – Alfred Douglas Hardy (1870–1958)
- A.DC. - Alphonse Louis Pierre Pyrame de Candolle (1806-1893)
- A.Dietr. - Albert Gottfried Dietrich (1795-1856)
- A.Duncan - Andrew Duncan
- A.E.Murray - Albert Edward Murray
- A.E.van Wyk – Abraham Erasmus Braam van Wyk (nato nel 1952)
- A.Fedtsch. – Aleksej Pavlovič Fedčenko (1844–1873), noto anche come Aleksei Pawlowitsch Fedtschenko
- A.G.Floyd – Alexander G. Floyd (nato nel 1926)
- A.G.J.Herre – Adolar Gottlieb Julius Herre (1895–1979)
- A.G.Jones – Almut Gitter Jones (nato nel 1923)
- A.G.Lyon – Alexander Geoffrey Lyon (fl. 1950–1960)
- A.G.Mill. – Anthony Miller (nato nel 1951)
- A.Gibson – Alexander Gibson (1800–1867)
- A.Gray - Asa Gray (1810-1888)

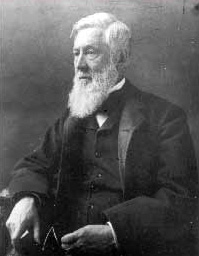
Asa Gray

- A.H.Evans – Arthur Humble Evans (1855–1943)
- A.H.Gentry – Alwyn Howard Gentry (1945–1993)
- A.H.Heller – Alfonse Henry Heller (1894–1973)
- A.H.Holmgren – Arthur Hermann Holmgren (1912-1992)
- A.H.S.Lucas – Arthur Henry Shakespeare Lucas (1853–1936)
- A.H.Smith - Alexander Hanchett Smith (1904-1986)
- A.Ham. – Arthur Hamilton (fl. 1832)
- A.Hässl. – Arne Hässler (1904–1952)
- A.Hay – Alistair Hay (nata nel 1955)
- A.Heller - Amos Arthur Heller (1867-1944)
- A.Henry - Augustine Henry (1857-1930)
- A.Huet - Alfred Huet du Pavillon (1829-1907)
- A.J.Eames – Arthur Johnson Eames (1881–1969)
- A.J.Hend. – Andrew James Henderson (nato nel 1950)
- A.J.Hill – Albert Joseph Hill (nato nel 1940)
- A.J.Scott – Andrew John Scott (nato nel 1950)
- A.Jaeger – August Jaeger (1842–1877)
- A.Juss. - Adrien-Henri de Jussieu (1797-1853)
- A.K.Becker - Alexander Becker (1818-1901)
- A.K.Skvortsov – Aleksej Skvorcov (1920–2008)
- A.Kern. – Anton Kerner von Marilaun (1831–1898)
- A.L.Lamb – Anthony L. Lamb (nato nel 1942)
- A.L.Sm. – Annie Lorrain Smith (1854–1937)
- Á.Löve – Áskell Löve (1916–1994)
- A.M.Ross – Alexander Milton Ross (1832–1897)
- A.M.Sm. – Annie Morrill Smith (1856–1946)
- A.Macedo – Amaro Macedo (1914-2014)
- A.Massal. – Abramo Bartolommeo Massalongo (1824–1860)
- A.Meeuse – Adrianus Dirk Jacob Meeuse (nato nel 1914)
- A.Murray - Andrew Murray (180?-1850)
- A.Murray bis - Andrew Murray (1812-1878)
- A.N.Demidov – Anatoly Nikolaievich (Anatoli Nikolajewitsch) Demidov (1813–1870)
- A.Nelson – Aven Nelson (1859–1952)
- A.P.D.Jones - Alan Philip Dalby Jones (1918-1946)
- A.Pearson – Arthur Anselm Pearson (1874–1954)
- A.Phelps – Almira Hart Lincoln Phelps (1793–1884)
- A.R.Clapham – Arthur Roy Clapham (1904–1990)
- A.Racov. - Angela Racovitza (1909-?)
- A.Regel – Johann Albert von Regel (1845–1909)
- A.Rich. - Achille Richard (1794-1852)
- A.Robyns – Andre Georges Marie Walter Albert Robyns (1935–2003)
- A.S.George – Alexander Segger George (nato nel 1939)
- A.S.Rob. – Alastair Robinson (nato nel 1980)
- A.Schimp. - Andreas Franz Wilhelm Schimper (1856-1901)
- A.Schlick. – August Schlickum (1867–1946)
- A.Schüssler - Arthur Schüssler
- A.Schott – Arthur Carl Victor Schott (1814–1875)
- A.Sinclair – Andrew Sinclair (1796–1861)
- A.Soriano – Alberto Soriano (1920–1998)
- A.St.-Hil. - Augustin de Saint-Hilaire (1779-1853)
- A.Stahl - Agustín Stahl (1842-1917)
- A.Terracc. – Achille Terracciano (1861–1917)
- A.Thouars – Abel Aubert Dupetit Thouars (1793–1864)
- A.Usteri – Alfred Usteri (1869–1948)
- A.V.Bobrov – Alexey Vladimir F. Ch. Bobrov (nato nel 1969)
- A.V.Duthie – Augusta Vera Duthie (1881–1963)
- A.W.Benn. - Alfred William Bennett (1833-1902)
- A.W.Hill - Arthur William Hill (1875-1941)
- A.W.Howitt – Alfred William Howitt (1830–1908)
- A.W.Russell - Anna Worsley Russell (1807-1876)
- A.Wigg. – Heinrich August Ludwig Wiggers (1803–1880)
- A.Wood - Alphonso Wood (1810-1881)
- Aa – Hubertus Antonius van der Aa (nato nel 1935)
- Aarons. - Aaron Aaronsohn (1876-1919)
- Abbayes - Henry Nicollon des Abbayes (1898–1974)
- Abbot - John Abbot (1751-1840 o 1841)
- Abbott - George Abbott (1927- )
- Abedin – Sultanul Abedin (fl. 1986)
- Abel - Gottlieb Friedrich Abel (1763-?)
- Abrom. - Johannes Abromeit (1857-1946)
- Acerbi - Giuseppe Acerbi (1773-1846)
- Ach. - Erik Acharius (1757-1819)
- Acht. - Boris T. Achtarov (1885-1959)
- Acloque – Alexandre Noël Charles Acloque (1871–1941)
- Acuña – Julián Acuña Galé (1900–1973)
- Adamović - Lujo Adamović (1864-1935)
- Adams - Johannes Michael Friedrich Adams (1780-1838)
- Adans. - Michel Adanson (1727-1806)

- Ade - Alfred Ade (1876-1968)

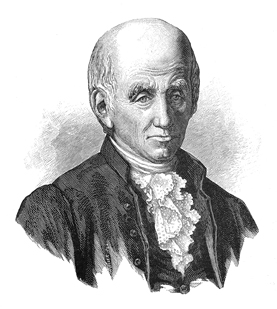
Michel Adanson

- Adr.Juss. - Adrien-Henri de Jussieu (1797-1853)
- Aellen - Paul Aellen (1896-1973)
- Afan. - C.S. Afanassiev (1905-1960)
- Afzel. - Adam Afzelius (1750-1837)
- Agassiz - Louis Agassiz (1807-1873)
- Agosti - Giuseppe Agosti (1715-1785)
- Ahlfvengren - Fredrik Elias Ahlfvengren (1862-1921)
- Ahmadjian – Vernon Ahmadjian (1930–2012)
- Ahti - Teuvo Ahti (*1934)
- Ainsw. – Geoffrey Clough Ainsworth (1905–1998)
- Airy Shaw - Herbert Kenneth Airy Shaw (1902-1985)
- Ait. - William Aiton (1731-1793)
- Ait. f. - William Townsend Aiton (1766-1849)
- Aiton - William Aiton (1731-1793)
- Aiton fil. - William Townsend Aiton (1766-1849)
- Akhani – Hossein Akhani (nato nel 1950)
- Al.Brongn. - Alexandre Brongniart (1770-1847)
- Al.Jahn – Alfredo Jahn Hartman (1867–1940)
- Alain – frate Alain, Henri Alain Liogier (1916–2009)
- Alb. - Johannes Baptista von Albertini (1769–1831)
- Albert - Abel Albert (1836-1909)
- Albov - Nikolaj Michajlovič Al'bov (Alboff) (1866-1897)
- Aldrovandi - Ulisse Aldrovandi (1522-1605)
- Alechin - Vasilii Vasilievich Alechin (1884-1946)
- Alef. - Friedrich Christoph Wilhelm Alefeld (Friedrich Georg Christoph Alefeld) (1820-1872)
- Alexander – Edward Johnston Alexander (1901–1985)
- Alexeenko - M. I. Alexeenko (Alexejenko) (1905-?)
- All. - Carlo Allioni (1728 o 1729-1804)

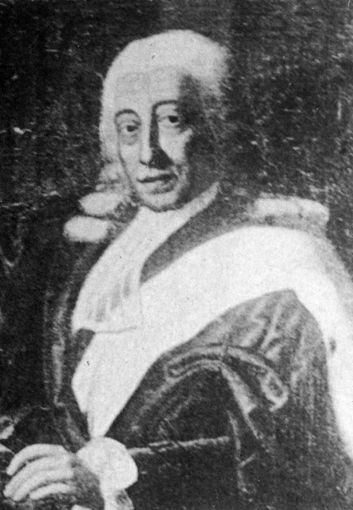
Carlo Allioni

- Allan - Harry Howard Barton Allan (1882-1957)
- Alleiz. - Charles d'Alleizette (1884-1967)
- Allemão – Francisco Freire Allemão e Cysneiro (1797–1874)
- Allred – Kelly Allred (nato nel 1949)
- Almq. - Sigfrid Oskar Immanuel Almquist (1844-1923)
- Alph.Wood – Alphonso Wood (1810–1881)
- Alphand – Jean-Charles Adolphe Alphand (1817–1891)
- Alpino - Prospero Alpini (1553-1617)

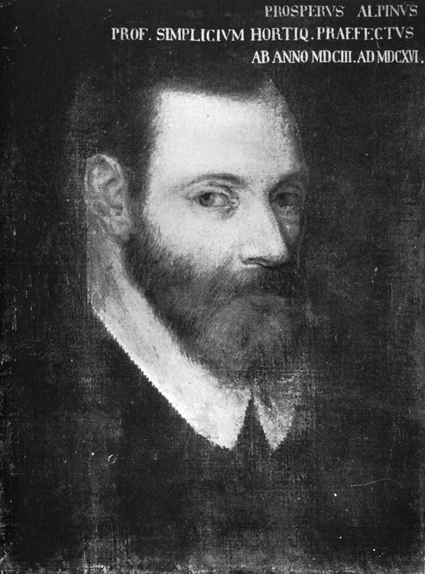
Prospero Alpini

- Al-Shehbaz – Ihsan Ali Al-Shehbaz (nato nel 1939)
- Alston - Arthur Hugh Garfit Alston (1902-1958)
- Alstr. - Claes Alströmer (1736-1794)
- Altam. – Fernando Altamirano (1848–1908)
- Altschul – Siri von Reis (nato nel 1931)
- Ambrosi - Francesco Ambrosi (1821-1897)

- Ames - Oakes Ames (1874-1950)

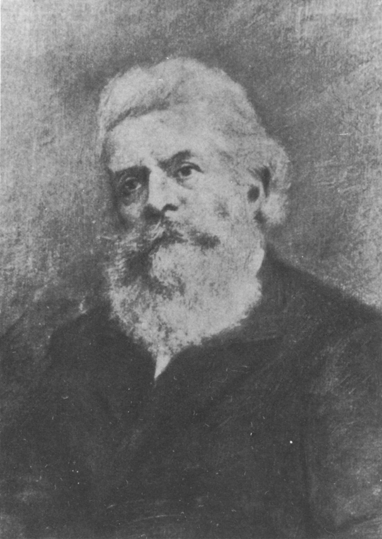
Francesco Ambrosi

- Amici - Giovanni Battista Amici (1786-1863)
- Amman – Johann Amman (1707–1741)
- Amo - Mariano del Amo y Mora (1809-1894)
- Andersen - Johannes Carl Andersen (1873-1962)
- Anderson – James Anderson (1738–1809)
- Andersson - Nils Johan Andersson (1821-1880)
- Andr. – Gábor Andreánszky (1895–1967)
- Andrae - Carl Justus Andrae (1816-1885)
- Andrasovszky - József Andrasovszky (1889-1943)
- André - Édouard François André (1840-1911)
- Andreas - Charlotte Henriette Andreas (1898-?)
- Andrews - Henry Charles Andrews (fl. 1794-1830)
- Andronov – Nikolaĭ Matveevich Andronov (fl. 1955)
- Andrz. - Antoni Lukianovich Andrzejowski (1785-1868)
- Ångstr. - Johan Ångström (1813-1879)
- Ant. - Franz Antoine (1815-1886)
- Ant.Juss. - Antoine de Jussieu (1686-1758)
- Ant.Molina – José Antonio Molina Rosito (nato nel 1926)
- Ant.Targ.Tozz. - Antonio Targioni Tozzetti (1785 – 1856)
- Ant.Schott – Anton Schott (1866–1945)
- Antoine - Franz Antoine (1815-1886)
- Antonín - Vladimír Antonín (nato nel 1955)
- Appel - Friedrich Carl Louis Otto Appel (1867-1952)
- Ar.Benn. - Arthur Bennett (1843-1929)
- Arcang. - Giovanni Arcangeli (1840-1921)
- Archer – Thomas Croxen Archer (1817–1885)
- Ard. - Pietro Arduino (1728-1805)
- Ardoino - Honoré Jean Baptiste Ardoino (1819-1874)
- Arechav. - José Arechavaleta (1838-1912)
- Arènes - Jean Arènes (1898-1960)
- Aresch. – Johan Erhard Areschoug (1811–1887)
- Argent – Graham Charles George Argent (nato nel 1941)
- Arn. - George Arnott Walker Arnott (1799-1868)
- Arnold – Ferdinand Christian Gustav Arnold (1829–1901)
- Arnott - George Arnott Walker Arnott (1799–1868)
- Arráb. – Francisco Antonio de Arrábida (1771–1850)
- Arrh. - Johan Peter Arrhenius (1811-1889)
- Arrigoni - Pier Virgilio Arrigoni (nato nel 1932)
- Arrondeau - Étienne Théodore Arrondeau (?-1882)
- Arruda - Manoel Arruda da Cámara (1752-1810)
- Art.Mey. – Arthur Meyer (1850–1922)
- Artari - Alexander Petrovich Artari (1862-1919)
- Artemczuk - Ivan Vlasovich Artemczuk (1898-1973)
- Arth.-Berth. - Julio Loão Arthaud-Berthet (1875-1941)
- Arthur - Joseph Charles Arthur (1850-1942)
- Arvat - A. Arvat (1890-1950)
- Arv.-Touv. - Jean Maurice Casimir Arvet-Touvet (1841-1913)
- Asch. - Paul Friedrich August Ascherson (1834-1913)
- Ascherson - Paul Friedrich August Ascherson (1834-1913)
- Ashe - William Willard Ashe (1872-1932)
- Askerova – Rosa K. Askerova (nata nel 1929)
- Asmussen – Conny Asmussen (fl. 1997)
- Aspegren - Georg Carsten Aspegren (1791-1828)
- Assem – J. van den Assem (fl. 1953)
- Asso - Ignacio Jordán de Asso y del Rio (1742-1814)
- Atk. – William Sackston Atkinson (1821–1875)
- Aubl. - Jean Baptiste Christophore Fusée Aublet (1720-1778)
- Aubrév. – André Aubréville (1897–1982)
- Aubriet – Claude Aubriet (1651–1742)
- Aucher - Pierre Martin Remi Aucher-Eloy (1792-1838)
- Audib. – Urbain Audibert (1791–1846)
- Audouin - Jean Victor Audouin (1797-1841)
- Audubon – John James Audubon (1785–1851)
- Auersw. - Bernhard Auerswald (1818-1870)
- Aug.DC. – Richard Émile Augustin de Candolle (1868–1920)
- Ausserdorfer - Anton Ausserdorfer (1836-1885)
- Austin – Coe Finch Austin (1831–1880)
- Avé-Lall. - Julius Leopold Eduard Avé-Lallemant (1803-1867)
- Axelrod – Daniel Isaac Axelrod (1910–1998)
- Azara - Félix de Azara (1746-1821)
- Azn. - Georges Vincent Aznavour (1861-1920)

## B
- B.Baumann – Brigitte Baumann (nata nel 1938)
- B.Boivin – Joseph Robert Bernard Boivin (1916–1985)
- B.Bremer – Birgitta Bremer (nata nel 1950)
- B.C.Stone – Benjamin Clemens Stone (1933–1994)
- B.D.Greene - Benjamin Daniel Greene (1793-1862)
- B.D.Jacks. - Benjamin Daydon Jackson (1846-1927)
- B.F.Hansen – Bruce Frederick Hansen (nato nel 1944)
- B.F.Holmgren – Björn Frithiofsson Holmgren (1872–1946)
- B.Fedtsch. - Boris Alexjewitsch Fedtschenko (1872-1947)
- B.Field – Barron Field (1786–1846)
- B.G.Briggs – Barbara Gillian Briggs (nata nel 1934)
- B.G.Schub. – Bernice Giduz Schubert (1913–2000)
- B.H.Buxton – Bertram Henry Buxton (1852–1934)
- B.H.Long – Bayard Henry Long (1885–c. 1969)
- B.H.Wilcox – Balafama Helen Wilcox (fl. 1977–1993)
- B.Hansen – Bertel Hansen (1932–2005)
- B.Heyne – Benjamin Heyne  (1770–1819)
- B.Hyland – Bernard Patrick Matthew Hyland (nato nel 1937)
- B.Juss. - Bernard de Jussieu (1699-1777)
- B.K.Simon – Bryan Kenneth Simon (nato nel 1943)
- B.L.Burtt - Brian Laurence Burtt (1913-)
- B.L.Rob. – Benjamin Lincoln Robinson (1864–1935)
- B.L.Turner – Billie Lee Turner Sr. (nato nel 1925)
- B.M.Forst. - Benjamin Meggot Forster (1764-1829)
- B.Mathew – Brian Fredrick Mathew (nato nel 1936)
- B.Meeuse – Bastiaan Jacob Dirk Meeuse (1916–1999)
- B.Mey. - Bernhard Meyer (1767-1836)
- B.Nord. – Rune Bertil Nordenstam (nato nel 1936)
- B.O.Dodge - Bernard Ogilvie Dodge (1872-1960)
- B.R.Baum - Bernard René Baum (nato nel 1937)
- B.R.Keener – Brian Reid Keener (nato nel 1973)
- B.Rice – Barry Rice (fl. 2011)
- B.S.Williams – Benjamin Samuel Williams (1824–1890)
- B.W.Phillips – Barry W. Phillips (fl. 2011)
- B.W.van Ee – Benjamin William van Ee (nato nel 1975)
- B.Y.Ding - Bing Yang Ding (1953 o 1955 - )
- B.Y.Geng – Bao-Yin Geng (fl. 1985)
- Baas-Beck. – Lourens Gerhard Marinus Baas-Becking (1894–1963)
- Bab. - Charles Cardale Babington (1808–1895)
- Babc. - Ernest Brown Babcock (1877-1954)
- Bacc. - Pasquale Baccarini (1858-1919)
- Bach – Michael Bach (1808–1878)
- Bachm. – Franz Ewald Theodor Bachmann (1850–1937)
- Bach.Pyl. - Auguste Jean Marie Bachelot de La Pylaie (1786-1856)
- Bäck – Abraham Bäck (1713–1795)
- Backeb. - Curt Backeberg (1894-1966)
- Backer – Cornelis Andries Backer (1874–1963)
- Backh. - James Backhouse (1794-1869)
- Badarò  - Giovanni Battista Libero Badarò (1798-1830)
- Badham – Charles David Badham (1805–1857)
- Baehni – Charles Baehni (1906–1964)
- Baen. - Carl Gabriel Baenitz (1837-1913)
- Baenitz - Carl Gabriel Baenitz (1837-1913)
- Baer - Karl Reinhold Ernst von Baer (1792-1876)
- Bagl. - Francesco Baglietto (1826-1916)
- Bagn. - James Eustace Bagnall (1830-1918)
- Bahadur - Kunwar Naresh Bahadur (1935-1984)
- Bailey – Jacob Whitman Bailey (1811–1857)
- Baill. - Henri Ernest Baillon (1827-1895)
- Baillet - Casimir Celestin Baillet (1820-1900)
- Baillon - Henri Ernest Baillon (1827-1895)
- Bailly - Emile Bailly (1829-1894)
- Bainier - Georges Bainier (18??-1920)
- Baker - John Gilbert Baker (1834-1920)
- Baker f. - Edmund Gilbert Baker (1864-1949)
- Bakh. – Reinier Cornelis Bakhuizen van den Brink (1881–1945)
- Bakh.f. – Reinier Cornelis Bakhuizen van den Brink, Jr. (1911–1987)
- Baksay - Leona Baksay (nato nel 1915)
- Balamuth – William Balamuth (1914–1981)
- Balansa - Benedict Balansa (1825-1891)
- Balb. - Giovanni Battista Balbis (1765-1831)
- Balbis - Giovanni Battista Balbis (1765–1831)
- Bald. - Antonio Baldacci (1867-1950)
- Baldinger – Ernst Gottfried Baldinger (1738–1804)
- Baldwin – William Baldwin (1779–1819)
- Balf. - John Hutton Balfour (1808-1884)
- Balf.f. - Isaac Bayley Balfour (1853-1922)
- Balk. - B.E. Balkovsky (1899-?)
- Ball - John Ball (1818-1889)
- Balle - Simone Balle (1906-...)
- Balsamo - Francesco Balsamo (1850-1922)
- Bals.-Criv. - Giuseppe Balsamo-Crivelli (1800-1874)
- Bancr. - Edward Nathaniel Bancroft (1772-1842)
- Banister - John Banister (1650-1692)
- Banks - Sir Joseph Banks (1743-1820)
- Barb.-Gamp. – Marcelle Barbey-Gampert (1895-1987)
- Barb.Rodr. – João Barbosa Rodrigues (1842–1909)
- Barbero – Marcel Barbero (nato nel 1940)
- Barbosa – Luis Agosto Grandvaux Barbosa (1914–1983)
- Barc. - Francisco Barceló y Combis (1820-1889)
- Bard.-Vauc. – Martine Bardot-Vaucoulon (nato nel 1948)
- Bargh. – Elso Sterrenberg Barghoorn (1915–1984)
- Barham – Henry Barham (c. 1670–1726)
- Barker – George Barker (1776–1845)
- Barkoudah - Youssef Ibrahim Barkoudah (nato nel 1933)
- Barkworth – Mary Elizabeth Barkworth (nato nel 1941)
- Barla - Jean Baptiste Barla (1817–1896)
- Barn. - François Marius Barnéoud (1821-?)
- Barneby – Rupert Charles Barneby (1911–2000)
- Barnett - Euphemia Cowan Barnett (1890-1970)
- Barnhart – John Hendley Barnhart (1871–1949)
- Baron – P.Alexis Baron (1754–?)
- Barr - Peter Barr (1825-1909)
- Barrande - Joachim Barrande (1799-1883)
- Barrandon - Auguste Barrandon (1814-1897)
- Barratt – Joseph Barratt (1796–1882)
- Barratte - Jean François Gustave Barratte (1857-1920)
- Barrel. – Jacques Barrelier (1606–1673)
- Barrère - Pierre Barrère (1690-1755)
- Barroso – Liberato Joaquim Barroso (1900–1949)
- Barrow – John Barrow, I baronetto (1764–1848)
- Bartal. - Biagio Bartalini (1746-1822)
- Barthlott – Wilhelm Barthlott (nato nel 1946)
- Bartl. - Friedrich Gottlieb Bartling (1798-1875)
- Bartlett - Harley Harris Bartlett (1886-1960)
- Barton - Benjamin Smith Barton (1766-1815)
- Bartram - John Bartram (1699-1777)
- Bas – Cornelis (Kees) Bas (nato nel 1928)
- Basil. - Nina Aleksandrovna Basilevskaja (1902-?)
- Basiner - Theodor Friedrich Julius Basiner (1817-1862)
- Bassi - Ferdinando Bassi (1710–1774)
- Bässler - Manfred Bässler (nato nel 1935)
- Bast. - Toussaint Bastard (1784-1846)
- Bastian – Henry Charlton Bastian (1837–1915)
- Bastow – Richard Austin Bastow (1839–1920)
- Bat. - Augusto Chaves Batista (1916-1967)
- Bataille - Frederic Bataille (1850-1946)
- Batal. - Alexander Theodorowicz Batalin (1847-1896)
- Batalin - Alexander Theodorowicz Batalin (1847-1896)
- Bateman - James Bateman (1811-1897)
- Bates – John Mallory Bates (1846–1930)
- Batsch - August Johann Georg Karl Batsch (1761-1802)
- Batt. - Jules Aimé Battandier (1848-1922)
- Baum - Hugo Baum (1867-1950)
- Baumann - Constantin Auguste Napoléon Baumann (1804-1884)
- Baumg. - Johann Christian Gottlob Baumgarten (1765-1843)
- Baxter - William Baxter (1787-1871)
- Beadle - Chauncey Delos Beadle (1866-1950)
- Beal – William James Beal (1833–1924)
- Bean - William Jackson Bean (1863-1947)
- Beard – John Stanley Beard (1916–2011)
- Beardslee – Henry Curtis Beardslee Jr. (1865–1948) (figlio di Henry Curtis Beardslee Sr. (1807–1884, abbrev. H.C.Beardslee))
- Beattie – Rolla Kent Beattie (1875–1960)
- Beauv. - Ambroise Marie François Joseph Palisot de Beauvois (1752-1820)
- Beauverd - Gustave Beauverd (1867-1942)
- Beauverie – Jean Beauverie (1874–1938)
- Beauvis. – Georges Eugène Charles Beauvisage (1852–1925)
- Bebb – Michael Schuck Bebb (1833–1895)
- Becc. - Odoardo Beccari (1843-1920)
- Becherer - Alfred Becherer (1897-1977)
- Bechst. - Johann Matthäus Bechstein (1757-1822)
- Beck - Günther von Mannagetta und Lërchenau Beck (1856-1931)
- Becker – Johannes Becker (1769–1833)
- Bedd. - Richard Henry Beddome (1830-1911)
- Beeby - William Haddon Beeby (1849-1910)
- Beentje – Henk Jaap Beentje (nato nel 1951)
- Beetle – Alan Ackerman Beetle (1913–2003)
- Beger - Herbert K. E. Beger (1889-1955)
- Bég. - Augusto Béguinot (1875-1940)
- Behrendsen - Werner Behrendsen (1863-1923)
- Beille - Lucien Beille (1862-1946)
- Beilschm. - Carl Traugott Beilschmied (1793-1848)
- Beissn. - Ludwig Beissner (1843-1927)
- Beitel – Joseph M. Beitel (1952–1991)
- Bell Salter - Thomas Bell Salter (1814-1858)
- Bellair – Georges Adolphe Bellair (1860–1939)
- Bellardi - Carlo Antonio Lodovico Bellardi (1741-1826)
- Belli - Saverio Carlo Belli (1852-1919)
- Bello – Domingo Bello y Espinosa (1817–1884)
- Bellot - Francisco Bellot Rodríguez (1911-1983)
- Belosersky – R. N. Belosersky (fl. 1913)
- Beneke – Everett S. Beneke (fl. 1954)
- Benj. – Ludwig Benjamin (1825–1848)
- Benn. – John Joseph Bennett (1801–1876)
- Benson - Robson Benson (1822-1894)
- Benth. - George Bentham (1800-1884)
- Bentham - George Bentham (1800-1884)
- Bentley - Robert Bentley (1821-1893)
- Bequaert – Joseph Charles Bequaert (1886–1982)
- Bercht. - Bedřich (Friedrich) Všemír (Wssemjr) von Berchtold (1781-1876)
- Berg – Ernst von Berg (1782–1855)
- Berger – Ernst Friedrich Berger (1814–1853)
- Bergeret - Jean Bergeret (1751-1813)
- Bergey - David Hendricks Bergey (1860-1937)
- Bergius - Peter Jonas Bergius (1730-1790)
- Bergon - Paul Bergon (1863-1912)
- Berggr. – Sven Berggren (1837–1917)
- Bergon – Paul Bergon (1863–1912)
- Berk. - Miles Joseph Berkeley (1803-1889)
- Berkhout - Christine Marie Berkhout (1893-1932)
- Berl. - Augusto Napoleone Berlese (1864-1903)
- Bernard - Pierre Frédéric Bernard (1749-1825)
- Bernh. - Johann Jakob Bernhardi (1774-1850)
- Berthault – François Berthault  (1857–1916)
- Berthel. - Sabin Berthelot (1794-1880)
- Berthold - Gottfried Dietrich Wilhelm Berthold (1854-1937)
- Bertill. - Louis-Adolphe Bertillon (1821-1883)
- Bertol. - Antonio Bertoloni (1775-1869)
- Bertol. f. - Giuseppe Bertoloni (1804-1878)
- Bertoni  – Mosè Giacomo Bertoni (1857–1929)
- Bertram - Ferdinand Wilhelm Werner Bertram (1835-1899)
- Besch. – Émile Bescherelle (1828–1903)
- Besler - Basilius Besler (1561-1629)
- Besser - Wilibald Swibert Joseph Gottlieb von Besser (1784-1842)
- Bessey - Charles Bessey (1845-1915)
- Betche – Ernst Betche (1851–1913)
- Bews – John William Bews (1884–1938)
- Beyer - Rudolf Beyer (1852-1932)
- Beyr. – Heinrich Karl Beyrich (1796–1834)
- Bhatti – Ghulam Raza Bhatti (nato nel 1959)
- Bianca - Giuseppe Bianca (1801-1883)
- Biasol. - Bartolomeo Biasoletto (1793-1859)
- Bieb. - Friedrich August Marschall von Bieberstein (1768-1826)
- Biehler – Johann Friedrich Theodor Biehler (c. 1785–?)
- Bierh. – David William Bierhorst (1924–1997)
- Bigelow - Jacob Bigelow (1787-1879)
- Bihari - Gyula Bihari (1889-?)
- Billb. - Gustaf Johan Billberg (1772-1844)
- Billot - Paul Constant Billot (1796-1863)
- Binn. – Simon Binnendijk (1821–1883)
- Binz - August Binz (1870-1963)
- Birdw. – George Christopher Molesworth Birdwood (1832–1917)
- Biria - J. A. J. Biria (1789-?)
- Bisch. - Gottlieb Wilhelm Bischoff (1797-1854)
- Bischoff - Gottlieb Wilhelm Bischoff (1797-1854)
- Bishop – David Bishop (1788–1849)
- Bisse – Johannes Bisse (1935–1984)
- Bitter – Friedrich August Georg Bitter (1873–1927)
- Biv. - Antonino Bivona Bernardi (1774-1837)
- Bl. - Carl Ludwig Blume (1789-1862)
- Blainv. - Henri Marie Ducrotay de Blainville (1777-1850)
- Black – Allan A. Black (1832–1865)
- Blackw. – Elizabeth Blackwell (1707–1758)
- Blake – Joseph Blake (botanico) (1814–1888)
- Blakelock - Ralph Anthony Blakelock (1915-1963)
- Blakely – William Blakely (1872–1951)
- Blakeslee - Albert Francis Blakeslee (1874-1954)
- Blakiston – Thomas Wright Blakiston (1832–1891)
- Blanc - Albert A. Blanc (1850-1928)
- Blanch. – William Henry Blanchard (1850–1922)
- Blanche - Emanuel Blanche (1824-1908)
- Blanco - Francisco Manuel Blanco (1778-1845)
- Blandow – Otto Christian Blandow (1778–1810)
- Blaringhem – Louis Blaringhem (1878–1958)
- Blasdell – Robert Ferris Blasdell (1929–1996)
- Blatt. - Ethelbert Blatter (1877-1934)
- Blaxell – Donald Frederick Blaxell (nato nel 1934)
- Blečić Vilotije Blečić (1911-1981)
- Błocki - Bronislaw Błocki (1857-1919)
- Blomq. – Sven Gustaf Krister Gustafson Blomquist (1882–1953)
- Bloxam - Andrew Bloxam (1801-1878)
- Bluff - Mathias Joseph Bluff (1805-1837)
- Blume - Carl Ludwig Blume (1789-1862)
- Blytt - Matthias Numsen Blytt (1789-1862)
- Bo Li – Bo Li (1929–1998)
- Bobrov - Evgenij Grigorievicz Bobrov (1902-1983)
- Boccone - Paolo Boccone (1633-1704)
- Böcher – Tyge W. Böcher (1909–1983)
- Boeckeler – Johann Otto Boeckeler (1803–1899)
- Boed. - Friedrich Bödeker (1867-1937)
- Boedijn - Karel Bernard Boedijn (1893-1964)
- Boehm. - Georg Rudolf Boehmer (1723-1803)
- Boehr. – Herman Boerhaave (1668–1738)
- Boenn. - Clemens Maria Franz von Boenninghausen (1785-1864)
- Boerh. - Herman Boerhaave (1668-1739)
- Boerl. – Jacob Gijsbert Boerlage (1849–1900)
- Boisd. - Jean-Baptiste Alphonse Dechauffour de Boisduval (1799-1879)
- Boiss. - Pierre Edmond Boissier (1810-1885)
- Boitard - Pierre Boitard (1787-1859)
- Boiteau - Pierre Boiteau (1911-1980)
- Boivin - Louis Hyacinthe Boivin (1808-1852)
- Bojer - Wenceslas Bojer (1797-1856)
- Bol. – Henry Nicholas Bolander (1832–1897)
- Bolle - Carl August Bolle (1821-1909)
- Bolley – Henry Luke Bolley (1865–1956)
- Bolton - James Bolton (1758-1799)
- Bolus – Harry Bolus (1834–1911)
- Bon - Marcel Bon (1925-2014)
- Bonamy - François Bonamy (1710-1786)
- Bonap. - Roland Napoléon Bonaparte (1858-1924)
- Bondar – Gregório Gregorievich Bondar (1881–1959)
- Bondartsev - Appollinaris Semenovich Bondartsev (1877-1968)
- Bong. - August Gustav Heinrich von Bongard (1786-1839)
- Bonjean - Joseph Bonjean (1780-1846)
- Bonnet - Edmond Bonnet (1848-1922)
- Bonnier - Gaston Eugène Marie Bonnier (1853-1922)
- Bonord. - Hermann Friedrich Bonorden (1801-1884)
- Bonpl. - Aimé Jacques Alexandre Bonpland (1773-1858)
- Boom - Boudewijn Karel Boom (1903-1980)
- Boos – Joseph Boos (1794–1879)
- Booth - William Beattie Booth (ca. 1804-1874)
- Boott – Francis Boott (1792–1863)
- Bor – Norman Loftus Bor (1893–1972)
- Borbás - Vincze von Borbás (1844-1905)
- Borchs. – Finn Borchsenius (nato nel 1959)
- Bord. - Henri Bordère (1825-1889)
- Bordères - O. Bordères-Rey (fl. 1939-1968)
- Bordzil. - Eugen Iwanowitsch Bordzilowski (1875-1949)
- Boreau - Alexandre Boreau (1803-1875)
- Børgesen – Fredrik Christian Emil Børgesen (1866–1956)
- Borhidi - Attila L. Borhidi (*1932)
- Boriss. - Antonina Georgievna Borissova (1903-1970)
- Borja - José Borja Carbonell (*1903)
- Borkh. - Moritz Balthasar Borkhausen (1760-1806)
- Börner - Carl Julius Bernhard Börner (1880-1953)
- Bornet - Jean-Baptiste Édouard Bornet (1828-1911)
- Bornm. - Joseph Friedrich Nicolaus Bornmüller (1862-1948)
- Boros - Ádám Boros (1900-1973)
- Borrer - William Borrer (1781-1862)
- Borsch – Thomas Borsch (nato nel 1969)
- Borsos - Olga Borsos (1926- )
- Borss.Waalk. – Jan van Borssum Waalkes (1922–1985)
- Bory - Jean Baptiste Bory de Saint-Vincent (1778-1846)
- Borza - Alexandru Borza (1887-1971)
- Borzì - Antonino Borzì (1852-1921)
- Bos – Jan Just Bos (1939–2003)
- Bosc - Louis-Augustin Bosc d'Antic (1759-1828)
- Bosch – Roelof Benjamin van den Bosch (1810–1862)
- Bosse - Julius Friedrich Wilhelm Bosse (1788-1864)
- Bosser – Jean Marie Bosser (nato nel 1922)
- Botsch. - Victor Petrovič Botschantzev (1910-1990)
- Botschantz. – Zinaida Botschantzeva (1907–1973)
- Botta – Silvia Margarita Botta (1942–1994)
- Bouché - Peter Carl Bouché (1783-1856)
- Boucher – Jules Armand Guillaume Boucher de Crèvecœur (1757–1844)
- Boud. - Jean Louis Émile Boudier (1828-1920)
- Boulay - Jean Nicolas Boulay (1837-1905)
- Boulenger - George Albert Boulenger (1858-1937)
- Boulger – George Edward Simmonds Boulger (1853–1922)
- Boulos – Loutfy Boulos (nato nel 1932)
- Boulter – Michael Charles Boulter (nato nel 1942)
- Bourdot - Hubert Bourdot (1861-1937)
- Bourg. - Eugène Bourgeau (1813-1877)
- Bourgeau - Eugène Bourgeau (1813-1877)
- Boutelou - Estéban Boutelou (1776-1813)
- Boutigny - Jean François Désiré Boutigny (1820-1884)
- Bouvet - Georges Bouvet (1850-1929)
- Bower - Frederick Orpen Bower (1855-1948)
- Bowles – Edward Augustus Bowles (1865–1954)
- Brace – Lewis Jones Knight Brace (1852–1938)
- Brack. - William Dunlop Brackenridge (1810-1893)
- Brackenr. - William Dunlop Brackenridge (1810-1893)
- Brade – Alexander Curt Brade (1881–1971)
- Bradley – Richard Bradley (1688–1732)
- Braem – Guido Jozef Braem (nato nel 1944)
- Brainerd – Ezra Brainerd (1844–1924)
- Brand - August Brand (1863-1930)
- Brandão – Mitzi Brandão (fl. 1990)
- Brandbyge – John Brandbyge (nato nel 1953)
- Brandegee - Townshend Stith Brandegee (1843-1925)
- Brandenburg – David M. Brandenburg (nato nel 1953)
- Brandis - Dietrich Brandis (1824-1907)
- Brandt - Johann Friedrich von Brandt (1802-1879)
- Branner – John Casper Branner (1850–1922)
- Brauer – David F. Brauer (fl. 1980)
- Braun-Blanq. - Josias Braun-Blanquet (1884-1980)
- Brause – Guido Georg Wilhelm Brause (1847–1922)
- Bréb. – Louis Alphonse de Brébisson (1798–1872)
- Breedlove - Denis E. Breedlove (nato nel 1939)
- Breen (anche Schornh.) – Ruth Olive Schornhurst Breen (1905–1987)
- Bref. - Julius Oscar Brefeld (1839-1925)
- Breistr. - Maurice A. F. Breistroffer (1910-1986)
- Bremek. – Cornelis Eliza Bertus Bremekamp (1888–1984)
- Brenan - John Patrick Micklethwait Brenan (1917-1985)
- Brenckle – Jacob Frederic Brenckle (1875–1958)
- Bres. - Giacomo Bresadola (1847-1929)
- Bresinsky  - Andreas Bresinsky (1935- )
- Bretschn. – Emil Bretschneider (1833–1901)
- Breyne - Jacob Breyne (1637–1697)
- Brid. - Samuel Elisée von Bridel-Brideri (1761 - 1828)
- Bridson – Diane Mary Bridson (nato nel 1942)
- Brieger – Friedrich Gustav Brieger (1900–1985)
- Bright – John Bright (1872–1952)
- Brign. - Giovanni de' Brignoli di Brünnhoff (1774-1857)
- Brinkmann - Wilhelm Brinkmann (1861-1917)
- Briot - Pierre Louis Briot (1804-1888)
- Briq. - John Isaac Briquet (1870-1931)
- Bristow – Henry William Bristow (1817–1889)
- Britten – James Britten (1846–1924)
- Brittinger - Christian Casimir Brittinger (1795-1869)
- Britton - Nathaniel Lord Britton (1859-1934)
- Britzelm. - Max Britzelmayer (1839-1909)
- Brizi - Ugo Brizi (1868-1949)
- Bromf. – William Arnold Bromfield (1801–1851)
- Bromhead - Edward Ffrench Bromhead (1789-1855)
- Brond. - Louis de Brondeau (1794-1859)
- Brongn. - Adolphe Théodore de Brongniart (1801-1876)
- Brooker - Murray Ian Hill Brooker (1934-)
- Brooks – Cecil Joslin Brooks (1875–1953)
- Broome - Christopher Edmund Broome (1812-1886)
- Brot. - Félix de Avelar Brotero (1744-1828)
- Broth. – Viktor Ferdinand Brotherus (1849–1929)
- Broughton – Arthur Broughton (ca. 1758–1796)
- Brouillet – Luc Brouillet (nato nel 1954)
- Brouss. - Pierre Marie Auguste Broussonet (1761-1807)
- Browicz - Kasimierz Browicz (nato nel 1925)
- Brug. – Jean-Guillaume Bruguière (1749/1750–1798)
- Brügger - Christian Georg Brügger (1833-1899)
- Brugmans – Sebald Justinus Brugmans (1763–1819)
- Bruijn – Ary Johannes De Bruijn (1811–1896)
- Brullo - Salvatore Brullo (nato nel 1947)
- Brumh. - Phillipp Brumhard (1879-?)
- Brumm. - Johannes van Brummelen (1932- )
- Brummitt - Richard Kenneth Brummitt (1937-2013)
- Brumpt – Émile Josef Alexander Brumpt (1877–1951)
- Brunch. – Jørgen Brunchorst (o Jörgen Brunchorst)  (1862–1917)
- Brunet - Louis-Ovide Brunet (1826-1876)
- Brunfels – Otto Brunfels (1488–1534)
- Brunner – Carl Brunner von Wattenwyl (1823–1914)
- Brunnth. – Josef Brunnthaler (1871–1914)
- Brunsfeld – Steven John Brunsfeld (1953–2006)
- Bruyl. – Julia Bruylants (1890–1974)
- Bruyns – Peter Vincent Bruyns (nato nel 1957)
- Bubani - Pietro Bubani (1806-1888)
- Buch - Christian Leopold von Buch (1774-1853)
- Buch.-Ham. - Francis Buchanan-Hamilton (1762-1829)
- Buchanan-White - Francis Buchanan-White (1842-1894)
- Buchegger - Josef Buchegger (1886-?)
- Buchenau – Franz Georg Philipp Buchenau (1831–1906)
- Buchh. - Fedor Vladimirovic Buchholz (1872-1924)
- Buchholz - Fedor Vladimirovic Buchholz (1872-1924)
- Buchinger - J. D. Buchinger (1803-1888)
- Buc'hoz – Pierre Joseph Buc'hoz (1731–1807)
- Buckl. - Samuel Botsford Buckley (1809-1884)
- Buckland - William Buckland (1784-1856)
- Buckley - Samuel Botsford Buckley (1809-1884)
- Buddle – Adam Buddle (1662–1715)
- Buerger - F. Buerger
- Buffon - Georges Louis Leclerc de Buffon (1707-1788)
- Buhse - Friedrich Alexander Buhse (1821-1898)
- Bull. - Jean Baptiste Francois Bulliard, detto anche "Pierre Bulliard" (1752-1793)
- Buller – Arthur Henry Reginald Buller (1879–1944)
- Bullock – Arthur Allman Bullock (1906–1980)
- Bunbury – Sir Charles James Fox Bunbury, VIII baronetto (1809–1886)
- Bunge - Alexander von Bunge (1803-1890)
- Burb. – Frederick William Burbidge (1847–1905)
- Burbank - Luther Burbank (1849-1926)
- Burch. – William John Burchell (1781–1863)
- Burck – William Burck (1848–1910)
- Burdet – Hervé Maurice Burdet (nato nel 1939)
- Burds. - Harold H. Burdsall (nato nel 1940)
- Bureau – Louis Édouard Bureau (1830–1918)
- Burgeff - Hans Edmund Nicola Burgeff (1883-1976)
- Burges – Norman Alan Burges (1911–2002)
- Burgess – Henry W. Burgess (fl. 1827–1833)
- Burgsd. - Friedrich August Ludwig von Burgsdorff (1747-1802)
- Burkill - Isaac Henry Burkill (1870-1965)
- Burl. - Gertrude Simmons Burlingham (1872-1952)
- Burle-Marx – Roberto Burle Marx (1909–1994)
- Burm. - Johannes Burman (1707-1779)
- Burm. f. - Nicolaas Laurens Burman (1733-1793)
- Burmeist. - Karl Hermann Konrad von Burmeister (1807-1892)
- Burnat - Émile Burnat (1828-1920)
- Burnett - Gilbert Thomas Burnett (1800-1835)
- Burret – Max Burret (1883–1964)
- Burrill - Thomas Jonathan Burrill (1839-1916)
- Burrows – Elsie May Burrows (1913–1986)
- Burt - Edward Angus Burt (1859-1939)
- Burtt - Bernard Dearman Burtt (1902-1938)
- Burtt Davy - Joseph Burtt Davy (1870–1940)
- Bury – Priscilla Susan Bury (1799–1872)
- Buscal. - Luigi Buscalioni (1863-1954)
- Buschm. - Adolphine Buschmann (1908-1989)
- Buser - Robert Buser (1857-1931)
- Bush - Benjamin Franklin Bush (1858-1937)
- Büttner – Oscar Alexander Richard Büttner (1858–1927)
- Buxb. - Franz Buxbaum (1900-1979)
- Buxton – Richard Buxton (1786–1865)
- Bykov - Boris Aleksandrovich Bykov (1910-1990)

## C
- C.A.Arnold - Chester Arthur Arnold (1901-1977)
- C.A.Clark - Carolyn A. Clark (fl. 1979)
- C.A.Gardner - Charles Austin Gardner (1896–1970)
- C.A.Mey. - Carl Anton von Meyer (1795-1855)
- C.A.Sm. - Christo Albertyn Smith (1898–1956)
- C.Abbot - Charles Abbot (1761–1817)
- C.Abel - Clarke Abel (1789-1826)
- C.Agardh - Carl Adolph Agardh (1785-1859)

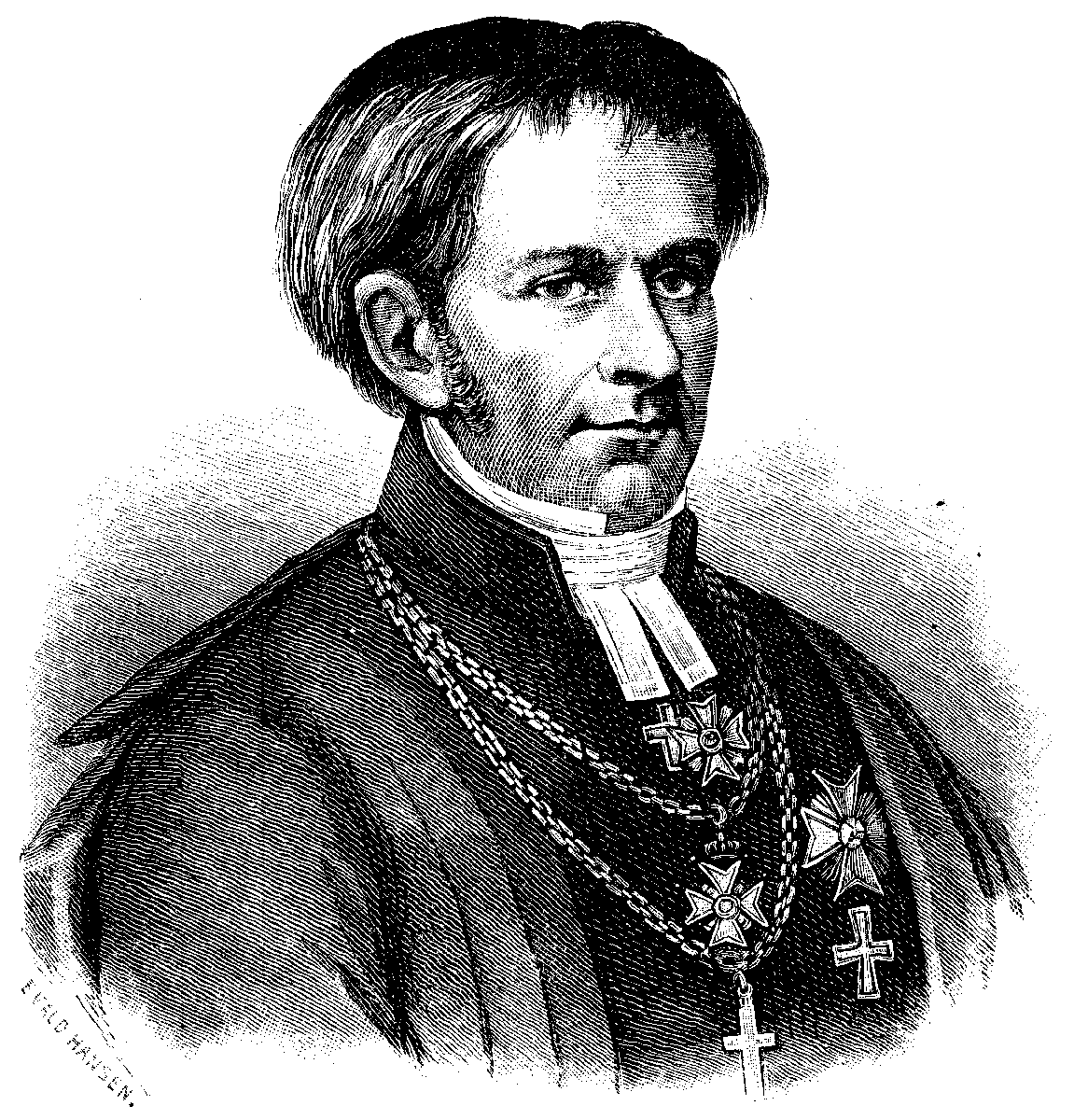
Carl Adolph Agardh

- C.B.Beck - Charles B. Beck (fl. 1958–1967)
- C.B.Clarke - Charles Baron Clarke (1832-1906)
- C.B.Rob. - Charles Budd Robinson (1871–1913)
- C.Bab. - Churchill Babington (1821-1889)
- C.Barbosa - César Barbosa (nato nel 1954)

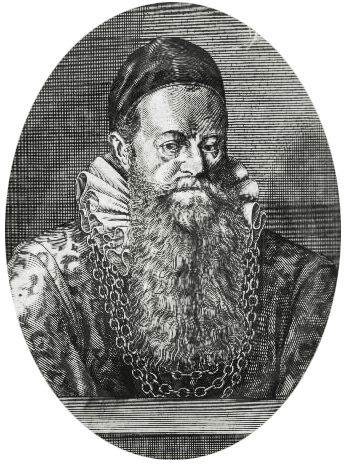
Gaspard Bauhin

- C.Bauhin - Gaspard Bauhin (1560-1624)
- C.Bayer - Clemens Bayer (nato nel 1961)
- C.C.Berg - Cornelis Christiaan Berg (1934–2012)
- C.C.Gmel. - Carl Christian Gmelin (1762–1837)
- C.C.Huang - Cheng Chiu Huang (1922-2002)
- C.Chr. - Carl Frederick Albert Christensen (1872–1942)
- C.Clark - James Curtis Clark (nato nel 1951)
- C.Clarke - Charles M. Clarke (fl. 1999)
- C.D.Bouché - Carl David Bouché (1809-1881)
- C.D.Darl. - Cyril Dean Darlington (1903–1981)
- C.D.White - Charles David White (1862–1935)
- C.DC. - Anne Casimir Pyrame de Candolle (1836–1918)
- C.E.A.Winslow - Charles-Edward Amory Winslow (1877–1957)
- C.E.Bertrand - Charles Eugène Bertrand (1851-1917)
- C.E.Calderón - Cleofé Elsa Calderón (1929–2007)
- C.E.Cramer - Carl Eduard Cramer (1831-1901)
- C.E.Hubb. - Charles Edward Hubbard (1900–1980)
- C.E.O.Jensen - Christian Erasmus Otterstrøm (Otterström) Jensen (1859–1941)
- C.E.Parkinson - Charles Edward Parkinson (1890–1945)
- C.F.Baker - Charles Fuller Baker (1872-1927)

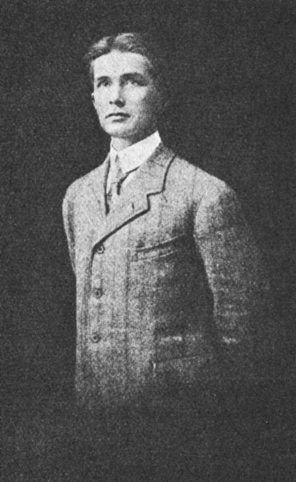
Charles Fuller Baker

- C.F.Culb. - Chicita Frances (Forman) Culberson (nata nel 1931)
- C.F.Gaertn. - Carl Friedrich von Gaertner (1772-1850)
- C.F.Reed - Clyde Franklin Reed (1918–1999)
- C.F.Schmidt - Carl Friedrich Schmidt (1811-1890)
- C.H.Eberm. - Carl Heinrich Ebermaier (1802–1870)
- C.H.Ellis - Charles Howard Ellis (nato nel 1929)
- C.H.Lank. - Charles Herbert Lankester (1879–1969)
- C.H.Mull. - Cornelius Herman Müller (1909-1977)
- C.H.Müll. - Cornelius Herman Müller
- C.H.Muller - Cornelius Herman Müller
- C.J.Brand - Charles John Brand (1879–1949)
- C.J.Gould - Charles Jay Gould (nato nel 1912)
- C.K.Schneid. - Camillo Karl Schneider (1876-1951)
- C.K.Spreng. - Christian Konrad Sprengel (1750-1816)
- C.L.Boynton - Charles Lawrence Boynton (1864–1943)
- C.L.Fenton - Carroll Lane Fenton (1900–1969)
- C.L.Hitchc. - Charles Leo Hitchcock (1902-1986)
- C.L.Leakey - Colin Louis Avern Leakey (nato nel 1933)
- C.L.Woodw. - Catherine L. Woodward (fl. 2007)
- C.Lawson - Charles Lawson (1794-1873)
- C.Marquand - Cecil Victor Boley Marquand (1897–1943)
- C.Martin - Charles-Édouard Martin (1847–1937)
- C.Massal. - Caro Benigno Massalongo (1852-1928)
- C.Mohr - Charles Theodore Mohr (1824–1901)
- C.Moore - Charles Moore (1820-1905)
- C.Morren - Charles Morren (1807-1858)
- C.N.Forbes - Charles Noyes Forbes (1883–1920)
- C.Nelson - Cirilo Nelson (nome alternativo: Cyril Hardy Nelson Sutherland) (nato nel 1938)
- C.P.Sm. - Charles Piper Smith (1877–1955)
- C.Plumier - Charles Plumier (1646-1704)
- C.Presl - Karel Presl (1794-1852)
- C.R.Ball - Carleton Roy Ball (1873–1958)
- C.R.Bell - Clyde Ritchie Bell (1921–2013)
- C.R.Parks - Clifford R. Parks (fl. 1963)
- C.Rchb. - Carl von Reichenbach (1788-1869)
- C.Regel - Constantin Andreas von Regel (1890–1970)
- C.Rivière - Charles Marie Rivière (1845-?)
- C.S.Li - Cheng Sen Li (nato nel 1948)
- C.Siebold - Carl Theodor Ernst von Siebold (1804-1885)
- C.Sm. - Christen Smith
- C.T.Kuan - Chung Tian Kuan
- C.T.White - Cyril Tenison White (1890–1950)
- C.Tul. - Charles Tulasne (1816-1884)
- C.V.Hartm. - Carl Vilhelm Hartman (1862-1941)
- C.V.Morton - Conrad Vernon Morton (1905-1972)
- C.Vicioso - Carlos Vicioso Martinez (1886-1968)
- C.Walcott - Charles Doolittle Walcott (1850–1927)
- C.Weber - Claude Weber (fl. 1968)
- C.Winslow - Charles Frederick Winslow (1811–1877)
- C.Wright - Charles Wright (1811-1885)
- C.Y. Cheng - Ching Yung Cheng
- C.Y.Wang - Chang Yong Wang (nato nel 1934)
- C.Y.Wu - Cheng Yih Wu (1916-2013)
- Caball. - Arturo Caballero (1877-1950)
- Cabrera - Ángel Lulio Cabrera (1908-1999)
- Cadet - Thérésien Cadet (1937-1987)
- Cadevall - Juan Cadevall y Díars (1846-1921)
- Caflisch - Jakob Friedrich Caflisch (1817–1882)
- Cajander - Aimo Kaarlo Cajander (1879-1943)
- Calder - James Alexander Calder (1915–1990)
- Caldesi - Lodovico Caldesi (1821-1884)
- Calestani - Vittorio Calestani (1882-?)
- Caley - George Caley (1770-1829)
- Calvino - Mario Calvino (1875-1951)
- Calzada - Juan Ismael Calzada (fl. 1997)
- Camarrone - Vittorio Camarrone (1923-)
- Camb. - Jacques Cambessèdes (1799-1863)
- Cambage - Richard Hind Cambage (1859–1928)
- Cambess. - Jacques Cambessèdes (1799–1863)
- Caminhoá - Joaquim Monteiro Caminhoá (1835–1896)
- Camp - Wendell Holmes Camp (1904–1963)
- Campacci - Marcos Antonio Campacci (nato nel 1948)
- Campb. - Douglas Houghton Campbell (1859–1953)
- Campd. - Francisco Campderá (1793-1862)
- Camper - Petrus Camper (1722–1789)
- Camus - Giulio (Jules) Camus (1847–1917)
- Canby - William Marriott Canby (1831–1904)
- Cañigueral - Juan Cañigueral Cid (nato nel 1912)
- Cannon - John Francis Michael Cannon (1930-2008)
- Capuron - René Paul Raymond Capuron (1921–1971)
- Carbonó - Eduino Carbonó de la Hoz (nato nel 1950)
- Card. - Jules Cardot (1860–1934)
- Cárdenas - Martín Cárdenas (1899–1973)
- Carey - William Carey (1761–1834)
- Cariot - Antoine Cariot (1820-1883)
- Carleton - Mark Alfred Carleton (1866–1925)
- Carlquist - Sherwin Carlquist (1930-2021)
- Caro - José Aristide Caro (1919–1985)
- Carow - Thomas Carow
- Carr. - Elie-Abel Carrière (1818-1896)
- Carrière - Elie-Abel Carrière (1818-1896)
- Carruth. - William Carruthers (1830-1922)
- Caruel - Théodore Caruel (1830-1898)
- Carus - Carl Gustav Carus (1789–1869)
- Carvajal - Hernandez Servando Carvajal
- Carver - George Washington Carver (1864-1943)
- Casar. - Giovanni Casaretto (1812–1879)
- Casp. - Johann Xaver Robert Caspary (1818–1887)
- Casper - Siegfried Jost Casper (1929-2021)
- Cass. - Alexandre Henri Gabriel de Cassini (1781-1832)
- Castañeda - Marcelino Castañeda y Nuñez de Caceres (fl. 1954)
- Castelnau - François Louis Nompar de Caumat de Laporte Castelnau (1810–1880)
- Catal. - Giuseppe Catalano (1888-1981)
- Catesby - Mark Catesby (1683-1749)
- Cav. - Antonio José Cavanilles (1745-1804)
- Cavara - Fridiano Cavara (1857-1929)
- Ceballos - Luis Ceballos Fernandez de Cordoba
- Cejp - Karel Cejp (1900-1979)
- Čelak. - Ladislav Josef Čelakovský (1834–1902)
- Cels - Jacques Philippe Martin Cels (1740-1806)
- Celsius - Olof Celsius (1670–1756) (zio dell'astronomo Anders Celsius)
- Cerv. - Vicente Cervantes (1755-1829)
- Ces. - Vincenzo Cesati (1806-1883)
- Cesalpino - Andrea Cesalpino (1519-1603)
- Cestoni - Diacinto Cestoni (1637-1718)
- Chabaud - J.Benjamin Chabaud (1833–1915)
- Chaix - Dominique Chaix (1730-1799)
- Chakrav. - Hira Lal Chakravarty (1907-1998)

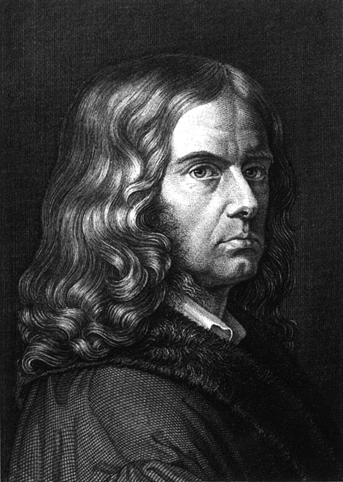
Adelbert von Chamisso

- Cham. - Adelbert von Chamisso (1781-1838)
- Cham. - Louis Charles Adelaïde Chamisseau de Boncourt
- Chamb. - Charles Joseph Chamberlain (1863–1943)
- Champ. - John George Champion (1815–1854)
- Chantar. - Pranom Chantaranothai (nato nel 1955)
- Chapm. - Alvin Wentworth Chapman  (1809–1899)
- Chase - Mary Agnes Chase (1869–1963)
- Châtel. - Jean Jacques Châtelain (1736–1822)
- Chatton - Édouard Chatton (1883–1947)
- Chaub. - Louis Athanase Chaubard (1785–1854)
- Chaumeton - François Pierre Chaumeton (1775-1819)
- Cheek - Martin Cheek (nato nel 1960)
- Cheel - Edwin Cheel (1872-1951)
- Cheeseman - Thomas Frederic Cheeseman (1846–1923)
- Cheesman - Ernest Entwistle Cheesman (1898–1983)
- Chenault - Léon Chenault (1853–1930)
- Chevall. - François Fulgis Chevallier (1796–1840)
- Chi.C.Lee - Ch'ien C. Lee (fl. 2002)
- Chilton - Charles Chilton (1860–1929)
- Ching - Ren-Chang Ching (1898–1986)
- Chiov. - Emilio Chiovenda (1871-1941)
- Chiron - Guy Robert Chiron (nato nel 1944)
- Chitaley - Shya Chitaley (1918–2013)
- Chodat - Robert Hippolyte Chodat (1865–1934)
- Choisy - Jacques Denys Choisy (1799–1859)
- Cholnoky - Béla Jenö Cholnoky (1899–1972)
- Chopinet - Robert Chopinet (1914-1975[2])
- Christ - Konrad Hermann Heinrich Christ (1833–1933)
- Christenh. - Maarten Joost Maria Christenhusz (nato nel 1976)
- Christian - Hugh Basil Christian (1871–1950)
- Christm. - Gottlieb Friedrich Christmann (1752-1836)
- Christoph. - Erling Christophersen (1898-1994)
- Chrtek - Jindřich Chrtek (1930-2008)
- Chud. - René Chudeau (1864–1921)
- Chun - Woon Young Chun (1890–1971)
- Cif. - Raffaele Ciferri (1897-1964)
- Cirillo - Domenico Cirillo (1739-1799)
- Claassen - Martha Isabella Claassen (nato nel 1931)
- Clairv. - Joseph Philippe de Clairville  (1742–1830)
- Clap. - Jean Louis René Antoine Édouard Claparède (1830–1871)
- Clapperton - Bain Hugh Clapperton (1788–1827)
- Clarion - Jacques Clarion (1776-1844)
- Claus - Karl Ernst Claus (1796–1894)
- Cleghorn - Hugh Francis Clarke Cleghorn (1820–1895)
- Cleland - John Burton Cleland (1878–1971)
- Clem. - Frederic Edward Clements (1874-1945)
- Clem. - Mordecai Cubitt Clements (1874-1945)
- Clémençon - Heinz Clémençon (*1935)
- Clemente - Simon de Rojas Clemente y Rubio
- Clifford - Harold Trevor Clifford  (1927-2019)
- Clifton - George Clifton (1823–1913)
- Clinton - George William Clinton (1807–1885)
- Clus. - Charles de l'Écluse (1525-1609)
- Clute - Willard Nelson Clute (1869–1950)
- Co - Leonardo Legaspi Co (1953–2010)
- Coaz - Johann Coaz (1822–1918)
- Cobb - Nathan Augustus Cobb (1859–1932)
- Cockayne - Leonard C. Cockayne (1855-1934)
- Cockerell - Theodore Dru Alison Cockerell (1866–1948)
- Cocks - John Cocks (1787–1861)
- Cocquyt - Christine Cocquyt (nata nel 1955)
- Codd - Leslie Edward Wostall Codd (1908–1999)
- Cogn. - Célestin Alfred Cogniaux (1841-1916)
- Cohn - Ferdinand Julius Cohn (1828-1898)
- Coincy - Auguste Henri Cornut de Coincy (1837–1903)
- Coker - William Chambers Coker (1872–1953)
- Colden - Jane Colden (1724–1766)
- Colebr. - Henry Thomas Colebrooke (1765-1837)
- Colenso - William Colenso (1811–1899)
- Colla - Luigi Colla (1766–1848)
- Collad. - Louis Théodore Frederic Colladon (1792–1862)
- Collett - Henry Collett (1836–1901)
- Collinson - Peter Collinson (1694-1768)
- Colomb - Marie Louis Georges Colomb (1856–1945)
- Coltm.-Rog. - Charles Coltman-Rogers (1854-1929)
- Columbus - James Travis Columbus (nato nel 1962)
- Comm. - Philibert Commerson (1727-1773)
- Compton - Robert Harold Compton (1886–1979)
- Cond. - Charles Marie de la Condamine (1701-1774)
- Conger - Paul Sidney Conger (1897–1979)
- Conrad - Solomon White Conrad (1779–1831)
- Conran - John Godfrey Conran (nato nel 1960)
- Console - Michelangelo Console (1812–1897)
- Constance - Lincoln Constance (1909–2001)
- Conz. - Cassiano Conzatti (1862–1951)
- Coode - Mark James Elgar Coode (nato nel 1937)
- Cook - James Cook (1728–1779)
- Cooke - Mordecai Cubitt Cooke (1825-1914)
- Cookson - Isabel Clifton Cookson (1893–1973)
- Coombe - David Edwin Coombe (1927-1999)
- Cooper - Daniel Cooper (botanico) (1817?–1842)
- Cooperr. - Tom Smith Cooperrider (nato nel 1927)
- Copel. - Edwin Bingham Copeland (1873–1964)
- Corda - August Carl Joseph Corda (1809-1872)
- Cordem. - Eugène Jacob de Cordemoy (1835-1911)
- Core - Earl Lemley Core (1902–1984)
- Corill. - Robert J. Corillion (1908–1997)
- Corner - Edred John Henry Corner (1906–1996)
- Cornut - Jacques Philippe Cornut (1606-1651)
- Corrêa - José Francisco Corrêa da Serra (1751–1823)
- Correll - Donovan Stewart Correll (1908–1983)
- Correns - Carl Franz Joseph Erich Correns (1864-1933)
- Cortés - Santiago Cortés (1854–1924)
- Cortesi - Fabrizio Cortesi (1879–1949)
- Corti - Bonaventura Corti (1729-1813)
- Cory - Victor Louis Cory (1880–1964)
- Coss. - Ernest Saint-Charles Cosson (1819-1889)
- Cotton - Arthur Disbrowe Cotton (1879–1962)
- Coult. - Thomas Coulter (1793–1843)
- Courchet - Lucien Désiré Joseph Courchet (1851–1924)
- Courtec. - Régis Courtecuisse (nato nel 1956)
- Cout. - Antonio Xavier Pereira Coutinho (1851-1939)
- Coville - Frederick Vernon Coville (1867-1937)
- Cowan - John Macqueen Cowan (1891–1960)
- Cowles - Henry Chandler Cowles (1869–1930)
- Cowley - Elizabeth Jill Cowley (nata nel 1940)
- Craib - William Grant Craib (1882 -1933)
- Crampton - Beecher Crampton (nato nel 1918)
- Cranfill - Raimond Cranfill (fl. 1981)
- Crantz - Heinrich Johann Nepomuk von Crantz (1722-1799)
- Cranwell - Lucy May Cranwell (1907–2000)
- Craven - Lyndley Alan Craven (nato nel 1945)
- Crép. - François Crépin (1830-1903)
- Crins - William J. Crins (nato nel 1955)
- Cristóbal - Carmen Lelia Cristóbal (1932-2019)
- Cristur. - Ioan Cristurean  (1934-2021)
- Critchf. - William Burke Critchfield (1923-1989)
- Croat - Thomas Bernard Croat (nato nel 1938)
- Croizat - Léon Camille Marius Croizat (1894-1982)
- Cronk - Quentin Cronk (fl. 1980)
- Cronq. - Arthur John Cronquist (1919-1992)
- Crossl. - Charles Crossland (1844–1916)
- Crundw. - Alan Crundwell (1923–2000)
- Crusio - Wim Crusio (nato nel 1954)
- Cuatrec. - José Cuatrecasas (1903-1996)
- Cufod. - Georg Cufodontis (1896–1974)
- Culham - Alastair Culham (nato nel 1965)
- Cullen - James Cullen (1936–2013)
- Cullum - Thomas Gery Cullum (1741–1831)
- Cuming - Hugh Cuming (1791–1865)
- Cummins - George Baker Cummins (1904-?)
- Cupani - Francesco Cupani (1657-1710)
- Curtis - William Curtis (1746-1799)
- Custer - Jakob Laurenz Custer (1755-1828)
- Czern. - Vassilii Matveievitch Czernajew (1796-1871)

## D
- D.A.Herb. - Desmond Andrew Herbert (1898-1976)
- D.A.Sutton - David A. Sutton (nato nel 1952)
- D.A.Webb - David Allardyce Webb (1912-1994)
- D.Arora - David Arora (nato nel 1957)
- D.C.Eaton - Daniel Cady Eaton (1834-1895)
- D.C.McClint. - David Charles McClintock (1913-2001)
- D.C.Stuart - D.C. Stuart (nato nel 1940)
- D.D.Baldwin - David Dwight Baldwin (1831-1912)
- D.D.Cunn. - David Douglas Cunningham (1843-1914)
- D.D.Keck - David D. Keck (1903-1995)
- D.D.Perkins - David Dexter Perkins (1919-2007)
- D.D.Tao - De Ding Tao (nato nel 1937)
- D.Dietr. - David Nathaniel Friedrich Dietrich (1799-1888)
- D.Don - David Don (1799-1841)
- D.Drake - Daniel Drake (1785-1852)
- D.E.Beetle - Dorothy Erna Beetle (nata Schoof, poi Beetle-Pillmore) (1918-2005)
- D.Edwards - Dianne Edwards (nata nel 1942)
- D.F.Austin - Daniel Frank Austin (nato nel 1943)
- D.Fairchild - David Fairchild (1869-1954)
- D.G.Lloyd - David Graham Lloyd (1937-2006)
- D.H.Scott - Dukinfield Henry Scott (1854-1934)
- D.Hanb. - Daniel Hanbury (1825-1875)
- D.Hawksw. - David Leslie Hawksworth (nato nel 1946)
- D.I.Morris - Dennis Ivor Morris (1924-2005)
- D.J.Middleton - David John Middleton (nato nel 1963)
- D.K.Bailey - Dana K. Bailey (nata nel 1916)
- D.L.Jones - David Lloyd Jones (nato nel 1944)
- D.Legrand - Carlos Maria Diego Enrique Legrand (1901-1986)
- D.Löve - Doris Löve (1918-2000)
- D.M.Gates - David Murray Gates (nato nel 1921)
- D.M.Hend. - Douglas Mackay Henderson (1927-2007)
- D.Moore - David Moore (1808-1879)
- D.Müll.-Doblies - Dietrich Müller-Doblies (nato nel 1938)
- D.Naras. - D. Narasimhan (nato nel 1960)
- D.P.Rogers - Donald Philip Rogers (1908-)
- D.Parodi - Domingo Parodi (1823-1890)
- D.R.Hunt - David Richard Hunt (nato nel 1938)
- D.S.Edwards - David Sydney Edwards (nato nel 1948)
- D.S.Johnson - Duncan Starr Johnson (1867-1937)
- D.S.Jord. - David Starr Jordan (1851-1931)
- D.Sacc. - Domenico Saccardo (1872-1952)
- D.Thomas - David Thomas (1776-1859)
- D.W.Stev. - Dennis William Stevenson (nato nel 1942)
- D.Y.Hong - De Yuan Hong (nato nel 1936)
- Dahl - Anders Dahl (1751-1789)
- Dahlst. - Gustav Adolf Hugo Dahlstedt (1856-1934)
- Daléchamps - Jacques Daléchamps (anche noto come Jacobus Dale Champius) (1513-1588)
- Dallim. - William Dallimore (1871-1959)
- Dalzell - Nicol Alexander Dalzell (1817-1877)
- Dalziel - John McEwan Dalziel (1872-1948)
- Dammer - Carl Lebrecht Udo Dammer (1860-1920)
- Dana - James Dwight Dana (1813-1895)
- Dandy - James Edgar Dandy (1903-1976)
- Daniell - William Freeman Daniell (1818–1865)
- Dans. - Pierre Mackay Dansereau (1911-2011)
- Danser - Benedictus Hubertus Danser (1891-1943)
- Danzé-Corsin - Paule Danzé-Corsin (fl. 1956)
- Darbysh. - S.J. Darbyshire (nato nel 1953)
- D'Archiac - Étienne Jules Adolphe Desmier de Saint-Simon, Visconte d'Archiac (1802-1868)
- Darl. - William Darlington (1782-1863)
- Darling - Samuel Taylor Darling (1872-1925)
- Darwin - Charles Darwin (1809-1882)
- Daubs - Edwin Horace Daubs (fl. 1965)
- Daveau - Jules Alexandre Daveau (1852-1929)
- Davenp. - George Edward Davenport (1833-1907)
- Davey - Frederick Hamilton Davey (1868-1915)
- David - Armand David (1826-1900)
- Davidse - Gerrit Davidse (nato nel 1942)
- Davis - John Jefferson Davis (1852-1937)
- Dawson - John William Dawson (1820-1899)
- DC. - Augustin Pyrame de Candolle (1778-1841)

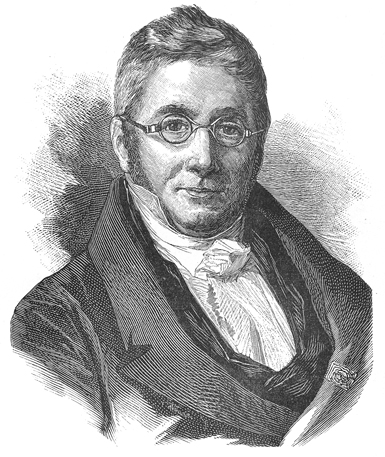
Augustin Pyrame de Candolle

- De Bary - Anton de Bary (1831-1888)

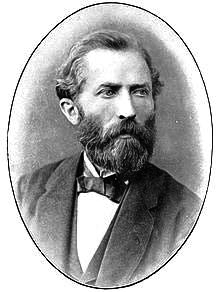
Anton de Bary

- de Kruif - A.P.M. de Kruif (fl. 1984)
- de Laub. - David John de Laubenfels (nato nel 1925)
- De M.Wang - De-Ming Wang (nato nel 1970)
- De Not. - Giuseppe De Notaris (1805-1877)
- De Puydt - Paul Émile de Puydt (1810-1891)
- de Roon - Adrianus Cornelis de Roon (1928-2011)
- De Smet - Louis De Smet (1813-1887)
- De Toni - Giovanni Battista De Toni (1864-1924)
- De Vis - Charles Walter De Vis (1829-1915)
- de Vogel - Eduard Ferdinand de Vogel (nato nel 1942)
- de Vos - Cornelis de Vos (1806-1895)
- de Vries - Hugo de Vries (1848-1935)
- de Vriese - Willem Hendrik de Vriese (1806-1862)
- de Wet - Johannes Martenis Jacob de Wet (nato nel 1927)
- De Wild. - Émile Auguste Joseph De Wildeman (1866-1947)
- De Winter - Bernard de Winter (nato nel 1924)
- de Wit - Hendrik de Wit (1909-1999)
- Deam - Charles Clemon Deam (1865-1953)
- Debeaux - Jean Odon Debeaux (1826-1910)
- Decne. - Joseph Decaisne (1807-1882)
- Degen - Àrpàd von Degen (1866-1934)
- Dehnh. - Friedrich Dehnhardt (1787-1870)
- Delahouss. - A. James Delahoussaye (fl. 1967)
- Delarbre - Antoine Delarbre (1724-1813)
- Delavay - Pierre Jean Marie Delavay (1834-1895)
- Deless. - Jules Paul Benjamin Delessert (1773-1847)
- Delile - Alire Raffeneau Delile (1778-1850)
- Delip. - Dimitàr Danailov Delipavlov (nato nel 1919)
- Denham - Dixon Denham (1786-1828)
- Denis - Marcel Denis (1897-1929)
- Deppe - Ferdinand Deppe (1794-1861)
- Derbès - August Alphonse Derbès (1818-1894)
- Dermek - Aurel Dermek (1925-1989)
- Des Moul. - Charles des Moulins (1798-1875)
- Déségl. - Pierre Alfred Déséglise (1823-1883)
- Desf. - René Louiche Desfontaines (1750-1833)

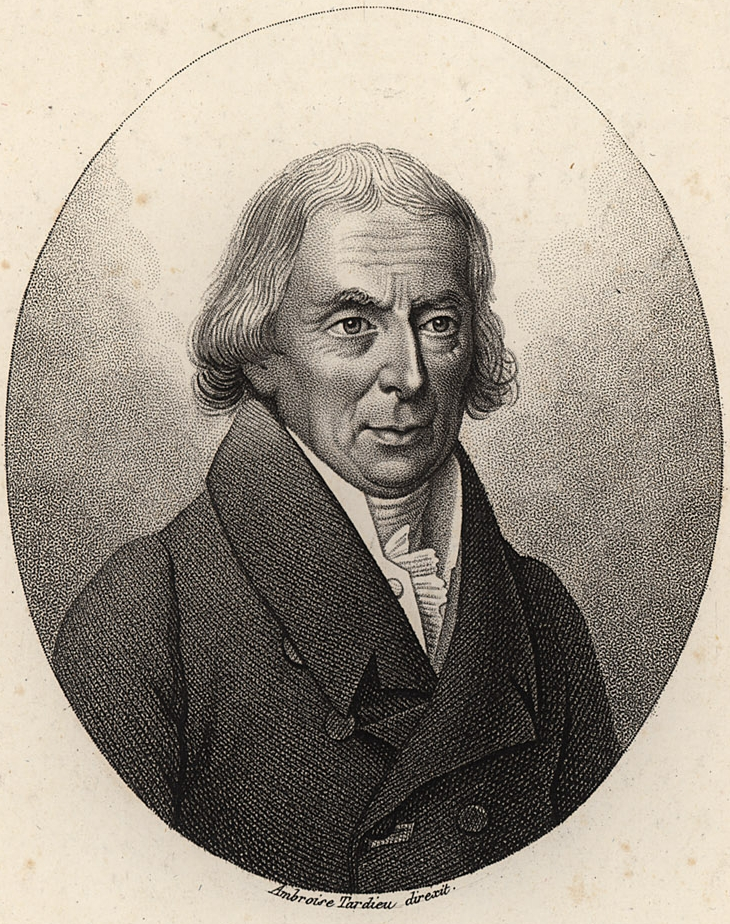
René Louiche Desfontaines

- Desm. - Jean Baptiste Desmazières (1786-1862)
- Desr. - Louis Auguste Joseph Desrousseaux (1753-1838)
- Desv. - Nicaise Augustin Desvaux (1784-1856)
- Devillers - Pierre Devillers (nato nel 1938)
- Devillers-Tersch. - Jean Devillers-Terschuren (nato nel 1955)
- Dewèvre - Alfred Aloys Dewèvre (1866-1897)
- Dewey - Chester Dewey (1784-1867)
- Di Martino - Andrea Di Martino (1926-2009)
- Dice - James C. Dice (fl. 1995)
- Dicks. - James (Jacobus) J. Dickson (1738-1822)
- Didr. - Didrik Ferdinand Didrichsen (1814-1887)
- Dieck - Georg Dieck (1847-1925)
- Diels - Friedrich Ludwig Emil Diels (1874-1945)
- Diesing - Karl (Carl) Moriz (Moritz) Diesing (1800-1867)
- Diguet - Léon Diguet (1859-1926)
- Dill. - Johann Jacob Dillenius (1684-1747)
- Dillwyn - Lewis Weston Dillwyn (1778-1855)
- Dilst - Floor J. H. van Dilst (nato nel 1934)
- Ding Hou - Ding Hou (1921-2008)
- Dingler - Hermann Dingler (1846-1935)
- Dinter - Moritz Kurt Dinter (1868-1945)
- Dippel - Leopold Dippel (1827-1914)
- Dissing - Henry Dissing (1931-2009)
- Djav.-Khoie - Karim Djavanchir-Khoie
- Dobell - Clifford Dobell (1886-1949)
- Dod - Donald Dungan Dod (1912-2008)
- Dode - Louis-Albert Dode (1875-1943)
- Dodoens - Rembert Dodoens (1518-1585)

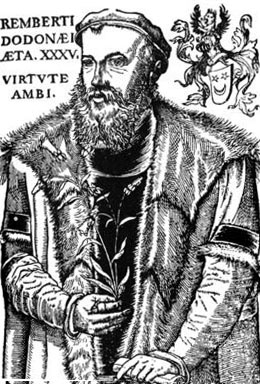
Rembert Dodoens

- Dodson - Calaway H. Dodson (nato nel 1928)
- Döll - Johann Christoph Döll (1808-1885)
- Dollfus - Gustave Frédéric Dollfus (1850-1931)
- Domański - Stanislaw Domański (1916-1993)
- Domin - Karel Domin (1882-1953)
- Domke - Friedrich Walter Domke (1899-1988)
- Don - George Don (1764-1814)
- Donn - James Donn (1758-1813)
- Donn.Sm. - John Donnell Smith (1829-1928)
- Door. - Simeon Gottfried Albert Doorenbos (1891-1980)
- Dop - Paul Louis Amans Dop (1876-1954)
- Dorf - Erling Dorf (1905-1984)
- Dörfelt - Heinrich Dörfelt (nato nel 1940)
- Dorr - Laurence J. Dorr (nato nel 1953)
- Dorsett - Palemon Howard Dorsett (1862-1943)
- Dostál - Josef Dostál (1903-1999)
- Douglas - David Douglas (1799-1834)
- Doweld - Alexander Borissovitch Doweld (nato nel 1973)
- Dowell - Philip Dowell (1864-1936)
- Downie - Dorothy Downie (?-1960)
- Drabble - Eric Frederic Drabble (1887-1933)
- Drake - Emmanuel Drake del Castillo (1855-1904)
- Drap. - Jacques Philippe Raymond Draparnaud (1772-1804)
- Drees - Friedrich Wilhelm Drees
- Drège - Johann Franz Drège (1794-1881)
- Dressler - Robert Louis Dressler (1927-)
- Dring - Donald M. Dring (1932-1978)
- Druce - George Claridge Druce (1850-1932)
- Drude - Carl Georg Oscar Drude (1852-1933)
- Dryand. - Jonas Carlsson Dryander (1748-1810)
- Du Roi - Johann Philipp Du Roi (1741-1785)
- Du Tour - Du Tour de Salvert
- Dubard - Marcel Marie Maurice Dubard (1873-1914)
- Duby - Jean Étienne Duby (1798-1885)
- Duch. - Pierre Étienne Simon Duchartre (1811-1894)
- Duchass. - Édouard Placide Duchassaing de Fontbressin (1818-1873)
- Duchesne - Antoine Nicolas Duchesne (1747-1827)
- Ducke - Adolpho Ducke (1876-1959)
- Duclaux - Émile Duclaux (1840-1904)
- Dufour - Léon Dufour (1780-1865)
- Dufr. - Pierre Dufresne (1786-1836)
- Dugand - Armando Dugand (1906-1971)
- Duggar - Benjamin Minge Duggar (1872-1956)
- Duhamel - Henri Louis Duhamel du Monceau (1700-1782)
- Dujard. - Félix Dujardin (1801-1860)
- Dulac - Joseph Dulac (1827-1897)
- Dum. - Barthélemy Charles Joseph Dumortier (1797-1878) (Abbreviazione utilizzata in passato; da preferire: Dumort.)
- Dum.Cours. - Georges Louis Marie Dumont de Courset (1746-1824)
- Dümmer - Richard Arnold Dümmer (1887-1922)
- Dumort. - Barthélemy Charles Joseph Dumortier (1797-1878)
- Dun. - Michel Félix Dunal (1789-1856)
- Dunal - Michel Félix Dunal (1789-1856)
- Dunn - Stephen Troyte Dunn (1868-1938)
- Dunsterville - Galfrid Clement Keyworth Dunsterville (1905-1988)
- Dupuy - Dominique Dupuy (1812-1885)
- Duque - Jaramillo Jesus Maria Duque (1785-1862)
- Dur. - Michel Charles Durieu de Maisonneuve (1796-1878)
- Durand - Elias Magloire Durand (1794-1873)
- Durande - Jean-François Durande (1732-1794)
- Durazz. Antonio Durazzini (1740-1810)
- Durieu - Michel Charles Durieu de Maisonneuve (1796-1878)
- d'Urv. - Jules Sébastian César Dumont d'Urville (1790-1842)
- Dusén - Per Karl Hjalmar Dusén (1855-1926)
- Duss - Antoine Duss (1840-1924)
- Duthie - John Firminger Duthie (1845-1922)
- Duval - Henri Auguste Duval (1777-1814)
- Duyfjes - Brigitta Emma Elisabeth Duyfjes (nata nel 1936)
- Dyal - Sarah Creecie Dyal (1907-?)
- Dyer - William Turner Thiselton-Dyer (1843-1928)

## E
- E.A.Durand – Ernest Armand Durand (1872–1910)
- E.A.Mennega – Erik Albert Mennega (1923–1998)
- E.A.Sánchez – Evangelina A. Sánchez (nata nel 1934)
- E.Anderson - Edgar Shannon Anderson (1897-1969)
- E.B.Alexeev – Evgenii Borisovich Alexeev (1946–1976)
- E.B.Andrews – Ebenezer Baldwin Andrews (1821–1880)
- E.B.Knox – Eric B. Knox (fl. 1993)
- E.Britton – Elizabeth Gertrude Britton (nata Knight) (1858–1934)
- E.C.Hall – Edwin Cuthbert Hall (1874–1953)
- E.C.Hansen - Emil Christian Hansen (1842-1909)
- E.C.Nelson – Ernest Charles Nelson (nato nel 1951)
- E.Cordus – Euricius Cordus (1486–1535)
- E.D.Clarke – Edward Daniel Clarke (1769–1822)
- E.D.Liu – En-De Liu (fl. 2004)
- E.Danesh - Edeltraud Danesh (1922 - )
- É.Desv. – Étienne-Émile Desvaux (1830–1854)
- E.E.Wilson – Edward Elmer Wilson (nato nel 1900)
- E.F.Anderson - Edward Frederick Anderson (1931-2001)
- E.F.Warb. – Edmund Frederic Warburg (1908–1966)
- E.Fisch. - Eduard Fischer (1861-1939)
- E.Forbes – Edward Forbes (1815–1854)
- E.Forst. - Edward Forster (1765-1849)
- E.Fourn. – Eugène Pierre Nicolas Fournier (1834–1884)
- E.G.Andrews – E. G. Andrews (fl. 1993)
- E.G.Camus - Edmond Gustave Camus (1852-1915)
- E.G.Clem. – Edith Gertrude (Schwartz) Clements (1877–1971)
- E.G.Voss – Edward Groesbeck Voss (1929–2012)
- E.H.L.Krause – Ernst Hans Ludwig Krause (1859–1942)
- E.H.Moore - Emery Harold Moore
- E.H.Wilson - Ernest Henry Wilson (1876-1930)
- E.Hitchc. – Edward Hitchcock (1793–1864)
- E.Holmb. - Eduardo Ladislao Holmberg (1852-1937)
- É.Huet - Édouard Huet du Pavillon (1819-1908)
- E.Ives – Eli Ives (1779–1861)
- E.J.Butler – Edwin John Butler (1874–1943)
- E.J.Clement – E.J. Clement (fl. 2000)
- E.J.Dunn – Edward John Dunn (1844–1937)
- E.-J.Gilbert - Edouard-Jean Gilbert (1888-1954)
- E.J.Hill - Ellsworth Jerome Hill
- E.J.Lowe – Edward Joseph Lowe (1825–1900)
- E.J.Palmer - Ernest Jesse Palmer  (1875–1962)
- E.J.Quekett – Edwin John Quekett (1808–1847) (fratello di John Thomas Quekett)
- E.J.Schmidt – Ernst Johannes Schmidt (1877–1933)
- E.James - Edwin James (1797–1861)
- E.L.Braun – Emma Lucy Braun (1889–1971)
- E.L.Krause - Ernst Ludwig Krause (1839-1903)
- E.L.Wolf – Egbert Ludwigowitsch Wolf (1860–1931)
- É.Lemoine – Émile Lemoine (1862–1943)
- E.M.Friis – Else Marie Friis (nata nel 1947)
- E.M.McClint. – Elizabeth May McClintock (1912–2004)
- E.M.Norman – Eliane Meyer Norman (nata nel 1931)
- E.Mayer – Ernest Mayer (1920–2009)
- E.Mey. - Ernst Heinrich Friedrich Meyer (1791-1858)
- E.Morren – Charles Jacques Édouard Morren (1833–1886)
- E.Murray - Edward Murray
- E.Nardi - Enio Nardi (1942- )
- E.O.Schmidt - Eduard Oscar Schmidt (1823-1886)
- E.P.Bicknell - Eugene Pintard Bicknell (1859-1925)
- E.P.Perrier - Eugène Pierre Perrier de la Bâthie (1825-1916)
- E.P.Wright – Edward Perceval (Percival) Wright (1834–1910)
- E.Perrier - Edmond Perrier (1844-1921)
- E.Peter – Elfriede Peter-Stibal (nata nel 1905)
- E.Phillips – Edwin Percy Phillips (1884–1967)
- E.Pritz. - Ernst Georg Pritzel
- E.R.Noble – Elmer Ray Noble (1909–2001)
- E.R.Saunders - Edith Rebecca Saunders (1865-1945)
- E.Rev. – Elisée Reverchon (1835–1914)
- E.Rosén – Eberhard Rosén (1714–1796)
- E.S.Anderson – Edgar Shannon Anderson (1897–1969)
- E.S.Burgess – Edward Sandford Burgess (1855–1928)
- E.S.Steele – Edward Strieby Steele (1850–1942)
- E.Sabine – Edward Sabine (1788–1883)
- E.Salisb. - Edward James Salisbury (1886-1978)
- E.Schiem. – Elisabeth Schiemann (1881–1972)
- E.Schmidt - Ernst Schmidt (1834–1902)
- E.Sheld. – Edmund Perry Sheldon (1869–1947)
- E.Small – Ernest Small (nato nel 1940)
- E.T.Newton – Edwin Tulley (Tully) Newton (1840–1930)
- E.Thurst. – Edgar Thurston (1855–1935)
- E.Vilm. – Elisa Bailly de Vilmorin (18265–1868)
- E.Walther – Eric Walther (1892–1959)
- E.W.Berry - Edward Wilber Berry (1875-1945)
- E.W.Herv. – Eliphalet Williams Hervey (1834–1925)
- E.W.Nelson – Edward William Nelson (1855–1934)
- E.Willm. – Ellen Ann Willmott (1858–1934)
- E.Y.Dawson – Elmer Yale Dawson (1918–1966)
- Eames - Edwin Hubert Eames (1865-1948)
- Earle - Franklin Sumner Earle (1856-1929)
- Eastw. - Alice Eastwood
- Eaton - Amos Eaton (1776-1842)
- Eb.Fisch. – Eberhard Fischer (nato nel 1969)
- Eberm. - Johann Erdwin Christoph Ebermaier 1769-1825)
- Ebinger – John Edwin Ebinger (nato nel 1933)
- Eckblad – Finn-Egil Eckblad (1923–2000)
- Eckl. - Christian Friedrich Ecklon (1795-1868)
- Eddy – Caspar Wistar Eddy (1790–1828)
- Edgew. – Michael Pakenham Edgeworth (1812–1881)
- Edmondston – Thomas Edmondston (1825–1846)
- Edwin – Gabriel Edwin (nato nel 1926)
- Eeden – Frederik Willem van Eeden (1829–1901)
- Eggeling – William Julius Eggeling (1909–1994)
- Eggers – Henrik Franz Alexander von Eggers  (1844–1903)
- Eggert - Heinrich Karl Daniel Eggert (1841-1904)
- Eggl. – Willard Webster Eggleston (1863–1935)
- Eggli - Urs Eggli (nato nel 1959)
- Egler – Frank Edwin Egler (1911–1996)
- Egli – Bernhard Egli (fl. 1990)
- Ehr. - Jakob Friedrich Ehrhart (1742-1795)
- Ehrenb. - Christian Gottfried Ehrenberg (1795-1876)
- Ehrend. - Friedrich Ehrendorfer (nato nel 1927)
- Ehret – Georg Dionysius Ehret (1708–1770)
- Ehrh. - Jakob Friedrich Ehrhart (1742-1795)
- Eichler - August Wilhelm Eichler (1839-1887)
- Eichw. - Karl Eduard von Eichwald (1794-1876)
- Eig - Alexander Eig (1894–1938)
- Ekmanig - Erik Leonard Ekman (1883-1931)
- Elliott - Stephen Elliott (1771-1830)
- Ellis - Job Bicknell Ellis (1829-1905)
- Ellw. – George Ellwanger (1816–1906)
- Elmer – Adolph Daniel Edward Elmer (1870–1942)
- Elwert - Johann Caspar Philipp Elwert (1760-1827)
- Elwes - Henry John Elwes
- Emory - William Hemsley Emory (1811-1887)
- Enderlein – Günther Enderlein (1872–1968)
- Endert – Frederik Hendrik Endert (1891–1953)
- Endl. - Stephan Ladislaus Endlicher (1804-1849)
- Engel – Franz Engel (fl. 1865)
- Engelm. - Georg (George) Engelmann (1809-1884)
- Engl. - Adolf Engler (1844-1930)
- Epling - Carl Clawson Epling (1894-1968)
- Erben - Matthias Erben (1943- )
- Erdman – Kimball Stewart Erdman (nato nel 1937)
- Erdtman – Otto Gunnar Elias Erdtman (1897–1973)
- Ernst – Adolf Ernst (1832–1899)
- Eschsch. - Johann Friedrich von Eschscholtz (1793-1831)
- Esper – Eugenius Johann Christoph Esper (1742–1810)
- Esterh. – Elsie Elizabeth Esterhuysen (1912–2006)
- Esteves – Eddie Esteves Pereira (nato nel 1939)
- Ether. – Robert Etheridge Jr. (1847–1920)
- Etl. – Andreas Ernst Etlinger (fl. 1777)
- Ettingsh. - Constantin von Ettingshausen (1826-1897)
- Euphrasén – Bengt Anders Euphrasén (1756–1796)
- Everh. Benjamin Matlack Everhart (1818-1904)
- Ewan - Joseph Andorfer Ewan (1909-1999)
- Ewart - Alfred James Ewart (1872-1937)
- Exell – Arthur Wallis Exell (1901–1993)
- Eyde – Richard H. Eyde (1928–1990)
- Eyre – William Leigh Williamson Eyre (1841–1914)

## F
- F.A.Barkley - Fred Alexander Barkley (1908-1989)
- F.A.Bartlett – Francis Alonzo Bartlett (1882-1963)
- F.A.Bauer – Franz (Francis) Andreas Bauer (1758–1840)
- F.A.C.Weber - Frédéric Albert Constantin Weber (1830-1903)
- F.A.Rogers – Frederick Arundel Rogers (1876–1944)
- F.Albers – Focke Albers (nato nel 1940)
- F.Allam. - Frédéric-Louis Allamand (1735-1803)
- F.Aresch. - Fredrik Wilhelm Christian Areschoug (1830-1908)
- F.B.Forbes - Francis Blackwell Forbes (1839-1908)
- F.B.White - Francis Buchanan White (1842-1894)
- F.Bolle - Friedrich Franz August Albrecht Bolle (nato nel 1905)
- F.Bolus – Frank Bolus (1870–1945)
- F.Boos – Franz Boos (1753–1832)
- F.Br. – Forest Buffen Harkness Brown (1873–1954)
- F.C.How – Foon Chew How (1908–1959)
- F.Chapm. – Frederick Chapman (1864–1943)
- F.Cuvier - Frédéric Cuvier (1773-1838)
- F.D.Lamb. - Fred Dayton Lambert (1871-1931)
- F.Delaroche – François Delaroche (1780–1813)
- F.Dietr. - Friedrich Gottlieb Dietrich (1768-1850)
- F.E.Boynton – Frank Ellis Boynton (1859–1942)
- F.E.Fritsch – Felix Eugen Fritsch (1879–1954)
- F.K.Mey. – Friedrich Karl Meyer (1926–2012)
- F.E.Leyb. (anche Leibold) – Friedrich Ernst Leibold  (il cognome è spesso scritto anche nella forma "Leybold") (1804–1864) (da non confondere con il botanico Friedrich Leybold (1827–1879))
- F.E.Lloyd - Francis Ernest Lloyd (1868-1947)
- F.F.Blackman – Frederick Blackman (1866–1947)
- F.Friedmann - Francis Friedmann (nato nel 1941)
- F.G.Schroed. - Fred-Günter Schroeder (1930–2019)
- F.G.Wallace – Franklin Gerhard Wallace (nato nel 1909)
- F.H.Chen – Chen Feng Huai (Hwai) (1900–1993)
- F.H.Lewis – Frank Harlan Lewis (1919–2008)
- F.H.Wigg. - Friedrich Heinrich Wiggers (1746-1811)
- F.Haage - Ferdinand Haage (1859–1930)
- F.Hanb. – Frederick Janson Hanbury (1851–1938)
- F.Harper – Francis Harper (1886–1972)
- F.Heim – Frédéric Louis Heim (nato nel 1869)
- F.Heller - Franz Xaver Heller (1775-1840)
- F.Hern. - Francisco Hernández (1517-1587)
- F.J.A.Morris – F. John A. Morris (nato nel 1869)
- F.J.F.Shaw – Frederick John Freshwater Shaw (1886–1936)
- F.J.Herm. – Frederick Joseph Hermann (1906–1987)
- F.J.Müll. - Fritz Müller (1821-1897)
- F.J.Schultz – Franz Johann Schultz (fl. 1785–1847)
- F.L.Bauer – Ferdinand Lucas (Lukas) Bauer (1760–1826)
- F.L.Erickson – Frederica Lucy "Rica" Erickson (1908–2009)
- F.L.Tai – Fung Lan Tai (1893–1973)
- F.Lestib. - François-Joseph Lestiboudois (?-1815)
- F.M.Bailey – Frederick Manson Bailey (1827–1915)
- F.M.Knuth – Frederik Marcus Knuth (1904–1970)
- F.M.Leight. – Frances Margaret Leighton (poi Isaac) (1909–2006) (usata anche l'abbreviazione Isaac)
- F.Michx. - François André Michaux (1770-1855)
- F.Muell. - Ferdinand von Müller (1825-1896)
- F.N.Meyer – Frank Nicholas Meyer (prima del 1908 il cognome era scritto Meijer) (1875–1918)
- F.P.Metcalf - Franklin Post Metcalf (1892-1955)
- F.Parsons - Frances Theodora Parsons (1861-1952)
- F.Patt. – Flora Wambaugh Patterson (1847–1928)
- F.Pedrotti - Franco Pedrotti (nato nel 1934)
- F.R.Chapm. – Frederick Revans Chapman (1849–1936)
- F.Ritter - Friedrich Ritter (1898-1989)
- F.Rose – Francis Rose (1921–2006)
- F.Rudolphi – Friedrich Karl Ludwig Rudolphi (1801–1849)
- F.Sacc. - Francesco Saccardo (1869-1896)
- F.Schmidt - Friedrich Schmidt
- F.Stein – Samuel Friedrich Nathaniel Ritter von Stein (1818–1885)
- F.Stevens - Frank Lincoln Stevens (1871-1934)
- F.T.Brooks – Frederick Tom (Thom, Thomas) Brooks (1882–1952)
- F.T.Hubb. – Frederic Tracy Hubbard (1875–1962)
- F.Turner - Frederick Turner (1852-1939)
- F.Vierh. – Friedrich Vierhapper (1844–1903) (padre di Friedrich Karl Max Vierhapper (1876–1932))
- F.Voigt - Friedrich Siegmund Voigt (1781-1850)
- F.W.Andrews – Frederick William Andrews (morto nel 1961)
- F.W.L.Suckow – Friedrich Wilhelm Ludwig Suckow (1770–1838)
- F.W.Schmidt - Franz Wilibald Schmidt (1764-1796)
- F.W.Schultz - Friedrich Wilhelm Schultz (1804-1876)
- F.W.Went – Frits Warmolt Went (1903–1990)
- F.Wettst. – Fritz von Wettstein (1895–1945)
- F.White – Frank White (1927–1994)
- F.Wilson – Francis Robert Muter Wilson (1832–1903)
- F.Wirtg. - Ferdinand Paul Wirtgen (1848-1924)
- F.Zenker – Friedrich Albert von Zenker (1825–1898)
- Faber - Friedrich Carl von Faber (1880-1954)
- Fabr. – Philipp Conrad Fabricius (1714–1774)
- Faegri - Knut Fægri (1909-2001)
- Fahn – Avraham (Abraham) Fahn (1916–2012)
- Fairon-Dem. – Muriel Fairon-Demaret (fl. 1986)
- Falc. - Hugh Falconer (1808-1865)
- Falck – Richard Falck (1868–1955)
- Falk – Johan Peter (Pehr) Falk (1733–1774)
- Falkenb. – Paul Falkenberg (1848–1925)
- Fanning – Una Fanning (fl. 1990)
- Farges - Paul Guillaume Farges (1814-1912)
- Farjon - Aljos K. Farjon (nato nel 1946)
- Farl. - William Gilson Farlow (1844-1919)
- Farrer – Reginald John Farrer (1880–1920)
- Farw. - Oliver Atkins Farwell (1867-1944)
- Fassett – Norman Carter Fassett (1900–1954)
- Faurie - Urbain Jean Faurie (1847-1915)
- Favre – Louis Favre (1822–1904)
- Fawc. - William Fawcett (1851 - 1926)
- Faxon – Charles Edward Faxon (1846–1918)
- Fayod - Victor Fayod (1860-1900)
- Fed. – Andrey Aleksandrovich Fedorov (1908–1987)
- Fedde – Friedrich Karl Georg Fedde (1873–1942)
- Fée – Antoine Laurent Apollinaire Fée (1789–1874)
- Feer - Heinrich Feer (1857-1892)
- Feldman – Moshe Feldman (fl. 1978)
- Fen. – Luigi Fenaroli (1899-1980)
- Fenzl - Eduard Fenzl (1808-1879)
- Ferd.Schneid. – Ferdinand Schneider (1834–1882)
- Fern.-Vill. – Celestino Fernández-Villar (1838–1907)
- Fernald - Merritt Lyndon Fernald (1873-1950)
- Fernando – Edwino S. Fernando (nato nel 1953)
- Ferré - Yvette de Ferré
- Ferry - René Joseph Justin Ferry (1845-1924)
- Férussac - André Étienne Justin Pascal Joseph François d'Audebert de Férussac (1786-1836)
- Feuillée - Louis Éconches Feuillée (1660-1732)
- Ficalho – Franciso Manoel Carlos de Mello de Ficalho (1837–1903)
- Fieber - Franz Xaver Fieber (1807-1872)
- Field – Henry Claylands Field (1825–1912)
- Fielding – Henry Barron Fielding (1805–1851)
- Finet – Achille Eugène Finet (1863–1913)
- Finl. – George Finlayson (1790–1823)
- Finschow – Günter Finschow (nato nel 1926)
- Fior.-Mazz. - Elisabetta Fiorini Mazzanti (1799-1879)
- Fiori - Adriano Fiori (1865-1950)
- Fisch. - Friedrich Ernst Ludwig von Fischer (1782-1854)
- Fitch – Walter Hood Fitch (1817–1892)
- Fitschen - Jost Fitschen (1869-1947)
- Fitzg. – Robert FitzGerald (1830–1892)
- Fitzp. - Harry Morton Fitzpatrick (1886-1949)
- Flahault – Charles Flahault (1852–1935)
- Fleming – John Fleming (1785–1857)
- Fletcher – James Fletcher (1852–1908)
- Flinders – Matthew Flinders (1774–1814)
- Florin - Carl Rudolf Florin (1894-1965)
- Flörke – Heinrich Gustav Flörke (1764–1835)
- Flot. – Julius von Flotow (1788–1856)
- Flous - Fernande Flous (1908-?)
- Flueck. - Friedrich August Flückiger (1828-1894)
- Flüggé – Johannes Flüggé (1775–1816)
- Fobe – Frederich Fobe (1864–1941)
- Focke – Wilhelm Olbers Focke (1834–1922)
- Foldats – Ernesto Foldats Andins (1925–2003)
- Font Quer – Pius Font i Quer (1888–1964)
- Forbes - John Forbes (1798-1823)
- Forman – Lewis Leonard Forman (1929–1998)
- Formánek - Eduard Formánek (1845–1900)
- Forrest - George Forrest (1873–1932)
- Forssk. - Peter Forsskål (1732–1763)
- Forsstr. – Johan Erik Forsström (1775–1824)
- Förster- Arnold Förster (1810–1884)
- Forsyth – Forsyth (1737–1804)
- Fortune - Robert Fortune (1812-1880)
- Fosberg – Francis Raymond Fosberg (1908–1993)
- Foster – Michael Foster (1836–1907)
- Foucaud - Julien Foucaud (1847-1904)
- Foug. – Auguste Denis Fougeroux de Bandaroy (1732–1789)
- Fourc. – Henry Georges Fourcade (1865–1948)
- Fourn. – Eugène Pierre Nicolas Fournier (1834–1884)
- Fourr. - Jules Pierre Fourreau (1844-1871)
- Fox – T. Colcott Fox (fl. 1896)
- Foxw. – Frederick William Foxworthy (1877–1950)
- Fr. - Elias Magnus Fries (1794-1878)
- Fr.Römer – Fritz Römer (1866–1909)
- Fr.Schneid. – Frits Schneider (1926–2003)
- Franch. - Adrien René Franchet (1834-1900)
- Francis - George William Francis (1800-1865)
- Franco - João Manuel Antonio do Amaral Franco (nato nel 1921)
- Fraser - John Fraser (1750-1811)
- Fraser f. – John Fraser Jr. (c. 1780–1852)
- Frauenfeld – Georg von Frauenfeld (1807–1873)
- Freckmann – Robert W. Freckmann (nato nel 1939)
- Freire-Fierro – Alina Freire-Fierro (nata nel 1964)

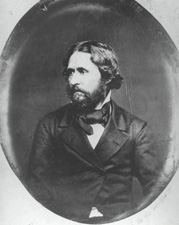
John Charles Frémont

- Frém. - John Charles Frémont (1813-1890)
- Fresen. - Johann Baptist Georg Wolfgang Fresenius (1808-1866)
- Freyer – Heinrich Freyer (1802–1866)
- Freyn - Josef Franz Freyn (1845-1903)
- Frez. – Amédée-François Frézier (1682–1773)
- Frič – Alberto Vojtěch Frič (1882–1944)
- Friis – Ib Friis (nato nel 1945)
- Fritsch - Karl Fritsch (1864-1934)
- Friv. - Imre Frivaldszky (1799-1870)
- Frodin - David Gamman Frodin (nato nel 1940)
- Froel. – Joseph Aloys von Frölich (1766–1841)
- Fronius – Franz Friedrich Fronius (1829–1886)
- Fryer – Alfred Fryer (1826–1912)
- Fuckel - Karl Wilhelm Gottlieb Leopold Fuckel (1821-1876)
- Fukuhara – Tatsundo Fukuhara (fl. 1997)
- Fukuoka – Nobuyuki Fukuoka (nato nel 1904)
- Fukuy. – Noriaki Fukuyama (1912–1946)
- Funck – Heinrich Christian Funck (1771–1839)
- Fuss - Johann Mihály Fuss (1814-1883)

## G
- G.A.Black – George Alexander Black (1916–1957)
- G.A.de Vries - Gerardus Albertus de Vries (1919-2005)
- G.A.Klebs - Georg Albrecht Klebs (1857-1918)
- G.A.Noble – Glenn Arthur Noble (1909–2001)
- G.A.Wallace – G. Ansley Wallace (fl. 1979)
- G.Anderson - George W. Anderson (fl. 1800)
- G.Beck - Günther Beck von Mannagetta und Lerchenau (1856-1931)
- G.Benn. - George Bennett (1804-1893)
- G.Bertol. - Giuseppe Bertoloni (1804-1878)
- G.Bosc – Georges Bosc (1918–2000)
- G.Braun - Gottlieb Braun (1821-1882)
- G.C.Giord. - Giuseppe Camillo Giordano (1841-1901)
- G.C.S.Clarke – Giles C. S. Clarke (nato nel 1944)
- G.C.Tucker – Gordon C. Tucker (nato nel 1957)
- G.C.Wall – George Charles Wallich (1815–1899)
- G.C.Whipple – George Chandler Whipple (1866–1924)
- G.Clifford – George Clifford III (1685–1760)
- G.Cunn. - Gordon Herriot Cunningham (1892-1962)
- G.D.Rowley – Gordon Douglas Rowley (nato nel 1921)
- G.D.Wallace – Gary D. Wallace (nato nel 1946)
- G.Dahlgren – Gertrud Dahlgren (nata nel 1931)
- G.Don - George Don Jr. (1798-1856)
- G.E.Baker – Gladys Elizabeth Baker (1908–2007)
- G.E.Haglund – Gustaf Emmanuel Haglund (1900–1955)
- G.E.Sm. - Gerard Edwards Smith (1804-1881)
- G.E.Smith - Gerard Edwards Smith (1804-1881)
- G.F.Atk. - George Francis Atkinson (1854-1918)
- G.Fisch. – Georg Fischer (1844–1941)
- G.Fisch.Waldh. – Gotthelf Fischer von Waldheim (1771–1853)
- G.Forst. - Georg Forster (1754-1794)
- G.G.Niles – Grace Greylock Niles (fl. 1904)
- G.Gaertn. - Gottfried Gaertner (1754-1825)
- G.H.Martin – George Hamilton Martin (1887–?)
- G.H.S.Wood – Geoffrey H.S. Wood (nato nel 1927)
- G.H.Tate – George Henry Hamilton Tate (1894–1953)
- G.H.Zhu – Guang Hua Zhu (1964–2005)
- G.Haller – Gottlieb Emmanuel von Haller (1735–1786) (figlio di Albrecht von Haller)
- G.Hend. – George Henderson (1836–1929)
- G.Hensl. – George Henslow (1835–1925)
- G.J.Allman - George James Allman (1812-1898)
- G.J.Lewis – Gwendoline Joyce Lewis (1909–1967)
- G.Karst. - George Karsten (1863-1937)
- G.Kirchn. - Georg Kirchner (1837-1885)
- G.Koch – Georg Friedrich Koch (1809–1874)
- G.L.Church – George Lyle Church (nato nel 1903)
- G.L.Nesom – Guy L. Nesom (nato nel 1945)
- G.L.Webster – Grady Linder Webster (nato nel 1927)
- G.Lawson – George Lawson (1827–1895)
- G.Lodd. - George Loddiges (1784-1846)
- G.Lopez - Ginez Alejandro Lopez Gonzalez (1950- )
- G.M.Barroso – Graziela Maciel Barroso (1912–2003)
- G.M.Levin – Gregory Moiseyevich Levin (fl. 1980)
- G.M.Plunkett – Gregory M. Plunkett (nato nel 1965)
- G.M.Waterh. – Grace Marion Waterhouse (nata nel 1906)
- G.Manetti - Giuseppe Manetti (1761-1817)
- G.Martens – Georg Matthias von Martens (1788–1872)
- G.Martin – George Martin (1827–1886)
- G.Mey. - Georg Friedrich Wilhelm Meyer (1782-1856)
- G.Moore - George Thomas Moore (1871-1956)
- G.Murray - George Robert Milne Murray (1858-1911)
- G.N.Jones – George Neville Jones (1903–1970)
- G.Nicholson – George Nicholson (1847–1908)
- G.Norman – George Norman (1824–1882)
- G.P.Baker – George Percival Baker (1856–1951)
- G.P.Lewis – Gwilym Peter Lewis (nato nel 1952)
- G.Pearson – Gilbert Pearson
- G.Perkins – George Henry Perkins (1844–1933)
- G.Petersen – Gitte Petersen (nato nel 1963)
- G.R.Hend. – Gemma Robyn Henderson (nata nel 1976)
- G.Retz. – Magnus Gustaf (Gustav) Retzius (1842–1919)
- G.S.Mill. – Gerrit Smith Miller (1869–1956)
- G.S.Rawat – Gopal Singh Rawat (fl. 2010)
- G.S.West – George Stephen West (1876–1919)
- G.Scheffler – Georg Scheffler (morto nel 1910)
- G.Schellenb. – Gustav August Ludwig David Schellenberg (1882–1963)
- G.Schneid. – George Schneider (1848–1917)
- G.Schneid.bis – Georg Schneider (nato nel 1888)
- G.Shaw - George Shaw (1751-1813)

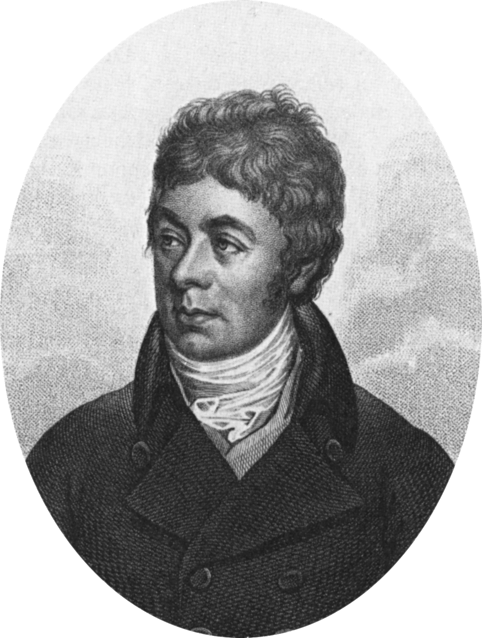
George Shaw

- G.Sinclair – George Sinclair (1786–1834)
- G.Singh – Gurcharan Singh (nato nel 1945)
- G.Stev. – Greta Stevenson (1911–1990)
- G.Taylor – Sir George Taylor (1904–1993)
- G.Tineo - Giuseppe Tineo (1757-1812)
- G.Tobler – Gertrud Tobler (1877–1948)
- G.Trevir. - Gottfried Reinhold Treviranus (1776-1837)
- G.Vidal – Gustav Prosper Vidal (1835–1905)
- G.W.Andrews – George W. Andrews (nato nel 1929)
- G.W.Fisch. – George William Fischer (nato nel 1906)
- G.W.Martin – George Willard Martin (1886–1971)
- G.W.Rothwell – Gar W. Rothwell (nato nel 1944)
- G.W.Schimp. – Georg Wilhelm Schimper (1804–1878)
- G.Watt – George Watt (1851–1930)
- G.White – Gilbert White (1720–1793)
- G.Winter – Heinrich Georg Winter (1848–1887)
- G.Zimm. – Gisbert Zimmermann (fl. 1978)
- Gaertn. - Joseph Gaertner (1732-1791)
- Gage - Andrew Thomas Gage (1781-1820)
- Gagnebin - Abraham Gagnebin (1707-1800)
- Gagnep. - François Gagnepain (1866-1952)
- Gaillard – Albert Gaillard (1858–1903)
- Gaimard - Joseph Paul Gaimard (1790-1858)
- Gale – Shirley Gale Cross (1915–2008)
- Galeotti - Henri Guillaume Galeotti (1814-1858)
- Galpin – Ernest Edward Galpin (1858–1941)
- Galushko – Anatol I. Galushko (nato nel 1926)
- Gambel - William Gambel (1821-1849)
- Gamble - James Sykes Gamble (1847-1925)
- Gams - Helmut Gams (1893-1976)
- Gand. – Michel Gandoger (1850–1926)
- Gandhi – Kancheepuram Natarajan Gandhi (nato nel 1948)
- Gangale -  Carmen Gangale
- Garay - Leslie Andrew Garay (1924-)
- Garbari - Fabio Garbari (1937-)
- García-Barr. – Hernando García-Barriga (1913–2005)
- Garcke - Christian August Friedrich Garcke (1819-1904)
- Garden - Alexander Garden (1730-1792)
- Gardner - George Gardner (1812-1849)
- Garsault – François Alexandre Pierre de Garsault (1691–1778)
- Gasp. - Guglielmo Gasparrini (1803-1866)

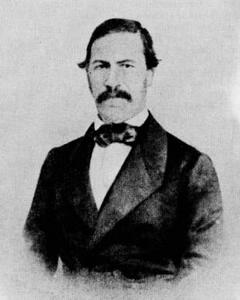
Guglielmo Gasparrini

- Gassner - Johann Gustav Gassner (1881-1955)
- Gatt. – Augustin Gattinger (1825–1903)
- Gatty – Margaret Scott Gatty (1809–1873)
- Gaudich. - Charles Gaudichaud-Beaupré (1789-1854)
- Gaudin - Jean François Aimée Gottlieb Philippe Gaudin (1766-1833)
- Gäum. - Ernst Albert Gäumann (1893-1963)
- Gaussen - Henri Marcel Gaussen (1891-1981)
- Gaut. – Marie Clément Gaston Gautier (1841–1911)
- Gavioli - Orazio Gavioli (1871-1944)
- Gay - Claude Gay (1800-1873)
- Gaynor - B.D. Gaynor (fl. 1987)
- Geh. – Adalbert Geheeb (1842–1909)
- Geissler – Ursula Geissler (1947–2000)
- Gelting – Paul Emil Elliot Gelting (1905–1964)
- Genev. - Léon Gaston Genevier (1830-1880)
- Gensel – Patricia G. Gensel (nata nel 1944)
- Gentil – Ambroise Gentil (1842–1929)
- Gentry - Howard Scott Gentry (1903-1993)
- Georgi - Johann Gottlieb Georgi (1729-1802)
- Gereau – Roy Emile Gereau (nato nel 1947)
- Germ. - Jacques Nicolas Ernest Germain de Saint-Pierre (1815-1882)
- Germar - Ernst Friedrich Germar (1786-1853)
- Gerrienne – Phillipe Gerrienne (fl. 2010)
- Gerstb. – Pedro Gerstberger (nato nel 1951)
- Gesner - Conrad von Gesner (1516-1565)
- Gessner - Johannes Gessner (1709-1790)
- Getachew – Getachew Aweke (nato nel 1937)
- Geyer – Karl Andreas Geyer (1809–1853)
- Geyl. - Hermann Theodor Geyler (1834-1889)
- Ghini - Luca Ghini (1490-1556)
- Giacom. - Valerio Giacomini (1914-1981)
- Giardina - Girolamo Giardina (1943-2006)
- Gibbs – Lilian Gibbs (1870–1925)
- Giesecke – Karl Ludwig (Sir Charles Lewis) Giesecke (1761–1833) (conosciuto anche come Johann Georg Metzler)
- Giess – Johan Wilhelm Heinrich Giess (1910–2000)
- Gilb. - Robert Lee Gilbertson (1925-)
- Gilg - Ernest Friedrich Gilg (1867-1933)
- Gilib. - Jean-Emmanuel Gilibert (1741-1814)
- Gill. - John Gillies (1747-1836)
- Gillek. – Léopold Guillaume Gillekens (1833–1905)
- Gillet - Claude-Casimir Gillet (1806-1896)
- Gilli – Alexander Gilli (1904–2007)
- Gillies – John Gillies (1792–1834)
- Gillis – William Thomas Gillis (1933–1979)
- Gilly – Charles Louis Gilly (1911–1970)
- Gilmour – John Scott Lennox Gilmour (1906–1986)
- Gilomen – Hans Gilomen (1886-1940)
- Ging. – Frédéric Charles Jean Gingins de la Sarraz (1790–1863)
- Gir.-Chantr. – Justin Girod-Chantrans (1750–1841)
- Giraldi - Giuseppe Giraldi (d. 1901)
- Giseke - Paul Dietrich Giseke (1741-1796)
- Gjaerev. – Olav Gjærevoll (1916–1994)
- Glatf. – Noah Miller Glatfelter (1837–1911)
- Glaz. – Auguste François Marie Glaziou (1828–1906)
- Gleason - Henry Allan Gleason (1882-1975)
- Gled. - Johann Gottlieb Gleditsch (1714-1786)
- Gledhill – David Gledhill (nato nel 1929)
- Glehn – Peter von Glehn (1835–1876)
- Glend. - Robert Glendenning (1805-1862)
- Glover – James Glover (1844–1925)
- Gloxin – Benjamin Peter Gloxin (1765–1794)
- Goadby – Bede Theodoric Goadby (1863–1944)
- Gobi – Christoph Jakosolewitsch Gobi (1847–1925)
- God.-Leb. – Alexandre Godefroy-Lebeuf (1852–1903)
- Godfery - Masters John Godfery (1856-1945)
- Godm. - Frederick DuCane Godman (1834-1919)
- Godr. - Dominique Alexandre Godron (1807-1880)
- Goebel – Karl Christian Traugott Friedemann Goebel (1794–1851)
- Goeldi – Émil August Goeldi (varianti: Göldi, Emílio Augusto Goeldi) (1859–1917)
- Goering – Philip Friedrich Wilhelm Goering (1809–1876)
- Goeschke – Franz Goeschke (1844–1912)
- Goethe - Johann Wolfgang von Goethe (1749-1832)
- Goiran - Agostino Goiran (1835-1909)
- Gola - Giuseppe Gola (1877-1956)
- Goldberg – Aaron Goldberg (nato nel 1917)
- Goldblatt – Peter Goldblatt (nato nel 1943)
- Goldfuss - Georg August Goldfuss (1782-1848)
- Goldie – John Goldie (1793–1886)
- Goldman - Edward Alphonso Goldman (1873-1946)
- Goldring – William Goldring (1854–1919)
- Gómez-Campo – César Gómez-Campo (1933–2009)
- Gómez-Laur. - Jorge Gómez-Laurito (1959-2014)
- Gomont – Maurice Augustin Gomont (1839–1909)
- Gonez – Paul Gonez (fl. 2010)
- Gooden. – Samuel Goodenough (1743–1827)
- Goodsp. – Thomas Harper Goodspeed (1887–1966)
- Goodyer - John Goodyer (1592–1664)
- Gopalan – Rangasamy Gopalan (nato nel 1947)
- Göpp. - Johann Heinrich Robert Göppert (1800-1884)
- Gordon - George Gordon (1806-1879)
- Gorozh. – Ivan Nikolaevich Gorozhankin (1848–1904)
- Gossw. – John Gossweiler (1873–1952)
- Gottlieb – Leslie David Gottlieb (1936–2012)
- Gottsche – Carl Moritz Gottsche (1808–1892)
- Gouan - Antoine Gouan (1733-1821)
- Gould – Frank Walton Gould (1913–1981)
- Gourret – Paul Gabriel Marie Gourret (1859–1903)
- Govaerts – Rafaël Herman Anna Govaerts (nato nel 1968)
- Gr.Rossi – Graziano Rossi (nato nel 1960)
- Graebn. - Karl Otto Graebner (1871-1933)
- Graells – Mariano de la Paz Graëlls y de la Aguera (1809–1898)
- Graf – Siegmund Graf (1801–1838)
- Graham - Robert Graham (1786-1845)
- Grande - Loreto Grande (1878-1965)
- Grandid. - Alfred Grandidier (1836-1921)
- Grassi - Giovanni Battista Grassi (1854-1925)
- Gratel. – Jean Pierre A. Sylvestre de Grateloup (1782–1862)
- Grauer – Sebastian Grauer (1758–1820)
- Gravely – Frederic Henry Gravely (1885–1965)
- Gray - Samuel Frederick Gray (1766-1828)
- Gredilla – Apolinar Federico Gredilla y Gauna (1859–1919)
- Greene - Edouard Lee Greene (1843-1915)
- Greenm. – Jesse More Greenman (1867–1951)
- Greenway – Percy James Greenway (1897–1980)
- Greg. – Eliza Standerwick Gregory (1840–1932)
- Gren. - Jean Charles Grenier (1808-1875)
- Greuter - Werner Rodolfo Greuter (1938-)
- Grev. - Robert Kaye Greville (1794-1866)
- Griff. - William Griffith (1810-1845)
- Griffioen – K. Griffioen
- Griggs – Robert Fiske Griggs (1881–1962)
- Grimm – Johann Friedrich Carl Grimm (1737–1821)
- Grindon – Leopold Hartley Grindon (1818–1904)
- Gris - Jean Antoine Arthur Gris (1829-1872)
- Griscom - Ludlow Griscom (1890-1959)
- Griseb. - August Heinrich Grisebach (1814-1879)
- Grisel. - Francesco Griselini (1717-1783 o 1787)
- Groeninckx – Inge Groeninckx (fl. 2010)
- Groenland – Johannes Groenland (1824–1891)
- Grognier – Louis Furcy Grognier (1776–1837)
- Grognot – Camille Grognot (1792–1869)
- Grolle - Riclef Grolle (1934-)
- Gronov. - Johan Frederik Gronovius (1686-1762)
- Groot. – Herman Johannes Grootendorst (nato nel 1911)
- Grossh. - Alexander Alfonsovich Grossheim (1888-1948)
- Grove – William Bywater Grove (1848–1938)
- Grubov – Valery Ivanovitsch Grubov (1917–2009)
- Grudz. – Irina Aleksandrovna Grudzinskaya (nato nel 1920)
- Gruith. – Franz von Paula (Franciscus de Paula) Gruithuisen (1774–1852)
- Grumm-Grzhim. – Grigory Grumm-Grzhimaylo (1860–1936)
- Grüning – G.R. Grüning (1862–1926)
- Grushv. – Igor Vladimirovich Grushvitzky (1916–1991)
- Guarino - Riccardo Guarino (1971- )
- Gueldenst. - Johann Anton Güldenstädt (1745-1781)
- Guett. - Jean-Étienne Guettard (1715-1786)
- Guilding – Lansdown Guilding (1797–1831)
- Guill. - Jean Baptiste Antoine Guillemin (1796-1842)
- Guillaumin – André Guillaumin (1885–1974)
- Guimpel – Friedrich Guimpel (1774–1839)
- Guinea – Emilio Guinea López (1907–1985)
- Gumbl. – William Edward Gumbleton (1840–1911)
- Gün.Schneid. – Günther Schneider (nato nel 1904)
- Gunckel - Hugo Gunckel Lüer (1901-1997)
- Gunn. - Johann Ernst Gunnerus (1718-1773)
- Gunnerus - Johann Ernst Gunnerus (1718-1773)
- Gürke - Robert Louis August Maximilian Gürke (1854-1911)
- Gus.Schneid. – Gustav Schneider (1834–1900)
- Guss. - Giovanni Gussone (1787-1866)
- Gust.Fisch. – Gustav Fischer (1889–?)
- Guthrie – Francis Guthrie (1831–1899)
- Gutw. – Roman Gutwinski (1860–1932)
- Guzmán - Gastón Guzmán (1938- )

## H
- H. & B. - Humboldt e Bonpland
- H.A.Baker - Hugh Arthur Baker (1896-1976)
- H.B.K. - Humboldt, Bonpland e Kunth
- H.B.Matthews - Henry Bleneowe Matthews (1861-1934)
- H.B.Ward - Henry Baldwin Ward (1865-1945)
- H.Baumann - Helmut Baumann  (1937-)
- H.Blossf. - Harry Blossfeld (1913-1986)
- H.Bock - Hieronymus Bock (1498-1554)
- H.Bruggen - Heinrich Wilhelm Eduard (Harry) van Bruggen (1927-2010)
- H.Buek - Heinrich Wilhelm Buek
- H.C.Beardslee - Henry Curtis Beardslee, Sr. (1807-1884) (padre di Henry Curtis Beardslee, Jr. (1865-1948, abbrev. Beardslee))
- H.C.Bold - Harold Charles Bold (1909-1987)
- H.Christ - Konrad Hermann Christ
- H.Chuang - Hsuan Chuang (nato nel 1938)
- H.D.Clarke - Hugh David Clarke (nato nel 1962)
- H.D.Wilson - Hugh Wilson (nato nel 1945)
- H.De Orléans - Enrico d'Orléans (1867-1901)
- H.Deane - Henry Deane (1847-1924)
- H.Dietr. - Helga Dietrich (nata nel 1940)
- H.Durand - Hélène Durand (1883-1934)
- H.E.Ahles - Harry E. Ahles (1924-1981)
- H.E.Bigelow - Howard E. Bigelow (1923-1987)
- H.E.Moore - Harold Emery Moore (1917-1980)
- H.E.Petersen - Henning Eiler (Ejler) Petersen (1877-1946)
- H.E.White - Harold Everett White (nato nel 1899)
- H.F.Comber - Harold Frederick Comber (1897-1969)
- H.F.Copel. - Herbert Faulkner Copeland (1902-1968)
- H.F.Loomis - H.F. Loomis (1896-1976)
- H.Fisch. - Hugo Fischer (1865-1939)
- H.Friedrich - Heimo Friedrich (fl. 1974)
- H.G.Baker - Herbert George Baker (1920-2001)
- H.G.P.Duyfjes - Hendrik Gerard Pieter Duyfjes (1908-1943)
- H.G.Sm. - Henry George Smith (1852-1924)
- H.H.Blom - Hans Haavardsholm Blom (nato nel 1955)
- H.H.Eaton - Hezekiah Hulbert Eaton (1809-1832)
- H.H.Hume - Hardrada Harold Hume (1875-1965)
- H.H.Johnst. - Henry "Harry" Hamilton Johnston (1858-1927)
- H.H.Lin - Hong Hui Lin (fl. 2007)
- H.H.White - Henry Hoply White (1790-1876)
- H.Hara - Hiroshi Hara (1911-1986)
- H.Hoffm. - Heinrich Karl Hermann Hoffmann (1819-1891)
- H.Iltis - Hugo Iltis (1882-1952)
- H.J.Atkins - Hannah Jane Atkins (nata nel 1971)
- H.J.Carter - Herbert James Carter (1858-1940)
- H.J.Lam - Herman Johannes Lam (1892-1977)
- H.J.Veitch - Harry James Veitch (1840-1924)
- H.Jacobsen - Hermann Johannes Heinrich Jacobsen (1898-1978)
- H.Jaeger - Hermann Jäger (1815-1890)
- H.K.A.Winkl. - Hans Karl Albert Winkler (1877-1945)
- H.K.Walter - Heinrich (Karl) Walter (1898-1989)
- H.Karst. - Gustav Karl Wilhelm Hermann Karsten (1817-1908)
- H.Keng - Hsüan Keng (1923-2009)
- H.Koyama - Hiroshige Koyama (nato nel 1937)
- H.Kurz - Hermann Kurz (1886-1965)[3]
- H.L.Blomq. - Hugo Leander Blomquist (1888-1964)
- H.L.Jacobs - Homer L. Jacobs (1899-1981)
- H.L.Li - Hui Lin Li (1911-2002)
- H.L.Sm. - Hamilton Lanphere Smith (1819-1903)
- H.L.Späth - Hellmut Ludwig Späth (1885-1945)
- H.L.Wendl. - Heinrich Ludolph Wendland (1792-1869)
- H.Lév. - Augustin Hector Léveillé (1863-1918)
- H.Li - Hen Li (1929-2023)
- H.Lindb. - Harald Lindberg (1871-1963)
- H.Lorentz - Hendrik Anton Lorentz (1853-1928)
- H.Low - Hugh Low (1824-1905)
- H.M.Curran - Hugh McCullum Curran (1875-1920)
- H.M.Hall - Harvey Monroe Hall (1874-1932)
- H.M.Ward - Harry Marshall Ward (1854-1906)
- H.Mann - Horace Mann Jr. (1844-1868)
- H.Mason - Herbert Louis Mason (1896-1994)
- H.Moseley - Henry Nottige Moseley (1844-1891)
- H.Müll. - Heinrich Ludwig Hermann Müller (1829-1883)
- H.N.Andrews - Henry Nathaniel Andrews (1910-2002)
- H.O.Forbes - Henry Ogg Forbes (1851-1932)
- H.O.Yates - Harris Oliver Yates (nato nel 1934)
- H.Ohashi - Hiroyoshi Ohashi (nato nel 1936)
- H.Ohba - Hideaki Ohba (nato nel 1943)
- H.Osnato nel - Henry Stafford Osborn (1823-1894)
- H.P.Banks - Harlan Parker Banks (1913-1998)
- H.P.Fuchs - Hans Peter Fuchs (1928-1999)
- H.Pearson - Henry Harold Welch Pearson (1870-1916)
- H.Peng - Hua Peng (nato nel 1960)
- H.Perrier - Henry Alfred Perrier de la Bâthie (1873-1958)
- H.Pfeiff. - Hans Heinrich Pfeiffer (nato nel 1890)
- H.Prat - Henri Prat (1902-1981)[4]
- H.Rob. - Harold E. Robinson (1932-2020)
- H.Rock - Howard Francis Leonard Rock (1925-1964)
- H.Rosend. - Henrik Viktor Rosendahl (1855-1918)
- H.S.Irwin - Howard Samuel Irwin (nato nel 1928)
- H.S.Kiu - Hua Shing Kiu (nato nel 1929)
- H.Schneid. - Harald Schneider (nato nel 1962)
- H.Schott - Heinrich Schott (1759-1819) (da non confondere con il botanico Heinrich Wilhelm Schott (1794-1865))
- H.Sharsm. - Helen Katherine Sharsmith (1905-1982)
- H.Shaw - Henry Shaw (1800-1889)
- H.Sibth. - Humphry Waldo Sibthorp (1713-1797)
- H.St.John - Harold St. John (1892-1991)
- H.Steedman - Henry Steedman (1866-1953)
- H.Taylor - Herbert Taylor (nato nel 1957)
- H.V.Hansen - Hans Vilhelm Hansen (nato nel 1951)
- H.Vilm. - Charles Philippe Henry Lévêque de Vilmorin (1843-1899)
- H.W.Clark - Howard Walton Clark (1870-1941)[5]
- H.W.Kurz - Holger Willibald Kurz (nato nel 1952)
- H.W.Li - Hsi Wen Li ((1931-2021))
- H.W.Sarg. - Henry Winthrop Sargent (1810-1882)
- H.Wei Jen - Hsien Wei Jen (nato nel 1928)
- H.Wendl. - Hermann Wendland (1825-1903)
- H.Whitehouse - Harold Leslie Keer Whitehouse (1917-2000)
- H.Wolff. - Hermann Wolff (1866-1929)
- H.Y.Su - Ho Yi Su (nato nel 1937)
- Ha - Thi Dung Ha (fl. 1970)
- Haage - Friedrich Adolph Haage (1796-1866)
- Hablitz - Carl Ludwig von Hablitz (1752-1821)
- Hack. - Eduard Hackel (1850-1926)
- Hacq. - Belsazar Hacquet (1739-1815)
- Haeckel - Ernst Haeckel (1834-1919)
- Haenke - Thaddeus Peregrinus Haenke (1761-1817)
- Häkkinen - Markku Häkkinen (nato nel 1946)
- Halácsy - Eugen von Halácsy (1842-1913)
- Haller - Albrecht von Haller (1708-1777)
- Haller f. - Albrecht von Haller (figlio del precedente) (1758-1823)
- Hallier - Ernst Hans Hallier (1831-1904)
- Hallier f. - Johannes Gottfried Hallier (1868-1932)
- Ham. - William Hamilton (1783-1856)
- Hamel - Gontran Georges Henri Hamel (1883-1944)
- Hampe - Georg Ernst Ludwig Hampe (1795-1880)
- Hance - Henry Fletcher Hance (1827-1886)
- Hancock - Thomas Hancock (1783-1849)
- Hand.-Mazz. - Heinrich von Handel-Mazzetti
- Hanelt - Peter Hanelt (nato nel 1930)
- Hanes - Clarence Robert Hanes (1876-1956)
- Hanry - Hippolyte Hanry (1807-1893)
- Hanst. - Johannes Ludwig Emil Robert von Hanstein (1822-1880)
- Har. - Paul Auguste Hariot (1854-1917)
- Hara - Kanesuke Hara (1885-1962)
- Harb. - Thomas Grant Harbison (1862-1936)
- Hard - Miron Elisha Hard (1849-1914)
- Hardin - James Walker Hardin (1929-2024)
- Harkn. - Harvey Willson Harkness (talvolta trascritto Wilson) (1821-1901)
- Harling - Gunnar Wilhelm Harling (1920-2010)
- Harms - Hermann August Theodor Harms (1870-1942)
- Hart - Henry Chicester Hart (1847-1908)
- Hartig - Theodor Hartig (1805-1880)
- Harting - Pieter Harting (1812-1885)
- Hartinger - Anton Hartinger (1806-1890)
- Hartland - William Baylor Hartland (1836-1912)
- Hartm. - Carl Johan Hartman (1790-1849)
- Hartw. - Karl Theodor Hartweg (1812-1871)
- Hartwig - August Karl Julius Hartwig (1823-1913)
- Harv.  - William Henry Harvey (1811-1866)
- Harvill - Alton McCaleb Harvill Jr. (1916-2008)[6]
- Harz - Carl Otto Harz (1842-1906)
- Hass - Hagen Hass (fl. 1993)
- Hassall - Arthur Hill Hassall (1817-1894)
- Hasselq. - Fredric Hasselquist (1722-1752)
- Hasselt - Johan Coenraad van Hasselt (1797-1823)
- Hassk. - Justus Carl Hasskarl (1811-1894)
- Hassl. - Emil Hassler (1864-1937)
- Hatus. - Sumihiko Hatusima (1906-2008)
- Haufler - Christopher H. Haufler (nato nel 1950)
- Haught. - Samuel Haughton (1821-1897)
- Hauke - Richard L. Hauke (1930-2001)
- Hauman - Lucien Leon Hauman (1880-1965)
- Hauser - Margit Luise Hauser
- Hausskn. - Heinrich Carl Haussknecht (1838-1903)
- Hav. - Johan Jonson Havaas (1864-1956)
- Havard - Valéry Havard (1846-1927)
- Havil. - George Darby Haviland (1857-1901)
- Haw. - Adrian Hardy Haworth (1768-1833)
- Hawksw. - Frank Goode Hawksworth (1926-1993)
- Hayashi - Yasaka Hayashi (nato nel 1911)
- Hayata - Bunzo Hayata (1874-1934)
- Hayek - August von Hayek (1871-1928)
- Haynald - Cardinale Stephan Franz Lajos (Ludwig) Haynald (1816-1891)
- Hayne - Friedrich Gottlob Hayne (1763-1832)
- Haynes - Caroline Coventry Haynes (1858-1951)
- Hazsl. - Friedrich August Hazslinszky von Hazslin (1818-1896)
- Hedberg - Karl Olov Hedberg (1923-2007)
- Hedge - Ian Charleson Hedge (1928-2022)
- Hedrick - Ulysses Prentiss Hedrick (1870-1951)
- Hedw. - Johann Hedwig (1730-1799)
- Heer - Oswald von Heer (1809-1883)
- Heese - Emil Heese (1862-1914)
- Hegelm. - Christoph Friedrich Hegelmaier (1833-1906)
- Hegetschw. - Johannes Jacob Hegetschweiler (1789-1839)
- Heim - Georg Christoph Heim (1743-1807)
- Heimerl - Anton Heimerl (1857-1942)
- Heine - Hermann Heino Heine (1922-1996)
- Heinr. - Emil Johann Lambert Heinricher (1856-1934)
- Heintze - August Heintze (1881–1941)
- Heist. - Lorenz Heister (1683-1758)
- Heldr. - Theodor Heinrich von Heldreich (1822-1902)
- Hell. - Carl Niclas Hellenius (1745-1820)
- Hellq. - Carl Barre Hellquist (nato nel 1940)
- Helms - Richard Helms (1842-1914)
- Helwing - George Andreas (Jerzy Andrzej) Helwing (1666-1748)
- Hemprich - Wilhelm Hemprich (1796-1825)
- Hemsl. - William Botting Hemsley (1843 - 1924)
- Hend. - Edward George Henderson (1782-1876)
- Hendel - Johann Christian Hendel (1742-1823)
- Hendrych - Radovan Hendrych (1926-2004)
- Henfr. - Arthur Henfrey (1819-1859)
- Henn. - Paul Christoph Hennings (1841-1908)
- Henrard - Johannes Theodoor Henrard (1881-1974)
- Henriq - Julio Augusto Henriques (1838-1928)
- Henry H.Johnst. - Henry Halcro Johnston (1856-1939)
- Hensch. - August Wilhelm Henschel (1790 - 1856)
- Hensen - Victor Hensen (1835-1924)
- Hensl. - John Stevens Henslow (1796-1861)
- Henssen - Aino Marjatta Henssen (1925-2011)
- Hepper - Frank Nigel Hepper (1929-2013)
- Hepting - George Henry Hepting (1907-1988)
- Herb. - William Herbert (1778-1847)
- Herder - Ferdinand Gottfried Theobald Herder (1828-1896)
- Hérincq - François Hérincq (1820-1891)
- Hering - Constantine (Constantijn) J. Hering (1800-1880)
- Herklots - Geoffrey Alton Craig Herklots (1902-1986)
- Herrm. - Johann Herrmann (1738- 1800)
- Herter - Wilhelm(Guillermo) Gustav(o) Franz(Francis) Herter (1884-1958)
- Herv. - Alpheus Baker Hervey (1839-1931)
- Herzog - Theodor Karl Julius Herzog (1880-1961)
- Hesl.-Harr. - John William Heslop-Harrison (1881-1967)
- Hesl.-Harr.f. - Jack Heslop-Harrison (1920-1998)
- Hess - Johann Jakob Hess (1844-1883)
- Hett. - Wilbert Hetterscheid (nato nel 1957)
- Heybroek - Hans M. Heybroek (nato nel 1927)
- Heynh. - Gustav Heynhold (1800-1860)
- Heywood - Vernon Hilton Heywood (nato nel 1927)
- Hickel - Paul Robert Hickel  (1865-1935)
- Hiern - William Philip Hiern (1839-1925)
- Hieron. - Georg Hans Emmo Wolfgang Hieronymus (1846-1921)
- Hildebr. - Friedrich Hermann Gustav Hildebrand
- Hilg. - Theodore Charles Hilgard (1828-1873)
- Hill - John Hill (1716-1775)
- Hillebr. - William (Wilhelm) Hillebrand (1821-1886)
- Hillh. - William Hillhouse (1850-1910)
- Hilliard - Olive Mary Hilliard (nata nel 1925)
- Hinds - Richard Brinsley Hinds (1811-1846)[7][8]
- Hirn - Karl Engelbrecht Hirn (1872-1907)
- Hising. - Wilhelm Hisinger (1766-1852)
- Hitchc. - Albert Spear Hitchcock (1865-1935)
- Hladnik - Franz Hladnik (1773-1844)
- Hnatiuk - Roger James Hnatiuk (nato nel 1946)
- Hobson - Edward Hobson (1782-1830)
- Hochr. - Bénédict Pierre Georges Hochreutiner (1873-1959)
- Hochst. - Christian Ferdinand Friedrich Hochstetter (1787-1860)
- Høeg - Ove Arbo Høeg (1898-1993)
- Hoehne - Frederico Carlos Hoehne (1882-1959)
- Hoess - Franz Höss (1756-1840)
- Hoevel - Otto Hövel (fl. 1970)
- Hoeven - Jan van der Hoeven (1801-1868)
- Hoffm. - Georg Franz Hoffmann (1760-1826)
- Hoffmanns. - Johann Centurius Hoffmannsegg (1766-1849)
- Hoffm. - George Franz Hoffmann (1761-1826)
- Hoffstad - Olaf Alfred Hoffstad (1865-1943)
- Hogg - Thomas Hogg (1777-1855)
- Hohen. - Rudolph Friedrich Hohenacker (1798-1874)
- Höhn. - Franz Xaver Rudolf von Höhnel (1852-1920)
- Holland - John Henry Holland (1869-1950)
- Hollick - Charles Arthur Hollick (1857-1933)
- Holloway - John Ernest Holloway (1881-1945)
- Holmb. - Otto Rudolf Holmberg (1874-1930)
- Holmboe - Jens Holmboe (1880-1943)
- Holmes - Edward Morell Holmes (1843-1930)
- Holmgren - Hjalmar Josef Holmgren (1822-1885)
- Holm-Niels. - Lauritz Broder Holm-Nielsen (nato nel 1946)
- Holmsk. - Johan Theodor Holmskjold (1731-1793)
- Holttum - Richard Eric Holttum (1895-1990)
- Holub - Josef Ludwig Holub (1930-1999)
- Hombr. - Jacques Bernard Hombron (1800-1852)
- Honck. - Gerhard August Honckeny (1724-1805)
- Honda - Masaji Honda (1897-1984)
- Honey - Edwin Earle Honey (1891-1956)
- Hoogland - Ruurd Dirk Hoogland (1922-1994)
- Hook. - William Jackson Hooker (1785-1865)
- Hook.f. - Joseph Dalton Hooker (1817-1911)
- Hoppe - David Heinrich Hoppe (1760-1846)
- Hopper - Stephen Hopper (nato nel 1951)
- Hoque  - Akramul Hoque (nato nel 1971)
- Horan. - Paul Fedorowitsch Horaninow (1796-1865)
- Horik. - Horikawa Yoshiwo (1902-1976)
- Horkel - Johann Horkel (1769-1846)
- Hornem. - Jens Wilken Hornemann (1770-1841)
- Hornsch. - Christian Friedrich Hornschuch (1793-1850)
- Horobin - John F. Horobin (fl. 1990)
- Horsf. - Thomas Horsfield (1773-1859)
- Hort. - Horticulturae
- Hosaka - Edward Yataro Hosaka (1907-1961)
- Höss - Franz Höss (1756-1840)
- Hosseus - Carl Curt Hosseus (1878-1950)
- Host - Nicolaus Thomas Host (1761-1834)
- Hough - Romeyn Beck Hough (1857-1924)
- Houghton - Arthur Duvernoix Houghton (1870-1938)
- House - Homer Doliver House (1878-1949)
- Houst. - William Houstoun (1695-1733)
- Houtt. - Maarten Houttuyn (1720-1798)
- Houtz. - Gysbertus Houtzagers (1888-1957)
- Hovel. - Maurice Jean Alexandre Hovelacque (1858-1898)
- Howard - John Eliot Howard (1807-1883)
- Howe - Eliot Calvin Howe (1828-1899)
- Howell - Thomas Jefferson Howell (1842-1912)
- Hoyle - Arthur Clague Hoyle (1904-1986)
- Hu - Hsen Hsu Hu (1894-1968)
- Hu - Hu Xiansu (1894-1968)
- Hua - Henri Hua (1861-1919)
- Hubeny - Joseph Hubeny (fl. 1830-1843)
- Huber - Jacques Huber (1867-1914)
- Huds. - William Hudson (1730-1793)
- Hue - Auguste-Marie Hue (1840-1917)
- Hueber - Francis Maurice Hueber (nato nel 1929)
- Hügel - Karl Alexander Anselm von Hügel (1794-1870)
- Hultén - Oskar Eric Gunnar Hultén (1894-1981)
- Humb. - Alexander von Humboldt (1769-1859)
- Humbert - Jean-Henri Humbert (1887-1967)
- Humblot - Léon Humblot (1852-1914)
- Hume - Allan Octavian Hume (1829-1912)
- Humphries - Christopher John Humphries (1947-2009)
- Hunt - George Edward Hunt (1841-1873)
- Hunter - Alexander Hunter (1729-1809)
- Hunz. - Armando Theodoro Hunziker (1919-2001)
- Hurus. - Isao Hurusawa (nato nel 1916)
- Hus - Henri Theodore Antoine de Leng Hus (nato nel 1876)
- Husn. - Pierre Tranquille Husnot (1840-1929)
- Husseinov - Sch. A. Husseinov (nato nel 1939)
- Hussenot - Louis Cincinnatus Sévérin Léon Hussenot (1809-1845)
- Husson - A. M. Husson (fl. 1952)
- Hust. - Friedrich Hustedt (1886-1968)
- Husz - Béla Husz (1893-1954)
- Hutch. - John Hutchinson (1884-1972)
- Huter - Rupert Huter (1834-1919)
- Huth - Ernst Huth (1845-1897)
- Hutton - William Hutton (1797-1860)
- Huxley - Anthony Julian Huxley (1920-1992)
- Hy - Félix Charles Hy (1853-1918)
- Hyl. - Nils Hylander (1904-1970)

## I
- I.A.Abbott – Isabella Aiona Abbott (1919-2010)
- I.A.Pilát – Ignatz Anton Pilát (1820-1870)
- I.Baker – Irene Baker (1918-1989)
- I.Bjørnstadt (anche Nordal) - Inger Nordal (nato nel 1944)
- I.C.Martind. – Isaac Comly Martindale (1842-1893)
- I.C.Nielsen – Ivan Christian Nielsen (1946-2007)
- I.G.Stone – Ilma Grace Stone (1913-2001)
- I.I.Abramov – Ivan Ivanovich Abramov (1912-1990)
- I.Keller – Ida Augusta Keller (1866-1932)
- I.Löw – Immanuel Löw (1854-1944)
- I.M.Johnst. – Ivan Murray Johnston (1898-1960)
- I.M.Oliv. – Inge Magdalene Oliver (1947-2003)
- I.M.Turner. – Ian Mark Turner (nato nel 1963)
- I.Oliv. - Ian Oliver (nato nel 1954)
- I.Pop – Ioan Pop (1922-2018)
- I.Rácz – István Rácz (nato nel 1952)
- I.S.Nelson - Ira Schreiber Nelson (1911-1965)
- I.Sastre – Ines Sastre (nato nel 1955)
- I.Sinclair – Isabella Sinclair (1842-1900)
- I.Sprague – Isaac Sprague (1811-1895)
- I.Verd. – Inez Clare Verdoorn (1896-1989)
- I.W.Bailey – Irving Widmer Bailey (1884-1967)
- I.Williams – Ion James Muirhead Williams (1912-2001)
- Ik.Takah. – Ikuro Takahashi (1892-1981)
- Iliff – James Iliff (1923-2014)
- Iljin – Modest Mikhaĭlovich Iljin (1889-1967)
- Iltis – Hugh Iltis (1925-2016)
- Imbach – Emil J. Imbach (1897-1970)
- Immelman – Kathleen Leonore Immelman (nata nel 1955)
- Incarv. – Pierre Nicolas le Chéron (d')Incarville (1706-1757)
- Ingold – Cecil Terence Ingold (1905-2010)
- Ingram – Collingwood Ingram (1880-1981)
- Inoue – Inoue Hiroshi (1932-1989)
- Irmisch – Thilo Irmisch (1816-1879)
- Irwin – James Bruce Irwin (1921-2012)
- Isaac – Frances Margaret Leighton (in seguito: Isaac) (1909-2006) (è usata anche l'abbreviazione F.M.Leight.)
- Isert - Paul Erdmann Isert (1756-1789)
- Isnard - Antoine-Tristan Danty d'Isnard (1663-1743)
- Ito – Keisuke Ito (1803-1901)
- Iversen – Johannes Iversen (1904-1972)
- Ives – Joseph Christmas Ives (1828-1868)

## J
- J.A.Clark - Josephine Adelaide Clark (1856-1929)
- J.A.Guim. - José d'Ascensão Guimarães (1862-1922)
- J.A.Martind. - Joseph Anthony Martindale (1837-1914)
- J.A.Muir - John A. Muir (fl. 1973)
- J.A.Palmer - Julius Auboineau Palmer (1840-1899)
- J.A.Purpus - Joseph Anton Purpus (1860-1932)
- J.A.Schmidt - Johan Anton Schmidt (1823-1905)
- J.Agardh - Jacob Georg Agardh (1813-1901)
- J.Allam. - Jean-Nicolas-Sébastien Allamand (1713 o 1716-1787 o 1793)
- J.Anderson - James Anderson (fl. 1868)
- J.Andrews - J. Andrews (fl. 1952)
- J.B.Armstr. - Joseph Beattie Armstrong (1850-1926)
- J.B.Comber - James Boughtwood Comber (1929-2005)
- J.B.Fisch. - Johann Baptist Fischer (1803-1832)
- J.B.Nelson - John B. Nelson (nato nel 1951)
- J.B.Petersen - Johannes Boye Petersen (1887-1961)
- J.B.Rohr - Julius Bernard von Röhr (1686-1742)
- J.B.Sinclair - James Burton Sinclair (nato nel 1927)
- J.Bauhin - Johann Bauhin (1541-1613)
- J.Becker - Johannes Becker (1769-1833)
- J.Berggren - Jacob Berggren (1790-1868)
- J.Bradbury - John Bradbury (1768-1823)
- J.Braun - Josias Braun-Blanquet (1884-1980)
- J.Breitenb. - Josef Breitenbach (1927-1998)
- J.Buchholz - John Theodore Buchholz (1888-1951)
- J.C.Buxb. - Johann Christian Buxbaum (1693-1730)
- J.C.Clausen - Jens Christen (Christian) Clausen (1891-1969)
- J.C.Fisch. - Johann Carl Fischer (1804-1885)
- J.C.Gomes - José Corrêa Gomes Jr. (1919-1965)
- J.C.Liao - Jih-Ching Liao (fl. 1971)
- J.C.Manning - John Charles Manning (nato nel 1962)
- J.C.Martínez - J. Carlos Martínez Macchiavello (nato nel 1931)
- J.C.Mikan - Johann Christian Mikan (1769-1844)
- J.C.Nelson - James Carlton Nelson (1867-1944)
- J.C.Prag. - Jan C. Prager (nato nel 1934)
- J.C.Ross - James Clark Ross (1800-1862)
- J.C.Siqueira - Josafá Carlos de Siqueira (nato nel 1953)
- J.C.Sowerby - James De Carle Sowerby (1787-1871)
- J.C.Vogel - Johannes Vogel (nato nel 1963)
- J.C.Wendl. - Johann Christoph Wendland (1755-1828)
- J.Carey - John Carey (1797-1880)
- J.Clayton - John Clayton (1686-1773)
- J.Commelijn - Jan Commelin (noto anche come: Jan Commelijn o Johannes Commelinus) (1629-1692)
- J.D.Arm. - James D. Armitage (fl. 2011)
- J.D.Bacon - John Dudley Bacon (1943- )
- J.D.Ray - James Davis Ray Jr. (nato nel 1918)
- J.D.Sauer - Jonathan Deininger Sauer (nato nel 1918)
- J.D.Schultze - Johannes Dominik Schultze (1752-1790)
- J.Dransf. - John Dransfield (nato nel 1945)
- J.Drumm. - James Drummond (1784-1863)
- J.E.Alexander - James Edward Alexander (1803-1885)
- J.E.Gray - John Edward Gray (1800-1875)
- J.E.Lange - Jakob Emanuel Lange (1864-1941)
- J.E.Palmér - Johan Ernst Palmér (1863-1946)
- J.E.Vidal - Jules Eugène Vidal (nato nel 1914)
- J.E.Wright - Jorge Eduardo Wright (1922-2005)
- J.Ellis - John Ellis (1710-1776)
- J.F.Arnold - Johann Franz Xaver Arnold (fl. 1785)
- J.F.Bailey - John Frederick Bailey (1866-1938)
- J.F.Clark - Judson Freeman Clark (nato nel 1890)
- J.F.Cowell - John Francis Cowell (1852-1915)
- J.F.Gmel. - Johann Friedrich Gmelin (1748-1804)

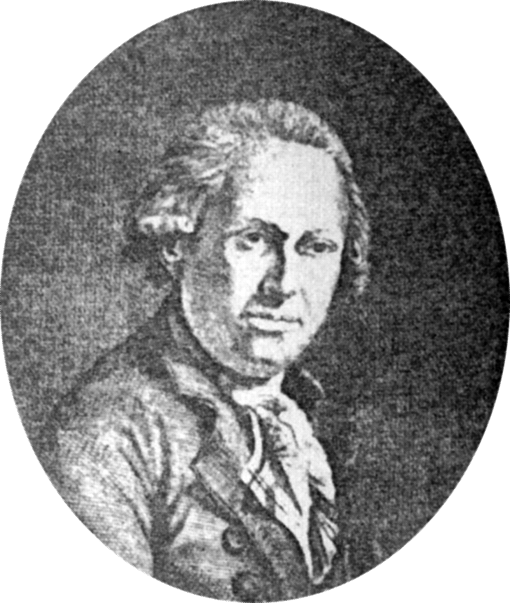
Johann Friedrich Gmelin

- J.-F.Leroy - Jean-François Leroy (1915-1999)
- J.F.Macbr. - James Francis Macbride (1892-1976)
- J.F.Matthews - James F. Matthews (nato nel 1935)
- J.Fabr. - Johan Christian Fabricius (1745-1808)
- J.Fisch. - Jacob Benjamin Fischer (1730-1793)
- J.Forbes - James Forbes (1773-1861)
- J.G.Br. - James Greenlief Brown (1880-1957)
- J.G.Cooper - James Graham Cooper (1830-1902)
- J.G.Gmel. - Johann Georg Gmelin (1709-1755)

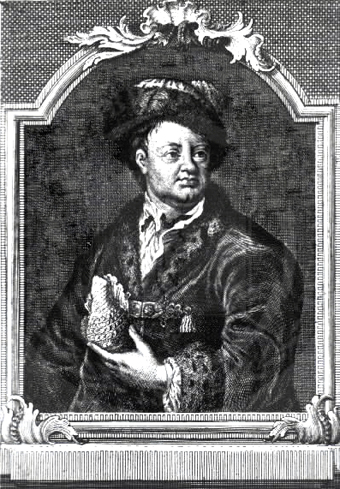
Johann Georg Gmelin

- J.G.Kühn - Julius Gotthelf Kühn (1825-1910)
- J.G.Nelson - John Gudgeon Nelson (1818-1882)
- J.G.Sm. - Jared Gage Smith (1866-1925)
- J.G.West - Judith Gay West (nata nel 1949)
- J.Gay - Jacques Etienne Gay (1786-1864)
- J.Gerard - John Gerard (1545-1612)

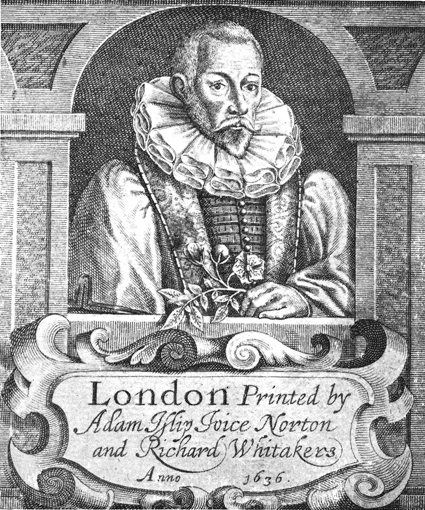
John Gerard

- J.Gerlach - Justin Gerlach (nato nel 1970)
- J.Gröntved - Julius Gröntved (o Grøntved) (1899-1967)
- J.H.Adam - Jumaat Haji Adam (nato nel 1956)
- J.H.Kirkbr. - Joseph Harold Kirkbride (nato nel 1943)
- J.H.Wallace - John Hume Wallace (nato nel 1918)
- J.H.Willis - James Hamlyn Willis (1910-1995)
- J.Harriman - John Harriman (1760-1831)
- J.Hogg - John Hogg (1800-1869)
- J.Houz. - Jean Houzeau de Lehaie (1867-1959)
- J.J.Amann - Jean Jules Amann (1859-1939)
- J.J.Kickx - Jean Jacques Kickx (1842-1887)
- J.J.Scheuchzer - Johann Jakob Scheuchzer (1672-1733)
- J.J.Sm. - Johannes Jacobus Smith (1867-1947)
- J.J.Smith - Johannes Jacobus Smith (1867-1947)
- J.Jacobsen - Jens Peter Jacobsen (1847-1885)
- J.Jundz. - Józef Jundzill (1794-1877)
- J.Juss. - Joseph de Jussieu (1704-1779)
- J.K.Bartlett - John Kenneth Bartlett (1945-1986)
- J.K.Morton - John Kenneth Morton (1928-2011)
- J.K.Towns. - John Kirk Townsend (1809-1851)
- J.Kern - Johannes Hendrikus Kern (1903-1974)
- J.Kickx - Jean Kickx (1775-1831)
- J.Kickx f. - Jean Kickx (1803-1864)
- J.Kirk - John Kirk (1832-1922)
- J.Koenig - Johann Gerhard Koenig (1728-1785)
- J.L.Clark - John Littner Clark (nato nel 1969)
- J.L.Gentry - Johnnie Lee Gentry (nato nel 1939)
- J.L.Palmer - Johann Ludwig Palmer (1784-1836)
- J.L.Schultz - Joanna L. Schultz (nata nel 1963)
- J.Lachm. - Johannes Lachmann (1832-1860)
- J.Lee - James Lee (1715-1795)
- J.Léonard - Jean Joseph Gustave Léonard (nato nel 1920)
- J.Lestib. - Jean-Baptiste Lestiboudois (1715-1804)
- J.Lowe - Josiah Lincoln Lowe (1905-1997)
- J.M.Bigelow - John Milton Bigelow (1804-1878)
- J.M.Black - John McConnell Black (1855-1951)
- J.M.C.Rich. - Jean-Michel-Claude Richard (1784-1868)
- J.M.Clarke - John Mason Clarke (1857-1925)
- J.M.Coult. - John Merle Coulter (1851-1928)
- J.M.Hook - James Mon van Hook (1870-1935)
- J.M.MacDougal - John Mochrie MacDougal (nato nel 1954)
- J.M.Schopf - James Morton Schopf (1911-1978)
- J.M.Tucker - John Maurice Tucker (1916- )
- J.M.Waller - James Martin Waller (nato nel 1938)
- J.M.Webber - John Milton Webber (1897-1984)[9]
- J.M.Wood - John Medley Wood (1827-1915)
- J.MacGill. - John MacGillivray (1822-1867)
- J.Macrae - James Macrae morto nel 1830)
- J.Martyn - John Martyn (1699-1768)
- J.Muir - John Muir (1838-1914)
- J.Murray - John Murray (1841-1914)
- J.O.E.Perrier - Jean Octave Edmond Perrier de la Bâthie (1843-1916)
- J.Ott - Jonathan Ott (nato nel 1949)
- J.P.Anderson - Jacob Peter Anderson (1874-1953)
- J.P.Bergeret - Jean-Pierre Bergeret (1752-1813)
- J.P.Nelson - Jane P. Nelson (fl. 1980)
- J.Palmer - Joanne Palmer (nata nel 1960)
- J.Parn. - John Adrian Naicker Parnell (nato nel 1954)
- J.Pfeiff. - Johan Philip Pfeiffer (1888-1947)
- J.Poiss. - Jules Poisson (1833-1919)
- J.Prado - Jefferson Prado (nato nel 1964)
- J.Presl - Jan Svatopluk Presl (1791-1849)

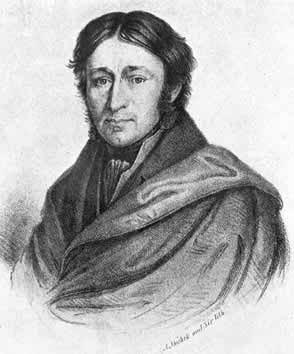
Jan Svatopluk Presl

- J.R.Clarkson - John Richard Clarkson (nato nel 1950)
- J.R.Forst. - Johann Reinhold Forster (1729-1798)
- J.R.Haller - John Robert Haller (1930- )
- J.R.Lee - John Ramsay Lee (1868-1959)
- J.R.Perkins - John Russell Perkins (nato nel 1868)
- J.R.Xue - Ji-Ru Xue (1921- )
- J.Raynal - Jean Raynal (1933-1979)
- J.Rémy - Ezechiel Jules Rémy (1826-1893)
- J.Rev. - Julien Reverchon (1837-1905)
- J.Robin - Jean Robin (1550-1629)
- J.Roth - Johannes Rudolph Roth (1814-1858)
- J.Roux - Jean Roux (1876-1939)
- J.S.Martin - James Stillman Martin (1914-2000)
- J.S.Muell - John Sebastian Miller (nato Johann Sebastian Müller) (1715-c. 1792)
- J.S.Pringle - James Scott Pringle (nato nel 1937)
- J.Scheff. - Jozef Scheffer (1903-1949)
- J.Scheuchzer - Johannes Gaspar Scheuchzer (1684-1738)
- J.Schiller - Josef Schiller (1877-1960)
- J.Schneid. - Josef Schneider (morto nel 1885)
- J.Schröt. - Joseph Schröter (1837-1894)
- J.Schultze-Motel - Jürgen Schultze-Motel (nato nel 1930)
- J.Scott - John Scott (1838-1880)
- J.Scriba - Julius Karl Scriba (1848-1905)
- J.Sinclair - James Sinclair (1913-1968)
- J.Sm. - John Smith (1798-1888)
- J.Small - James Small (1889-1955)
- J.Soulié - Jean André Soulié (1858-1905)
- J.St.-Hil. - Jean Henri Jaume Saint-Hilaire (1772-1845)
- J.T.Curtis - John Thomas Curtis (1913-1961)
- J.T.Howell - John Thomas Howell (1903-1994)
- J.T.Palmer - James Terence Palmer (nato nel 1923)
- J.T.Pan - Jin Tang Pan (nato nel 1935)
- J.T.Pereira - Joan T. Pereira (fl. 1994)
- J.T.Quekett - John Thomas Quekett (1815-1861) (fratello di Edwin John Quekett)
- J.T.Wall - J. T. Wall (fl. 1934)
- J.T.Waterh. - John Teast Waterhouse (1924-1983)
- J.Thiébaut - Joseph Thiébaut (1871–1961)
- J.V.Lamour. - Jean Vincent Félix Lamouroux (1779-1825)
- J.V.Schneid. - Julio Valentin Schneider (nato nel 1967)
- J.V.Thomps. - John Vaughan Thompson (1779-1847)
- J.W.Benn. - John Whitchurch Bennett (fl. 1842)
- J.W.Cribb - Joan Winifred Cribb (nato nel 1949)
- J.W.Green - John William Green (nato nel 1930)
- J.W.Ingram - John William Ingram (1924- )
- J.W.Loudon - Jane Wells Loudon (1807-1858)
- J.W.Mast. - John William Masters (1792-1873)
- J.W.Powell - John Wesley Powell (1834-1902)
- J.W.Robbins - James Watson Robbins (1801-1879)
- J.W.Weinm. - Johann Wilhelm Weinmann (1683-1741)
- J.W.White - James Walter White (1846-1932)
- J.W.Zetterst. - Johan Wilhelm Zetterstedt (1785-1874)
- J.Wallis - John Wallis (1714-1793)
- J.West - James West (1886-1939)
- J.White R.N. - John White (1757-1832)
- J.Woods - Joseph Woods Jr. (1776-1864)
- J.Zahlbr. - Johann Baptist Zahlbruckner (1782-1851)
- J.Zeyh. - Johann Michael Zeyher (1770-1843)
- Jack - William Jack (1795-1822)
- Jacks. - George Jackson (1790-1811)
- Jacobi  - Georg Albano von Jacobi (1805-1874)
- Jacobs - Maxwell Ralph Jacobs (1905-1979)
- Jacobsen - Hans Jacobsen (1815-1891)
- Jacobsson - Stig Jacobsson (nato nel 1938)
- Jacq. - Nikolaus Joseph von Jacquin (1727-1817)
- Jacquem. - Venceslas Victor Jacquemont (1801-1832)
- Jacques - Henri Antoine Jacques (1782-1866)
- Jacquinot - Honoré Jacquinot (1814-1887)
- Jacz. - Arthur Louis Arthurovic de Jaczewski (1863-1923)
- Jakubz. - Moisej Markovič Jakubziner (nato nel 1898)
- Jalal - Jeewan Singh Jalal (nato nel 1979)
- Jalas - Arvo Jaakko Juhani Jalas (1920-1999)
- Jalink - Leonardo Martinus Jalink (nato nel 1956)
- James - Thomas Potts James (1803-1882)
- Jameson - William Jameson (1796-1873)
- Jan - Giorgio Jan (1791-1866)
- Janch. - Erwin Emil Alfred Janchen (1882-1970)
- Jancz. - Edward Janczewski (1846-1918)
- Janisch. - Dmitrij E. Janischewsky (1875-1944)
- Janka - Victor von Janka (1837-1900)
- Janse - Johannes Albertus Janse (1911-1977)
- Játiva - Carlos D. Játiva (fl. 1963)
- Jaub. - Hippolyte François Jaubert (1798-1874)
- Jáv. - Sándor (Alexander) Jávorka (1883-1961)
- Jean White - Jean White (1877-1953)
- Jebb - Matthew H. P. Jebb (nato nel 1958)
- Jefferies - R.L. Jefferies (fl. 1987)
- Jeffrey - John Frederick Jeffrey (1866-1943)
- Jekyll - Gertrude Jekyll (1843-1932)
- Jeps. - Willis Linn Jepson (1867-1946)
- Jess. - Karl Friedrich Wilhelm Jessen (1821-1889)
- Jeuken - M. Jeuken (fl. 1952)
- Jílek - Bohumil Jílek (1905-1972)
- Jiménez - Oton Jiménez (1895-1988)
- Jn.Dalton - John Dalton (1766-1844)
- Johan-Olsen (anche: Sopp) - Olav Johan Sopp (1860-1931)
- Johanson - Carl Johan Johanson (1858-1888)
- Johanss. - Karl Johansson (1856-1928)
- John Muir - John Muir (1874-1947)
- John Parkinson - John Parkinson (1567-1650)
- Johnst. - George Johnston (1797-1855)
- Johow - Federico Johow (noto anche come: Friedrich Richard Adelbert (o Adelbart) Johow) (1859-1933)
- Jolycl. - Nicolas Marie Thérèse Jolyclerc (1746-1817)
- Jones - William Jones (1746-1794)
- Jongkind - Carel Christiaan Hugo Jongkind (nato nel 1954)
- Jonst. - John Jonston (noto anche come: Johannes Jonston o Joannes Jonstonus) (1603-1675)
- Jord. - Claude Thomas Alexis Jordan (1814-1897)
- Jos.Kern. - Josef Kerner (1829-1906)
- Jos.Martin - Joseph Martin (fl. 1788-1826)
- Joss. - Marcel Josserand (1900-1992)
- Jovet - Paul Albert Jovet (1896-1991)
- Judd - Walter Stephen Judd (nato nel 1951)
- Jul.Schäff. - Julius Schäffer (1882-1944)
- Jum. - Henri Lucien Jumelle (1886-1935)
- Jung - Joachim Jung (1587-1657)
- Jungh. - Franz Wilhelm Junghuhn (1809-1864)
- Junius - Hadrianus Junius (1511-1575)
- Juss. - Antoine-Laurent de Jussieu (1748-1836)

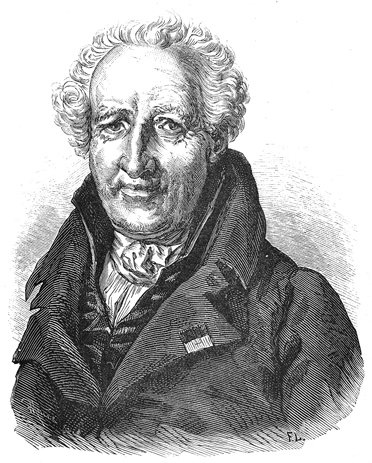
Antoine-Laurent de Jussieu

- Juz. - Sergei Vasilievich Juzepczuk (1893-1959)

## K
- K.Bergius – Karl Heinrich Bergius (1790–1818)
- K.Brandegee – Mary Katharine Brandegee (1844–1920)
- K.Brandt – Andreas Heinrich Karl Brandt (1854–1931)
- K.Bremer – Kåre Bremer (nato nel 1948)
- K.D.Hill - Kenneth D. Hill (1948-)
- K.D.Koenig - Karl Dietrich Eberhard König (1774-1851)
- K.F.R.Schneid. – Karl Friedrich Robert Schneider (1798–1872)
- K.F.Schimp. - Karl Friedrich Schimper (1803-1867)
- K.Hammer – Karl Hammer (nato nel 1944)
- K.Heyne – Karel Heyne (1877–1947)
- K.Hoffm. - Käthe Hoffmann (1883-1931)
- K.I.Chr. - Knud Ib Christensen (1955- )
- K.I.Goebel - Karl Immanuel Eberhard Goebel (1855-1932)
- K.J.Kim – Ki Joong Kim (nato nel 1957)
- K.J.Martin – Kenneth J. Martin (nato nel 1942)
- K.Jess. – Knud Jessen (1884–1971)
- K.Koch - Karl Heinrich Koch (1809-1879)
- K.Komatsu – Katsuko Komatsu (fl. 2003)
- K.Krause – Kurt Krause (1883–1963)
- K.Kurtz – Karl Marie Max Kurtz (1846–1910)
- K.Larsen – Kai Larsen (1926–2012)
- K.M.Drew – Kathleen Mary Drew-Baker (1901–1957)
- K.M.Feng - Kuo-mei Feng (1917- )
- K.M.Matthew – Koyapillil Mathai Matthew (1930–2004)
- K.M.Purohit – K. M. Purohit (fl. 1979)
- K.M.Wong – Khoon Meng Wong (nato nel 1954)
- K.Möbius – Karl Möbius (1825–1908)
- K.Müll. – Konrad Müller (nato nel 1857)
- K.Osada – Keigo Osada (nato nel 1956)
- K.P.Steele - K. P. Steele
- K.Prasad – Kothareddy Prasad (nato nel 1985)
- K.R.Robertson – Kenneth R. Robertson (nato nel 1941)
- K.Richt. – Karl Richter (1855–1891)
- K.S.Prasad – Karuvankoodelu Subrahmanya Prasad (nato nel 1983)
- K.Schum. - Karl Moritz Schumann (1851-1904)
- K.Voigt - Kerstin Voigt (1969- )
- K.Wilh. – Karl Adolf Wilhelm (1848–1933)
- K.Y.Pan – Kai Yu Pan (nato nel 1937)
- Kablík. – Josephine Ettel Kablick (nota anche come Josefina Kablíková) (1787–1863)
- Kache – Paul Kache (1882–1945)
- Kaempf. - Engelbert Kaempfer (1651-1716)
- Kai Müll. – Kai Müller (nata nel 1975)
- Kalchbr. - Károly Kalchbrenner (1807-1886)
- Kalkman – Cornelis Kalkman (1928–1998)
- Kallenb. - Franz Kallenbach (1893-1944)
- Kalm - Pehr Kalm (1716-1779)
- Kaltenb. – Johann Heinrich Kaltenbach (1807–1876)
- Kamel - Jiří Josef Camel (1661-1706)
- Kamieński – Franciszek Michailow von Kamieński (1851–1912)
- Kanai – Hiroo Kanai (nato nel 1930)
- Kanda – Hiroshi Kanda (nato nel 1946)
- Kane – Katharine Sophia Bailey Kane (1811–1886)
- Kaneh. - Ryozo Kanehira (1882-1948)
- Kanér – Oskar Richard Kanér (nato nel 1878)
- Kanes – William H. Kanes (nato nel 1934)
- Kanis – Andrias Kanis (1934–1986)
- Kanitz – August Kanitz (1843–1896)
- Kanjilal – Upendranath Kanjilal (1859–1928)
- Kann – Edith Kann (1907–1987)
- Kanouse – Bessie Bernice Kanouse (1889–1969)
- Kantsch. – Zaiharias A. Kantschaweli (1894–1932)
- Kantvilas – Ginteras Kantvilas (nato nel 1956)
- Kappl. – August Kappler (1815–1887)
- Karst. - Peter Adolf Karsten (1834-1917)
- Kartesz – John T. Kartesz (fl. 1990)
- Kasper – Andrew Edward Kasper (nato nel 1942)
- Kauffman - Calvin Henry Kauffman (1869-1931)
- Kaul – Kailash Nath Kaul (1905–1983)
- Kaulf. – Georg Friedrich Kaulfuss (1786–1830)
- Kavina – Karel Kavina (1890–1948)
- Kaz.Osaloo – Shahrokh Kazempour Osaloo (nato nel 1966)
- Kearney – Thomas Henry Kearney (1874–1956)
- Keating – William Hippolitus (Hypolitus, Hypolite) Keating (1799–1844)
- Keck - Karl Keck (1825-1894)
- Keener – Carl Samuel Keener (nato nel 1931)
- Keighery – Gregory John Keighery (nato nel 1950)
- Keissl. – Karl von Keissler (1872–1965)
- Kelaart - Edward Frederick Kelaart (1818-1860)
- Kellerm. – William Ashbrook Kellerman (1850–1908)
- Kellogg - Albert Kellogg (1813-1887)
- Kelly – Howard Atwood Kelly (1858–1943)
- Kemmler – Carl Albert Kemmler (1813–1888)
- Keng – Yi Li Keng (1897–1975)
- Keng f. – Pai Chieh Keng (nato nel 1917)
- Kenrick – Paul Kenrick (fl. 1999)
- Kent – William Saville-Kent (1845–1908)
- Ker – Charles Henry Bellenden Ker (1785–1871)
- Ker Gawl. - John Bellenden Ker Gawler (1764-1842)
- Keraudren – Monique Keraudren (1928–1981)
- Kerch. – Oswald Charles Eugène Marie Ghislain de Kerchove de Denterghem (1844–1906)
- Kereszty – Zoltán Kereszty (nato nel 1937)
- Kerguélen – Michel François-Jacques Kerguélen (1928–1999)
- Kerr – Arthur Francis George Kerr (1877–1942)
- Kers – Lars Erik Kers (nato nel 1931)
- Kerst. – Otto Kersten (1839–1900)
- Keyserl. – Alexander Friedrich Michael Leberecht Arthur von Keyserling (1815–1891)
- Khawkine – Mardochée-Woldemar Khawkine (1860–1930) (grafia alternativa per Waldemar Mordecai Wolff Haffkine)
- Khoon – Meng Wong Khoon (fl. 1982)
- Kidst. – Robert Kidston (1852–1924)
- Kieff. - Jean-Jacques Kieffer (1857-1925)
- Kiew – Ruth Kiew (nato nel 1946)
- Kiggel. – Franz (François, Franciscus) Kiggelaer (1648–1722)
- Killerm. - Matthias Sebastian Killermann (1870-1956)
- Killias – Eduard Killias (1829–1891)
- Killip – Ellsworth Paine Killip (1890–1968)
- Kindb. – Nils Conrad Kindberg (1832–1910)
- Kindt – Christian Sommer Kindt (1816–1903)
- King - George King (1840-1909)
- Kingdon-Ward - Francis Kingdon Ward (1885-1958)
- Kippist - Richard Kippist (1812-1882)
- Kirby – Mary Kirby (1817–1893)
- Kirchn. – Emil Otto Oskar von Kirchner (1851–1925)
- Kirk - Thomas Kirk (1828-1898)
- Kirp. - Moisey Elevich Kirpicznikov (1913-1995)
- Kirschl. – Frédéric Kirschleger (1804–1869)
- Kirschst. - Wilhelm Kirschstein (1863-1946)
- Kit Tan – Kit Tan (nato nel 1953)
- Kit. - Pál Kitaibel (1757-1817)
- Kitag. - Masao Kitagawa (1909-1995)
- Kitt. – Martin Baldwin Kittel (1798–1885)
- Kittlitz – Friedrich Heinrich von Kittlitz (1799–1871)
- Kjellm. – Frans Reinhold Kjellman (1846–1907)
- Klatt - Friedrich Wilhelm Klatt (1825-1897)
- Kleb. - Heinrich Klebahn (1859-1942)
- Klein - Jakob Theodor Klein (1685-1759)
- Klotzsch - Johann Friedrich Klotzsch (1805-1860)
- Knapp – John Leonard Knapp (1767–1845)
- Knebel – Gottfried Knebel (nato nel 1908)
- Kneuck. – Johann Andreas Kneucker (1862–1946)
- Kniep - Karl Johannes Hans Kniep (1881-1930)
- Knight – Joseph Knight (1778–1855)
- Knobl. - Emil Friedrich Knoblauch (1864-1936)
- Knuth – Paul Knuth (1854–1899)
- Kny – Carl Ignaz Leopold Kny (1841–1916)
- Kobuski – Clarence Emmeren Kobuski (1900–1963)
- Koch - Johann Friedrich Wilhelm Koch (1759-1831)
- Kochummen – Kizhakkedathu Mathai Kochummen (1931–1999)
- Koehne - Bernhard Adalbert Emil Koehne (1848-1918)
- Koeler - Georg Ludwig Koeler (1765-1807)
- Koell. – Rudolf Albert von Koelliker (1817–1905)
- Koelle – Johann Ludwig Christian Koelle (1763–1797)
- Kohlm. - Jan Kohlmeyer (1928- )
- Koidz. - Gen-Iti Koidzumi (1883-1953)
- Kolen. – Friedrich August (Anton) Rudolf Kolenati (1813–1864)
- Kom. - Vladimir Leontjevich Komarov (1869-1945)
- Komiya – Sadashi Komiya (nato nel 1932)
- Konrad - Paul Konrad (1877-1948)
- Koopmann – Karl Koopmann (fl. 1879–1900)
- Koord. – Sijfert Hendrik Koorders (1863–1919)
- Koord.-Schum. – Anna Koorders-Schumacher (1870–1934)
- Kops – Jan Kops (1765–1849)
- Körb. – Gustav Wilhelm Körber (1817–1885)
- Korhonen - Kari Korhonen (1943- )
- Kôriba – Kan Kōriba (talvolta scritto: Kwan Koriba) (1882–1957)
- Körn. - Friedrich August Körnicke (1828-1908)
- Kornh. – (Georg) Andreas von Kornhuber (1824–1905)
- Korol. – Valentina Alekseevna Koroleva, nota anche come Valentina Alekseevna Koroleva-Pavlova (nata nel 1898)
- Korovin - Evgenii Korovin (1891-1963)
- Körte - Heinrich Friedrich Franz Körte (1782-1845)
- Korth. - Pieter Willem Korthals (1807-1892)
- Kosterm. - André Joseph Guillaume Henri Kostermans (1906-1994)
- Kotl. - František Kotlaba (1927- )
- Kotov – Mikhail Ivanovich Kotov (1896–1978)
- Kotschy - Karl Georg Theodor Kotschy (1813-1866)
- Kotyk – Michele E. Kotyk (fl. 2002)
- Kraenzl. - Friedrich Wilhelm Ludwig Kraenzlin (1847-1934)
- Krajina – Vladimir Joseph Krajina (1905–1993)
- Kral – Robert Kral (nato nel 1926)
- Kralik – Jean-Louis Kralik (1813–1892)
- Krapov. – Antonio Krapovickas (nato nel 1921)
- Krasn. – Andrej Nikovaevich Krassnov (1862–1914)
- Kraus – Gregor Konrad Michael Kraus (1841–1915)
- Krause – Johann Wilhelm Krause (1764–1842)
- Kräusel - Richard Oswald Karl Kräusel (1890-1966)
- Krebs – Georg Ludwig Engelhard Krebs (1792–1844)
- Kremp. – August von Krempelhuber (1813–1882)
- Kreutz – Carolus Adrianus Johannes Kreutz (nato nel 1954)
- Kreuz. – Kurt Kreuzinger (1905–1989)
- Krock. – Anton Johann Krocker (1744–1823)
- Krok – Thorgny Ossian Bolivar Napoleon Krok (1834–1921)
- Krombh. - Julius Vincenz von Krombholz (1782-1843)
- Krug – Karl (Carl) Wilhelm Leopold Krug (1833–1898)
- Krüssm. – Johann Gerd Krüssmann (1910–1980)
- Kubitzki – Klaus Kubitzki (nato nel 1933)
- Kudo - Yoshun Kudo (1887-1932)
- Kuhlm. – João Geraldo Kuhlmann (1882–1958)
- Kuhn – Friedrich Adalbert Maximilian Kuhn (1842–1894)
- Kühner - Robert Kühner (1903-1996)
- Kuijt – Job Kuijt (nato nel 1930)
- Kük. – Georg Kükenthal (1864–1955)
- Kumar – Pankaj Kumar (nato nel 1975)
- Künkele - Siegfried Künkele (1931- )
- Kunth - Carl Sigismund Kunth (1788-1850)
- Kuntze - Otto Carl Ernest Kuntze (1843-1907)
- Kunze - Gustav Kunze (1793-1851)
- Kupicha – Frances Kristina Kupicha (nata nel 1947)
- Kuprian. – Ludmila Kuprianova (1914–1987)
- Kurata – S. Kurata (fl. 1931)
- Kurbanb. – Z. K. Kurbanbekov (nato nel 1935)
- Kurbanov – D. K. Kurbanov (nato nel 1946)
- Kurbatski – Vladimir Ivanovich Kurbatski (nato nel 1941)
- Kurczenko – Elena Ivanovna Kurczenko (nata nel 1935)
- Kurib. – Kazue Kuribayashi (morto nel 1954)
- Kurita – Shirō Kurita (talvolta scritto: Siro Kurita) (nato nel 1936)
- Kurkiev – Uolubii Kishtishevich Kurkiev (nato nel 1937)
- Kurl. – Boguslav Stanislavovich Kurlovich (nato nel 1948)
- Kurogi – Munengo Kurogi (1921–1988)
- Kurok. – Shō Kurokawa (talvolta scritto: Syo Kurokawa) (nato nel 1926)
- Kurr – Johann Gottlieb von Kurr (1798–1870)
- Kürschner – Harald Kürschner (nato nel 1950)
- Kurtto – Arto Kurtto (nato nel 1951)
- Kurtz – Fritz (Federico) Kurtz (1854–1920)
- Kurtzman – Cletus P. Kurtzman (nato nel 1938)
- Kurz - Wilhelm Sulpiz Kurz (1834-1878)
- Kurzweil – Hubert Kurzweil (nato nel 1958)
- Kusaka - Masao Kusaka (1915- )
- Küster – Ernst Küster (1874–1953)
- Kuswata – E. Kuswata Kartawinata (fl. 1965)
- Kütz. – Friedrich Traugott Kützing (1807–1893)

## L

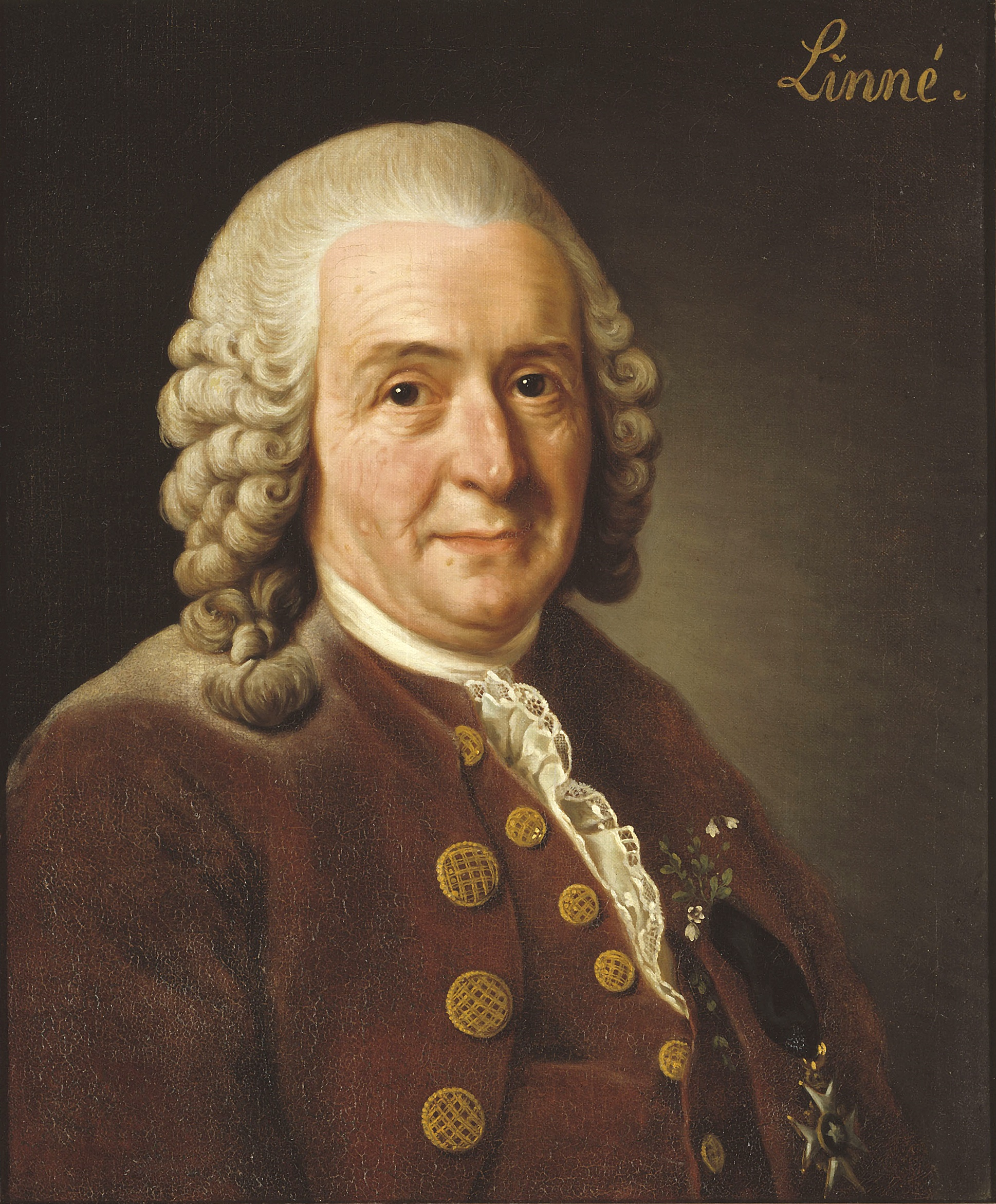
Linneo

- L. - Linneo (Carl Nilsson Linnaeus, Carolus Linnaeus, Carl von Linné) (1707-1778)
- L.A.S.Johnson - Lawrence Alexander Sidney Johnson (1925–1997)
- L.Allorge - Lucile Allorge (nata nel 1937)
- L.Andersson - Bengt Lennart Andersson (1948–2005)
- L.B.Moore - Lucy Beatrice Moore (1906-1987)
- L.B.Sm. - Lyman Bradford Smith (1904–1997)
- L.Bolus - Harriet Margaret Louisa Bolus (nata Kensit)  (1877–1970)
- L.Borgen - Liv Borgen (nato nel 1943)
- L.C.Leach - Leslie Charles Leach (1909–1996)
- L.C.Wheeler - Louis Cutter Wheeler (1910–1980)
- L.Clark - Lois Clark (1884–1967)
- L.D.Gómez - Luis Diego Gómez (1944–2009)
- L.D.Pryor - Lindsay Pryor (1915–1998)
- L.E.Navas - Luisa Eugenia Navas (nata nel 1918)
- L.E.Rodin - Leonid Efimovich Rodin (1907–1990)
- L.E.Skog - Laurence Edgar Skog (nato nel 1943)
- L.f. - Carl von Linné jr. (1741-1783)
- L.F.Hend. - Louis Forniquet Henderson (1853–1942)
- L.Fisch. - Ludwig Fischer (1828–1907)
- L.Fuchs - Leonhart Fuchs (1501–1566)
- L.G.Clark - Lynn G. Clark (nata nel 1956)
- L.Guthrie - Louise Guthrie (1879–1966)
- L.H.Bailey - Liberty Hyde Bailey (1858-1954)

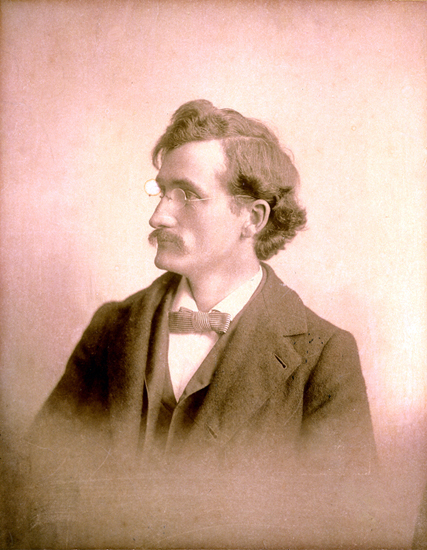
Liberty Hyde Bailey

- L.H.Dewey - Lyster Hoxie Dewey (1865–1944)
- L.H.Gray - Louis Harold Gray (1905–1965)
- L.Henry - Louis Henry (1853–1903)
- L.Höhn. - Ludwig von Höhnel (1857–1942)
- L.I.Cabrera - Lidia Irene Cabrera (nata nel 1964)
- L.I.Savicz - Lydia Ivanovna Savicz-Lubitskaya (1886–1982)
- L.J.Davenp. - Lawrence James Davenport (nato nel 1952)
- L.K.Fu - Li Kuo Fu (nato nel 1934)
- L.L.Daniel - Lucien Louis Daniel (1856–1940)
- L.M.Ames - Lawrence Marion Ames (1900–1966)
- L.M.Perry - Lily May Perry (1895–1992)
- L.M.Vidal - Luis Mariano Vidal (1842–1922)
- L.Marsili - Luigi Marsili
- L.Martin - Lucille Martin (nato nel 1925)
- L.McCulloch - Lucia McCulloch (1873–1955)
- L.Newton - Lily Newton (1893–1981)
- L.Nutt. - Lawrence William Nuttall (1857–1933)
- L.O.Williams - Louis Otho Williams (1908–1991)
- L.Planch. - Louis David Planchon (1858–1915)
- L.Post - Ernst Jakob (Jacob) Lennart von Post (1884–1951)
- L.Preiss - Ludwig Preiss (1811–1883)
- L.R.Blinks - Lawrence Rogers Blinks (1900–1989)
- L.R.Jones - Lewis Ralph Jones (1864–1945)
- L.S.Sm. - Lindsay Stewart Smith (1917–1970)
- L.Schneid. - Eduard Karl Ludwig Schneider (1809–1889)
- L.Späth - Louis Späth (fl. 1892)
- L.T.Lu - Ling Ti Lu (nato nel 1930)
- L.W.Lenz - Lee Wayne Lenz (nato nel 1915)
- La Duke - John C. La Duke (nato nel 1950)
- La Llave - Pablo de La Llave (1773–1833)
- Labill. - Jacques-Julien Houtou de La Billardière (1755-1834)

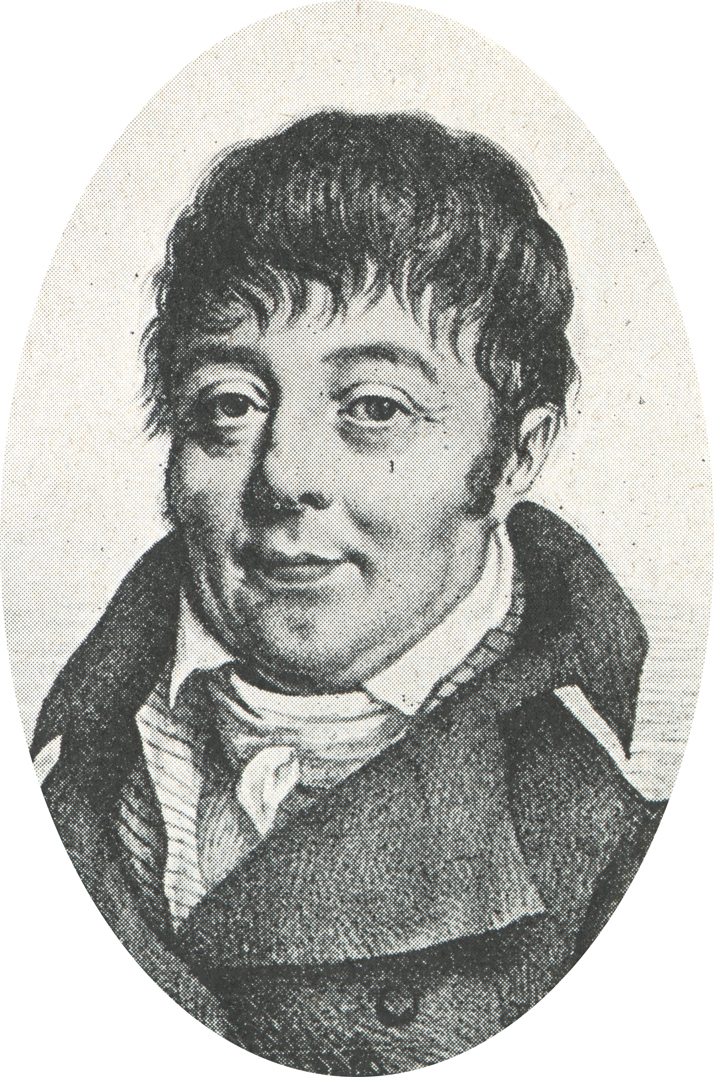
Jacques Julien Houtton de La Billardière

- Lacaita - Charles Carmichael Lacaita (1853-1933)
- Lacass. - Marcel Lacassagne
- Lace - John Henry Lace (1857–1918)
- Laest. - Lars Levi Læstadius (1800–1861)
- Laferr. - Joseph E. Laferrière (nato nel 1955)
- Lag. - Mariano Lagasca y Segura (1776-1839)
- Lagerh. - Nils Gustaf von Lagerheim (1860–1926)
- Laguna - Maximo Laguna y Villanueva
- Lakela - Olga Korhoven Lakela (1890–1980)
- Lam. - Jean-Baptiste de Lamarck (1744–1829)
- Lamb. - Aylmer Bourke Lambert
- Lamy - Pierre Marie Édouard Lamy de la Chapelle (1804–1886)
- Lancaster - Roy Lancaster (nato nel 1937)
- Lander - Nicholas Sèan Lander (nato nel 1948)
- Landolt - Elias Landolt (nato nel 1926)
- Landrum - Leslie R. Landrum (nata nel 1946)
- Lane-Poole - Charles Edward Lane-Poole (1885–1970)
- Laness. - Jean Marie Antoine de Lanessan (1843– 1919)
- Lange - Johan Martin Christian Lange (1818–1898)
- Langeron - Maurice Charles Pierre Langeron (1874–1950)
- Langeth. - Christian Eduard Langethal (1806–1878)
- Langsd. - Georg Heinrich von Langsdorff (1774–1852)
- Lank. - E. Ray Lankester (1847–1929)
- Lanner - Ronald M. Lanner
- Lantz.-Bén. - Georg Boyung Scato Lantzius-Béninga (1815–1871)
- Lanza - Domenico Lanza (1868 – 1940)
- Lapeyr. - Baron Philippe-Isidore Picot de Lapeyrouse (La Peirouse) (1744–1818)
- Lapham - Increase Allen Lapham (1811–1875)
- Larter - Clara Ethelinda Larter (1847–1936)
- Lasser - Tobías Lasser (1911–2006)
- Lat.-Marl. - Joseph Bory Latour-Marliac (1830-1911)
- Latap. - François-de-Paule Latapie (1739–1823)
- Laterr. - Jean François Laterrade (1784–1858)
- Latourr. - Marc Antoine Louis Claret de La Tourrette (1729–1793)
- Laughlin - Kendall Laughlin
- Lauterb. - Carl Adolf Georg Lauterbach (1864–1937)
- Lauterborn - Robert Lauterborn (1869–1952)
- Lauth - Thomas Lauth
- Lauz.-March. - Marguerite Lauzac-Marchal (fl. 1974)
- Lavallée - Pierre Alphonse Martin Lavallée (1836–1884)
- Lavrent. - Georgios Lavrentiades (nato nel 1920)
- Lawalrée - André Gilles Célestin Lawalrée (1921–2005)
- Lawrance - Mary Lawrance (fl. 1790–1831)
- Laxm. - Erich G. Laxmann (1737–1796)
- Layens - Georges de Layens (1834–1897)
- Laz. - Andrei Sazontovich Lazarenko (1901–1979)
- Le Jol. - Auguste François Le Jolis (1823–1904)
- Le Maout - Jean Emmanuel Maurice Le Maout (1799–1877)
- Le Monn. - Louis-Guillaume Le Monnier (1717–1799)
- Leandri - Jacques Désiré Leandri (1903-1982)
- Leav. - Robert Greenleaf Leavitt (1865–1942)
- Leavenw. - Melines Conklin Leavenworth (1796–1832)
- Leclercq - Suzanne Céline Marie Leclercq (1901–1994)
- Lecompte - Marius Lecompte
- Lecomte - Paul Henri Lecomte (1856–1934)
- Leconte - John (Eatton) Leconte (1784–1860)
- Lecoq - Henri Lecoq (1802–1871)
- Ledeb. - Karl Friedrich von Ledebour (1785–1851)
- Leefe - John Ewbank Leefe (1824–1889)
- Leeke - Georg Gustav Paul Leeke (1883–1933)
- Leenh. - Pieter Willem Leenhouts (1926–2004)
- Leers - Johann Georg Daniel Leers (1727–1774)
- Lees - Edwin Lees (1800–1887)
- Leeuwenb. - Anthonius Josephus Maria Leeuwenberg (1930–2010)
- Lehm. - Johann Georg Christian Lehmann (1792-1860)
- Lehnebach - Carlos Adolfo Lehnebach (nato nel 1974)
- Leibold (anche F.E.Leyb.) – Friedrich Ernst Leibold (cognome anche scritto "Leybold") (1804–1864) (da non confondersi con il botanico Friedrich Leybold (1827–1879))
- Leichtlin - Maximilian Leichtlin (1831–1910)
- Leight. - William Allport Leighton (1805–1889)
- Leitg. - Hubert Leitgeb (1835–1888)
- Leitn. - Edward Frederick Leitner (1812–1838)
- Lej. - Alexandre Louis Simon Lejeune (1779–1858)
- Lellinger - David B. Lellinger (nato nel 1937)
- Lelong - Michel G. Lelong (nato nel 1932)
- Lem.  - (Antoine) Charles Lemaire (1801-1871)
- Lem.-Lis.  - Pierre Marie Parfait Lemaire-Lisancourt (1783-1841)
- Lemmerm. - Ernst Johann Lemmermann (1867–1915)
- Lemmon - John Gill Lemmon (1832-1908)
- Lemoine - Victor Lemoine (1823-1911)
- Lenorm. - Sébastien René Lenormand (1796–1871)
- León - Frère León (1871–1955)
- Leonard - Emery Clarence Leonard (1892–1968)
- Lepech. - Ivan Ivanovich Lepechin (1737–1802)
- Lepr. - François Mathias René Leprieur (1799–1869)
- Lepschi - Brendan John Lepschi (nato nel 1969)
- Leroy - Andre Leroy (1801–1875)
- Les - Donald H. Les (nato nel 1954)
- Lesch. - Jean Baptiste Leschenault de la Tour (1773-1826)
- Lesq. - Charles Léo Lesquereux (1806–1889)
- Less. - Christian Friedrich Lessing (1809-1862)
- Lév. - Joseph-Henri Léveillé (1796–1870)
- Levyns - Margaret Rutherford Bryan Levyns (1890–1975)
- Lewin - Ralph Arnold Lewin (1921–2008)
- Lewis - Meriwether Lewis (1774–1809)
- Lex. - Juan José Martinez de Lexarza (1785–1824)
- Leyb. - Friedrich Leybold (1827–1879) (da non confondersi con il botanico Friedrich Ernst Leibold (1804–1864), il cui cognome era talvolta scritto "Leybold")
- Leyss. - Friedrich Wilhelm von Leysser (1731–1815)
- L'Hér. - Charles Louis L'Héritier de Brutelle (1746–1800)
- Liais - Emmanuel Liais (1826–1900)
- Lib. - Marie-Anne Libert (1782–1865)
- Libosch. - Joseph Liboschitz (1783–1824)
- Licht. - Martin Lichtenstein (1780–1857)
- Lidén - Magnus Lidén (nato nel 1951)
- Liebl. - Franz Caspar Lieblein (1744–1810)
- Liebm. - Frederick Michael Liebmann (1813–1856)
- Lightf. - John Lightfoot FRS (1735–1788)
- Lilj. - Samuel Liljeblad (1761–1815)
- Lillo - Miguel Lillo (1862–1931)
- Limpr. - Karl Gustav Limpricht (1834–1902)
- Lincz. - Igor Alexandrovich Linczevski (1908–1997)
- Lind. - Carl Axel Magnus Lindman (1856-1928)
- Lindau - Gustav Lindau (1866–1923)
- Lindb. - Sextus Otto Lindberg (1835–1889)
- Linden - Jean Jules Linden (1817–1898)
- Lindenb. - Johann Bernhard Wilhelm Lindenberg (1781–1851)
- Lindl. - John Lindley (1799–1865)
- Lindm. - Carl Axel Magnus Lindman (1856–1928)
- Lindq. - Sven Bertil Gunvald Lindquist (1904–1963)
- Ling - Yong Yuan Ling
- Lingelsh. - Alexander von Lingelsheim (1874–1937)
- Link - Johann Heinrich Friedrich Link (1767–1851)
- Linsbauer - Karl Linsbauer (1872–1934)
- Linton - William James Linton (1812–1897)
- Liou - Tcheng Ngo Liou
- Lippold - Hans Lippold (1932– 1980)
- Lipsky - Vladimir Ippolitovich Lipsky (1863–1937)
- Litard. - René Verriet de Litardière (1888-1957)
- Little - Elbert Luther Little (1907–2004)
- Litv. - Dmitrij Ivanovitsch Litvinov (1854–1929)
- Livingst. - C. Livingstone (nato nel 1949)
- Llanos - Antonio Llanos (1806–1881)
- Lobel - Matthias de l'Obel (de Lobel) (o Matthaeus Lobelius) (1538–1616)
- Lodd. - Joachim Conrad Loddiges (1738–1826)
- Loefl. - Pehr Loefling (1729–1756)
- Loes. - Ludwig Eduard Loesener (1865–1941)
- Loeske - Leopold Loeske (1865–1935)
- Loisel. - Jean Louis Auguste Loiseleur-Deslongchamps (1774-1849)
- Lojac. - Michele Lojacono Pojero (1853-1919)
- Lombardi - Julio Antonio Lombardi (nato nel 1961)
- Longyear - Burton Orange Longyear (1868–1969)
- Lonitzer - Adam Lonicer (Lonitzer) (anche noto come Adamus Lonicerus) (1528–1586)
- Lönnrot - Elias Lönnrot (1802–1884)
- Loock - E.E.M. Loock
- Loosjes - Adriaan Loosjes (1761–1818)
- Lorch - Wilhelm Lorch (1867–1954)
- Lord - Ernest E. Lord (1899–1970)
- Lorentz - Paul Günther Lorentz (1835–1881)
- Loschnigg - Vilim Loschnigg (nato nel 1897)
- Losinsk. - A.S. Losina-Losinskaja (1903–1958)
- Lothian - Thomas Robert Noel Lothian (1915–2004)
- Lotsy - Johannes Paulus Lotsy (1867-1931)
- Lott - Henry J. Lott (fl. 1938)
- Loudon - John Claudius Loudon (1783 -1843)  (anche Loud.)
- Lounsb. - Alice Lounsberry (1872–1949)
- Lour. - João de Loureiro (1717-1791)
- Lourteig - Alicia Lourteig (1913–2003)
- Lowe - Richard Thomas. Lowe (1802–1874)
- Lowrie - Allen Lowrie (nato nel 1948)
- Lowry - Porter Prescott Lowry (nato nel 1956)
- Lozano - Gustavo Lozano-Contreras (1938–2000)
- Lucand - Jean Louis Lucand (1821–1896)
- Luces - Zoraida Luces de Febres (nata nel 1922)
- Ludlow - Frank Ludlow (1885–1972)
- Luer - Carlyle A. Luer (nato nel 1922)
- Luerss. - Christian Luerssen (1843-1916)
- Luetzelb. - Philipp von Luetzelburg (1880–1948)
- Lundell - Cyrus Longworth Lundell (1907–1994)
- Lundin - Roger Lundin (1955–2005)
- Lunell - Joël Lunell (1851–1920)
- Lush. - Alfred Wyndham Lushington (1860–1920)
- Lüth - Michael Lüth (fl. 2002)
- Lütjeh. - Wilhelm Jan Lütjeharms (1907–1983)
- Lutz - Berta Maria Júlia Lutz (1894–1976)
- Luxf. - George Luxford (1807–1854)
- Lý - Trân Ðinh Lý (nato nel 1939)
- Lyall - David Lyall (1817–1895)
- Lydgate - John Mortimer Lydgate (1854–1922)
- Lye - Kaare Arnstein Lye (nato nel 1940)
- Lyell - Charles Lyell (1767–1849)
- Lyons - Israel Lyons (1739–1775)

## M
- M.A.Baker - Marc A. Baker (nato nel 1952)
- M.A.Clem. - Mark Alwin Clements (nato nel 1949)
- M.A.Curtis - Moses Ashley Curtis (1808–1872)
- M.A.Diniz - Maria Adélia Diniz (nata nel 1941)
- M.A.Dix - Margaret A. Dix (fl. 2000)
- M.A.Fenton - Mildred Adams Fenton (1899–1995)
- M.A.Fisch. - Manfred A. Fischer (nato nel 1942)
- M.A.N.Müll. - Michiel Adriaan Niklaas Müller (1948–1997)
- M.A.Wall - M. A. Wall (fl. 2007)
- M.Allemão - Manoel Allemão (morto nel 1863)
- M.B.Schwarz - Marie Beatrice Schol-Schwarz (1898–1969)
- M.B.Scott - Munro Briggs Scott (1887–1917)
- M.B.Viswan. - M. B. Viswanathan (fl. 2000)
- M.Backlund - Maria Backlund (fl. 2007)
- M.Bieb. - Friedrich August Marschall von Bieberstein (1768–1826)
- M.Blackw. - Meredith Blackwell (nata nel 1940)
- M.Broun - Maurice Broun (1906—1979)[10]
- M.Bywater - Marie Bywater (nata nel 1951)
- M.C.Chang - Mei Chen Chang (nato nel 1933)
- M.C.E.Amaral - Maria do Carmo Estanislau do Amaral (fl. 1991)
- M.C.Ferguson - Margaret Clay Ferguson (1863–1951)
- M.C.Johnst. - Marshall Conring Johnston (nato nel 1930)
- M.C.Martínez - María Cristina Martínez (nata nel 1974)
- M.Caball. - Miguel Caballero Deloya (fl. 1969)
- M.Catal. - Marcello Catalano (nato nel 1975)
- M.Chandler - Marjorie Elizabeth Jane Chandler (1897–1983)
- M.D.Correa - Mireya D. Correa A. (nata nel 1940)
- M.D.Hend. - Mayda Doris Henderson (nata nel 1928)
- M.E.Jones - Marcus Eugene Jones (1852–1934)
- M.F.Bourdon - M. F. Bourdon (fl. 2004)
- M.F.Fay - Michael Francis Fay (nato nel 1960)
- M.Fleisch. - Max Fleischer (1861–1930)
- M.G.Brooks - Maurice Graham Brooks (1900–1993)
- M.G.Calder - Mary Gordon Calder (c. 1906–1992)
- M.G.Henry - Mary Gibson Henry (1884–1967)
- M.Gómez - Manuel Gómez de la Maya y Jiménez (1867–1916)
- M.H.Alford - Mac Haverson Alford (nato nel 1975)
- M.H.Wu - Ming Hsiang Wu (nato nel 1936)
- M.Hiroe - Minosuke Hiroe (1914–2000)
- M.Hopkins - Milton Hopkins (1906–1983)
- M.Hotta - Mitsuru Hotta (nato nel 1937)
- M.Howe - Marshall Avery Howe (1867–1936)
- M.J.Reed - Merton J. Reed (fl. 1939)
- M.J.Roe - Sister Margaret James Roe (fl. 1961)
- M.J.Wingf. - Michael John Wingfield (nato nel 1954)
- M.J.Wynne - Michael James Wynne (nato nel 1940)
- M.Jacobs - Marius Jacobs (1929–1983)
- M.Kato - Masahiro Kato (nato nel 1946)
- M.Knowles - Matilda Cullen Knowles (1864–1933)
- M.Kuhlm. - Moysés Kuhlmann (1906–1972)
- M.L.Bowerman - Mary Leolin Bowerman (1908–2005)
- M.L.Green - Mary Letitia Green (1886–1978)
- M.Lange - Knud Morten Lange (1919–2003) (figlio di Jakob Emanuel Lange)
- M.M.Mart.Ort. - María Montserrat Martínez Ortega (nata nel 1969)
- M.Martens - Martin Martens (1797–1863)
- M.N.Tamura - Minoru N. Tamura (fl. 1993)
- M.Nee - Michael Nee (nato nel 1947)
- M.O.Dillon - Michael O. Dillon (nato nel 1947)
- M.Peck - Morton Eaton Peck (1871–1959)
- M.Prins - Marie Prins (nata nel 1948)
- M.Proctor - Michael Charles Faraday Proctor (nato nel 1929)
- M.R.Davis - M. R. Davis (fl. 1969)
- M.R.Hend. - Murray Ross Henderson (1899–1982)
- M.R.Schomb. - Moritz Richard Schomburgk (1811–1891)
- M.Roem. - Max Joseph Roemer (1791–1849)
- M.Roscoe - Margaret Roscoe (c. 1786–1840)
- M.S.Baker - Milo Samuel Baker (1868–1961)
- M.S.Balakr. - Madura S. Balakrishnan (1917–1990)
- M.S.Young - Mary Sophie Young (1872–1919)
- M.Schultze - Maximilian Johann Siegmund Schultze (1825–1874)
- M.Serna - Marcela Serna (fl. 2009)
- M.Serres - Pierre Marcel Toussaint de Serres de Mesplès (1783–1862)
- M.Simmonds - Monique S.J. Simmonds (fl. 2003)
- M.Sousa - Mario Sousa (nato nel 1940)
- M.T.Lange - Morten Thomsen Lange (1824–1875)
- M.T.Martin - Margaret Trevena Martin (nata nel 1905)
- M.T.Strong - Mark Tuthill Strong (nato nel 1954)
- M.Vahl - Martin Vahl II (1869–1946) (da non confondersi con Vahl - Martin Vahl (1749–1804))
- M.W.Chase - Mark Wayne Chase (nato nel 1951)
- M.Walcott - Mary Morris Vaux Walcott (1860–1940)
- M.Wallis - M. Wallis (fl. 1866)
- M.Williams - Margot Williams (fl. 1984)
- M.Young - Maurice Young
- Ma - Yu-Chuan Ma (1916–2008)
- Maack - Richard Karlovich Maack (1825–1886)
- Maas - Paul Maas (nato nel 1939)
- Maas Geest. - Rudolph Arnold Maas Geesteranus (1911–2003)
- Mabb. - David Mabberley (nato nel 1948)
- Mabry - Tom J. Mabry (nato nel 1932)
- MacDan. - Laurence Howland MacDaniels (1888–1986)
- Macfarl. - John Muirhead Macfarlane (1855–1943)
- Machado - Othon Xavier de Brito Machado (1896–1951)
- Mack. - Kenneth Kent Mackenzie (1877–1934)
- Macklot - Heinrich Christian Macklot (1799–1832)
- Macloskie - George Macloskie (1834-1919)
- MacMill. - Conway MacMillan (1867–1929)
- Macoun - John Macoun (1831–1920)
- MacOwan - Peter MacOwan (1830–1909)
- Macquart - Pierre Justin Marie Macquart (1778-1855)
- Madani - Leopold Madani (fl. 1993)
- Madenis - Claude Benoit Madenis (1798–1863)
- Madhus. - P. V. Madhusoodanam (nato nel 1950)
- Madison - Michael T. Madison (nato nel 1948)
- Mädler - Karl Mädler (1902–2003)[11]
- Madore - Lois Kay Madore (nata nel 1948)
- Madrigal - Xavier Madrigal-Sanchez nato nel 1935)
- Madriñán - Santiago Madriñán (nato nel 1964)
- Madsen - Jens E. Madsen (fl. 1989)
- Mägd. - Karl Mägdefrau (1907–1999)
- Magill - Robert Earle Magill (nato nel 1947)
- Magnin - Antoine Magnin (1848–1926)
- Magnol - Pierre Magnol (1638–1715)
- Magnus - Paul Wilhelm Magnus (1844–1914)
- Maguire - Bassett Maguire (1904–1991)
- Mai - Dieter Hans Mai (1934–2013)
- Maiden - Joseph Maiden (1859–1925)
- Maille - Alphonse Maille (1813–1865)
- Maingay - Alexander Carroll Maingay (1836–1869)
- Maire - René Charles Joseph Ernest Maire (1878–1949)
- Maitul. - Yulia Konstantinovna Maitulina (nata nel 1954)
- Makino - Tomitaro Makino (1862–1957)
- Malaisse - François Malaisse (nato nel 1934)
- Malbr. - Alexandre François Malbranche (1818–1888)
- Malm - Jacob von Malm (nato nel 1901)
- Malme - Gustaf Oskar Andersson Malme (1864–1937)
- Malmgren - Anders Johan Malmgren (1834–1897)
- Mandon - Gilbert (Gustav) Mandon (1799–1866)
- Manik. - U. Manikandan (fl. 2001)
- Manilal - Kattungal Subramaniam Manilal (nato nel 1938)
- Mansf. - Rudolf Mansfeld (1901–1960)
- Manton - Irene Manton (1904–1988)
- Mappus - Marcus Mappus (1666–1736)
- Marais - Wessel Marais (1929–2013)
- Maranta - Bartolomeo Maranta (noto anche come Bartholomaeus Marantha) (1500-1571)
- Maratti  - Giovanni Francesco Maratti  (1723-1777)
- Marc.-Berti - Luis Marcano-Berti (nato nel 1940)
- Marcgr. - Georg Marcgrave (Marcgraf, Markgraf) (1610–1644)
- Marchal - Élie Marchal (1839–1923)
- Marchand - Nestor Léon Marchand (1833–1911)
- Marchesi - Eduardo Marchesi (nato nel 1943)
- Marchoux - Émile Marchoux (1862–1943)
- Marcks - Brian Marcks (fl. 1974)
- Marcy - Randolph Barnes Marcy
- Marg. - Hanna Bogna Margońska (nata nel 1968)
- Margulis - Lynn Margulis (1938–2011)
- Maries - Charles Maries
- Marion - Antoine-Fortuné Marion (1846–1900)
- Markgr. - Friedrich Markgraf (1897–1987)
- Markgr.-Dann. - Ingeborg Markgraf-Dannenberg (1911–1996)
- Markham - Clements Robert Markham (1830–1916)
- Marloth - Hermann Wilhelm Rudolf Marloth (1855–1931)
- Marnock - Robert Marnock (1800–1889)
- Marquand - Ernest David Marquand (1848–1918)
- Marquis - Alexandre Louis Marquis (1777–1828)
- Marrero Rodr. - Águedo Marrero Rodriguez (fl. 1988)
- Marriott - Neil Marriott (nato nel 1960)
- Marroq. - Jorge S. Marroquín (nato nel 1935)
- Marsh - Charles Dwight Marsh (1855–1932)
- Marshall - Humphry Marshall (1722–1801)
- Mart. - Carl Friedrich Philipp von Martius (1794–1868)
- Mart.-Azorín - Mario Martínez-Azorín (nato nel 1979)
- Mart.Crov. - Raúl Martínez Crovetto (1921–1988)
- Mart.Flores - Fernando Martínez Flores (nato nel 1979)
- Mart.-Laborde - Juan Batista Martínez-Laborde (nato nel 1955)
- Mart.Mart. - M. Martínez Martínez (1907–1936)
- Mart.Parras - José María Martinez Parras (nato nel 1953)
- Mart.Schmid - Martin Schmid (1969–2002)
- Martelli - Ugolino Martelli (1860–1934)
- Mårtensson - Olle Mårtensson (1915–1995)
- Martín Bol. - Manuel Martín Bolaños (1897–c.1970)
- Martín-Bravo - Santiago Martín-Bravo (nato nel 1980)
- Martinelli - Gustavo Martinelli (nato nel 1954)
- Martinet - Jean Baptiste Henri Martinet (nato nel 1840)
- Martínez - Maximino Martínez (1888–1964)
- Martini - Alessandro Martini (nato nel 1934)
- Martinoli - Giuseppe Martinoli (1911–1970)
- Martinov - Ivan Ivanovič Martinov (1771-1833)
- Martinovský - Jan Otakar Martinovský (1903–1980)
- Martins - Charles Frédéric Martins (1806-1889)
- Martrin-Donos - Julien Victor de Martrin-Donos (1800–1870)
- Martyn - Thomas M. Martyn (1736–1825)
- Masam. - Genkei Masamune (1899–1993)
- Massart - Jean Massart (1865–1925)
- Massee - George Edward Massee (1845–1917)
- Masson - Francis Masson (1741–1805)
- Mast. - Maxwell Tylden Masters (1833–1907)
- Mateo - Gonzalo Mateo (nato nel 1953)
- Mathias - Mildred Esther Mathias (1906–1995)
- Mathieu - Charles Marie Joseph Mathieu (1791–1873)
- Matr. - Alphonse Louis Paul Matruchot (1863–1921)
- Matsum. - Jinzō Matsumura (1856–1928)
- Matt. - Heinrich von Mattuschka (1734–1779)
- Mattei - Giovanni Ettore Mattei (1865–1943)
- Matteri - Celina Maria Matteri (1943–2004)
- Mattf. - Johannes Mattfeld (1895–1951)
- Matthäs - Ursula Matthäs (nata nel 1949)
- Matthei - Oscar R. Matthei (nato nel 1935)
- Matthew - George Frederick Matthew (1837–1923)
- Matthews - Henry John Matthews (1859–1909)
- Matthiesen - Franz Matthiesen (1878–1914)
- Mattick - Wilhelm Fritz Mattick (1901–1984)
- Mattioli - Pietro (Pier) Andrea Gregorio Mattioli (Matthiolus) (1501–1577)
- Mattir. - Oreste Mattirolo (1856–1947)
- Mattos - Joáo Rodrigues de Mattos (nato nel 1926)
- Mattox - Karl R. Mattox (nato nel 1936)
- Matuda - Eizi Matuda (1894–1978)
- Maund - Benjamin Maund (1790–1863)
- Maurizio - Adam M. Maurizio (1862–1941)
- Maxim. - Karl Maksimovič (1827–1891)
- Maxon - William Ralph Maxon (1877–1948)
- Maxwell - T.C.Maxwell (1822–1908)
- Mayr - Heinrich Mayr
- Mazzola - Pietro Mazzola (1945 –)
- Mazzuc. - Giovanni Mazzucato (1787-1814)
- McAll. - Hugh A. McAllister (fl. 1993)
- McClell. - John McClelland (1805–1883)
- McClure - Floyd Alonzo McClure (1897–1970)
- McCord - David Ross McCord (1844–1930)
- McCormick - Robert McCormick (1800–1890)
- McCoy - Frederick McCoy (1817–1899)
- McDonald - William H. McDonald (1837–1902)
- McGill. - Donald McGillivray (1935–2012)
- McGregor - Ronald Leighton McGregor (1919–2012)[12]
- McIlv. - Charles McIlvaine (1840–1909)
- McKinney - Harold Hall McKinney (1889–1976)[13]
- McLennan - Ethel Irene McLennan (1891–1983)
- McMillan - A.J.S. McMillan (fl. 1990)
- McNeill - John McNeill (nato nel 1933)
- McVaugh - Rogers McVaugh (1909–2009)
- Mears  – James Austin Mears (nato nel 1944)
- Medik. - Friedrich Kasimir Medikus (1736-1808)
- Medlicott - Henry Benedict Medlicott (1829–1905)
- Medw. - Jakob Sergejevitch Medwedew
- Meehan - Thomas Meehan (1826–1901)
- Meenks - Jan L. D. Meenks (fl. 1985)
- Meerb. - Nicolaas Meerburgh (1734–1814)
- Meerow - Alan W. Meerow (nato nel 1952)
- Meier - Fred Campbell Meier (1893–1938)
- Meigen - Johann Wilhelm Meigen (1764–1845)
- Meijden - Ruud van der Meijden (1945–2007)
- Meijer - Willem Meijer (1923–2003)
- Meikle - Robert Desmond Meikle (nato nel 1923)
- Meinecke - Johann Ludwig Georg Meinecke (1721–1823)
- Meins - Claus Meins (1806–1873)
- Meinsh. - Karl Friedrich Meinshausen (1819–1899)
- Meisel - Max Meisel (1892–1969)
- Meisn. - Carl Meissner (1800-1874)
- Melch. - Hans Melchior (1894–1984)
- Melikyan - Aleksander Pavlovich Melikyan (1935–2008)
- Melvill - James Cosmo Mevill (1845–1929)
- Melville - Ronald Melville (1903–1985)
- Melvin - Lionel Melvin (fl. 1956)
- Mend.-Heuer - Ilse R. Mendoza-Heuer (nato nel 1919)
- Mendel - Gregor Mendel (1822–1884)
- Mendonça - Francisco de Ascencão Mendonça (1889–1982)
- Menezes - Carlos Azevedo de Menezes (1863–1928)
- Menge - Franz Anton Menge (1808–1880)
- Menitsky - Ju. L. Menitsky
- Mennega - Alberta Maria Wilhelmina Mennega (nata nel 1912)
- Mentz - August Mentz (1867–1944)
- Menyh. - László Menyhárth (1849–1897)
- Menzel - Paul Julius Menzel (1864–1927)
- Menzies - Archibald Menzies (1754–1842)
- Mérat - François Victor Mérat de Vaumartoise (1780–1851)
- Mereschk. - Konstantin Merezhkovsky (1855–1921)
- Merr. - Elmer Drew Merrill (1876–1956)
- Merrem - Blasius Merrem (1761–1824)
- Merriam - Clinton Hart Merriam (1855–1942)
- Mert. - Franz Karl Mertens (1764-1831)
- Merxm. - Hermann Merxmüller (1920–1988)
- Mesnil - Félix Étienne Pierre Mesnil (1868–1938)
- Mett. - Georg Heinrich Mettenius (1823–1866)
- Metzg. - Johann Metzger (1771–1844)
- Mey.-Berth. - Brigitte Meyer-Berthaud (fl. 2001)
- Meyen - Franz Meyen (1804–1840)
- Meyl. - Charles Meylan (1868–1941)
- Mez - Carl Christian Mez (1866 - 1944)
- Micevski - Kiril Micevski (1926–2002)
- Mich.Möller - Michael Möller (fl. 2009)
- Michaelis - Peter Michaelis (1900–1975)
- Micheli - Marc Micheli (1844–1902)
- Michelis - Friedrich Bernhard (Bernard) Ferdinand Michelis (1815–1886)
- Michon - Jean-Hippolyte Michon (1806–1881)
- Michx. - André Michaux (1746–1803)
- Middend. - Alexander von Middendorff (1815–1894)
- Middled. - Harry Middleditch (nato nel 1927)
- Miehe - Hugo Miehe (1875–1932)
- Miers - John Miers (1789–1879)
- Mig. - Emil Friedrich August Walter (Walther) Migula (1863–1938)
- Migo - Hisao Migo (nato nel in 1900)
- Mik - Josef (Joseph) Mik (1839–1900)
- Mikl.-Maclay - Nikolaj Nikolajewitsch Miklouho-Maclay (1846–1888)
- Mildbr. - Johannes Mildbraed (1879-1954)
- Milde - Carl August Julius Milde (1824–1871)
- Mill - Philip Miller (1691–1771)
- Millais - John Guille Millais (1865–1931)
- Millardet - Pierre-Marie-Alexis Millardet (1838–1902)
- Millsp. - Charles Frederick Millspaugh (1854–1923)
- Milne - Colin Milne (1743–1815)
- Milne-Edw. - Alphonse Milne-Edwards (1835–1900)
- Milne-Redh. - Edgar Wolston Bertram Handsley Milne-Redhead (1906–1996)
- Minà-Pal. - Francesco Minà Palumbo (1814-1899)
- Miq. - Friedrich Anton Wilhelm Miquel (1811–1871)
- Miranda - Faustino Miranda (1905–1964)
- Mirb. - Charles François Brisseau de Mirbel (1776-1854)

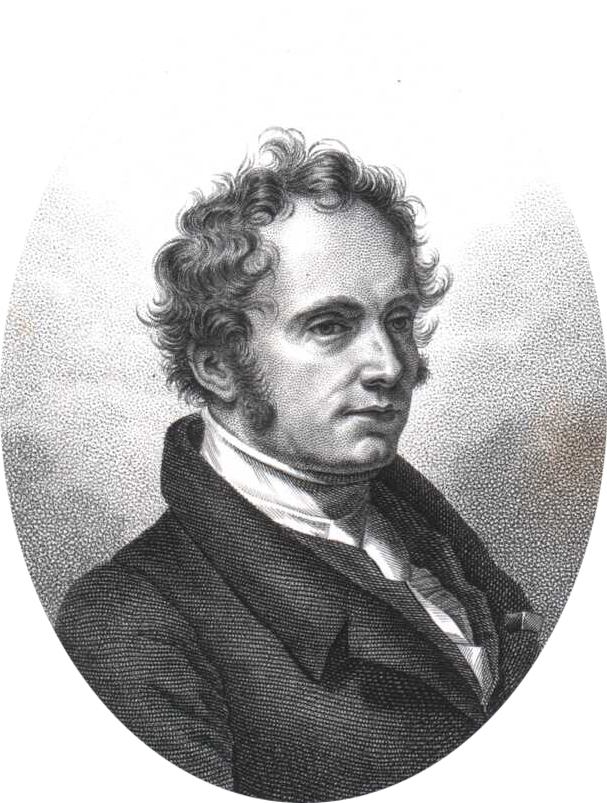
Charles François Brisseau de Mirbel

- Mirzoeva - Nina Vasilevna Mirzoeva (nata nel 1908)
- Mitch. - John Mitchell (1711–1768)
- Mitford - Algernon Freeman-Mitford, I barone Redesdale (1837–1916)
- Mitt. - William Mitten (1819–1906)
- Miyabe - Kingo Miyabe
- Miyake - Kiichi Miyake (1876–1964)
- Mizg. - Olga F. Mizgireva (nata nel 1908)
- Mizut. - Masami Mizutani (nato nel 1930)
- Moc. - José Mariano Mociño (1757–1820)
- Moench - Konrad Moench (1744–1805)
- Moestrup - Øjvind Moestrup (nato nel 1941)
- Moffett - Rodney Oliver Moffett (nato nel 1937)
- Mogea - J. P. Mogea (nato nel 1947)
- Mogensen - Gert Steen Mogensen (nato nel 1944)
- Moggr. - John Traherne Moggridge (1842–1874)
- Mohl - Hugo von Mohl (1805–1872)
- Mohlenbr. - Robert H. Mohlenbrock (nato nel 1931)
- Möhring - Paul Möhring (1710–1792)
- Molau - Ulf Molau (nato nel 1949)
- Moldenh. - Johann Jacob Paul Moldenhawer (1766–1827)
- Moldenke - Harold Norman Moldenke (nato nel 1909)
- Molina - Juan Ignacio Molina (1737–1829)
- Molyneux - William Mitchell Molyneux (nato nel 1935)
- Momiy. - Yasuichi Momiyama (1904– 2000)
- Mönk. - Wilhelm Mönkemeyer (1862–1938)
- Monnard - Jean Pierre Monnard (nato nel 1791)
- Mont. - Jean Pierre François Camille Montagne (1784–1866)
- Montemart. - Luigi Montemartini (1869-1952)
- Montgom. - Frederick Howard Montgomery (1902– 1978)
- Montin - Lars Jonasson Montin (1723–1785)
- Montrouz. - Jean Xavier Hyacinthe Montrouzier (1820–1897)
- Moon - Alexander Moon (morto nel 1825)
- Moore - David Moore (1808–1879)
- Moq. - Alfred Moquin-Tandon (1804-1863)
- Moran - Reid Venable Moran (1916–2010)
- Morat - Philippe Morat (nato nel 1937)
- More - Alexander Goodman More (1830–1895)
- Morelet - Pierre Marie Arthur Morelet
- Moretti - Giuseppe Moretti (1782–1853)
- Morgan - Andrew Price Morgan (1836–1907)
- Moric. - Stefano Moricand  (1789–1853) (anche noto come Moïse Étienne Moricand[14][15][16])
- Morici - Carlo Morici (nato nel 1974)
- Morillo - Gilberto N. Morillo (nato nel 1944)
- Moris - Giuseppe Giacinto Moris (1796-1869)
- Morison - Robert Morison (1620–1683)
- Moritzi - Alexander Moritzi (1806 o 1807–1850)
- Morley - Thomas Morley (1917–2002)
- Morong - Thomas Morong (1827–1894)
- Morrison - Alexander Morrison (1849–1913)
- Morrone - Osvaldo Morrone (1957–2011)
- Morton - Julius Sterling Morton (1832–1902)
- Moss - Charles Edward Moss (1870–1930)
- Mottet - Séraphin Joseph Mottet (1861–1930)
- Motyka - Józef Motyka (1900–1984)
- Moug. - Jean-Baptiste Mougeot (1776–1858)
- Mouill. - Pierre Mouillefert (1845– 1903)
- Mouterde - Paul Mouterde (1892–1972)
- Mudd - William Mudd (1830–1879)
- Muehlenbeck - Heinrich Gustav Muehlenbeck (1798–1845)
- Muehlenpf. - Philipp August Friedrich Mühlenpfordt (1803 – 1891)
- Muhl. - Henry Ernest Muhlenberg (1753–1815)
- Müll.Arg. - Johannes Müller Argoviensis (1828-1896)
- Müll.Hal. - Johann Karl (Carl) August (Friedrich Wilhelm) Müller (1818–1899)
- Müll.-Thurg. - Hermann Müller (1850–1927)
- Münchh. - Otto von Münchhausen (1716–1774)
- Mund - Johannes Ludwig Leopold Mund (1791–1831)
- Munn - Mancel Thornton Munn (1887–1956)
- Muñoz - Carlos Muñoz Pizarro (1913–1976)
- Munz - Philip Alexander Munz (1892–1974)
- Murb. - Svante Samuel Murbeck (1859–1946)
- Murch. - Roderick Impey Murchison (1792–1871)
- Murdock - Andrew G. Murdock (fl. 2008)
- Murr - Josef Murr (1864–1932)
- Murray - Johann Andreas Murray (1740–1791)
- Murrill - William Alphonso Murrill (1869-1957)
- Muschl. - Reinhold Conrad Muschler (1882–1957)
- Mutis - José Celestino Mutis (1732-1808)

## N
- N.A.Br. – Nellie Adalesa Brown (1876–1956)
- N.A.Wakef. – Norman Arthur Wakefield (1918–1972)
- N.B.Ward – Nathaniel Bagshaw Ward (1791–1868)
- N.Balach. – Natesan Balachandran (nato nel 1965)
- N.Busch – Nicolaĭ Adolfowitsch Busch (1869–1941)
- N.C.Hend. – Norlan C. Henderson (nato nel 1915)
- N.C.W.Beadle – Noel Charles William Beadle (1914–1998)
- N.E.Br. – Nicholas Edward Brown (1849–1934)
- N.E.Gray – Netta Elizabeth Gray (1913–1970)
- N.E.Hansen – Niels Ebbesen Hansen (1866–1950)
- N.F.Hend. – Nellie Frater Henderson (1885–1952)
- N.F.Mattos – Nilza Fischer de Mattos (nato nel 1931)
- N.F.Robertson – Noel Farnie Robertson (1923-1999)[17]
- N.G.Marchant – Neville Graeme Marchant (nato nel 1939)
- N.H.F.Desp. – Narcisse Henri François Desportes (1776–1856)
- N.H.Holmgren – Noel Herman Holmgren (nato nel 1937)
- N.Jacobsen – Niels Henning Günther Jacobsen (nato nel 1941)
- N.Jardine – Nick Jardine (nato nel 1943)
- N.L.Alcock – Nora Lilian Alcock (circa 1875–1972)
- N.P.Balakr. – Nambiyath Puthansurayil Balakrishnan (nato nel 1935)
- N.P.Barker - Nigel P. Barker
- N.P.Pratov – N. P. Pratov (nato nel 1934)
- N.P.Taylor – Nigel Paul Taylor (nato nel 1956)
- N.Pfeiff. – Norma Etta Pfeiffer (nato nel 1889)
- N.Ramesh – N. Ramesh (fl. 2000)
- N.Robson – Norman Keith Bonner Robson (nato nel 1928)
- N.Rosén (anche Rosenstein) – Nils Rosén von Rosenstein (1706–1773)
- N.Roux – Nisius Roux (1854–1923)
- N.S.Golubk. – Nina Golubkova (1932–2009)
- N.S.Pavlova. – N. S. Pavlova (nata nel 1938)
- N.T.Burb. – Nancy Tyson Burbidge (1912–1977)
- N.T.Sauss. – Nicolas-Théodore de Saussure (1767–1845)
- N.Taylor – Norman Taylor (1883–1967)
- N.Terracc. – Nicola Terracciano (1837–1921)
- N.W.Simmonds – Norman Willison Simmonds (nato nel 1922)
- Naczi – Robert Francis Cox Naczi (nato nel 1963)
- Nadeaud – Jean Nadeaud (1834–1898)
- Nadson – Georgii Adamovich Nadson (1867–1939)
- Nägeli - Karl Wilhelm von Nägeli (1817–1891)
- Nakai - Takenoshin Nakai (1882–1952)
- Nash - George Valentine Nash (1864–1921)
- Nasution – Rusdy E. Nasution (fl. 1977)
- Naudin - Charles Victor Naudin (1815-1899)
- Navashin – Sergei Gavrilovich Navashin (1857–1930)
- Náves – Andrés Náves (1839–1910)
- Neck. – Noel Martin Joseph de Necker (1730–1793)
- Née - Luis Née (fl. 1734–1801)
- Nees - Christian Gottfried Daniel Nees von Esenbeck (1776-1858)

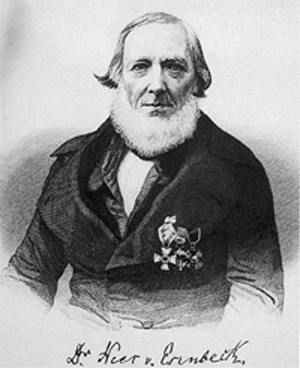
Christian Gottfried Daniel Nees von Esenbeck

- Neger - Franz Wilhelm Neger (1868–1923)
- Nehrl. – Henry Nehrling (1853–1929)
- Neill – Patrick Neill (1776–1851)
- Neilr. – August Neilreich (1803–1871)
- Nel – Gert Cornelius Nel (1885–1950)
- Nelmes – Ernest Nelmes (1895–1959)
- Nelson – David Nelson (circa 1740–1789)
- Nerz – Joachim Nerz (fl. 1994)
- Ness – Helge Ness (1861–1928)
- Nestl. – Chrétien Géofroy Nestler (1778–1832)
- Neubert – Wilhelm Neubert (1808–1905)
- Neveu-Lem. – Maurice Neveu-Lemaire (1872–1951)
- Nevski – Sergei Arsenjevic Nevski (1908–1938)
- Newb. - John Strong Newberry (1822–1892)
- Newc. – Frederick Charles Newcombe (1858–1927)
- Newman – Edward Newman (1801–1876)
- Newton – Isaac Newton (1840–1906)
- Ng – Francis S.P. Ng (nato nel 1940)
- Ngamr. – Chatchai Ngamriabsakul (fl. 2000)
- Nichols – George Elwood Nichols (1882–1939)
- Nickrent – Daniel L. Nickrent (nato nel 1956)
- Nicolai – Ernst August Nicolai (1800–1874)
- Nicolson – Dan Henry Nicolson (nato nel 1933)
- Nied. – Franz Josef Niedenzu (1857–1937)
- Nielsen – Peter Nielsen (1829–1897)
- Nieuwl. – Julius Aloysius Arthur Nieuwland (1878–1936)
- Nikitin – Sergei Nikolaevic Nikitin (1850–1909)
- Nir - Mark Anthony Nir (nato nel 1935)
- Nitschke – Theodor Rudolph Joseph Nitschke (1834–1883)
- Nixon - Kevin Clark Nixon
- Nob.Tanaka – Nobuyuki Tanaka (fl. 2000)
- Noë - Friedrich Wilhelm Noë (1798-1858)
- Noegg. – Johann Jakob Nöggerath (Jacob Noeggerath) (1788–1877)
- Noerdl. (anche Nördl.) – Hermann Noerdlinger (1818–1897)
- Noltie – Henry John Noltie (nato nel 1957)
- Noot. – Hans Peter Nooteboom (nato nel 1934)
- Nordal (anche I.Bjørnstadt) – Inger Nordal (nato nel 1944)
- Nordensk. – Nils Adolph Erik (von) Nordenskiöld (1832–1901)
- Nördl. (anche Noerdl.) – Herman von Nördlinger (1818–1897)
- Nordm. - Alexander von Nordmann (1803–1866)
- Norl. - Nils Tycho Norlindh  (1906-1995)
- Noronha – Francisco Noronha (1748–1788)
- Northr. – Alice Belle (Rich) Northrop (1864–1922)
- Norton – John Bitting Smith Norton (1872–1966)
- Nothdurft – Heinrich Wilhelm Christian Nothdurft (nato nel 1921)
- Nutt. - Thomas Nuttall (1786–1859)
- Nyár. – Erasmus Julius Nyárády (1881–1966)
- Nygaard – Gunnar Nygaard (1903–2002)
- Nyholm – Elsa Cecilia Nyholm (1911–2002)
- Nyl. – (Wilhelm) William Nylander (1822–1899)
- Nyman - Carl Fredrik Nyman (1820–1893)

## O
- O.B.Davies - Olive Blanche Davies (1884–1976)
- O.Berg - Otto Karl Berg (1815–1866)
- O.Bolòs - Oriol de Bolòs (1924–2007)
- O.C.Schmidt - Otto Christian Schmidt (1900–1951)
- O.Cohen - Ofer Cohen (fl. 1995)
- O.Danesh - Othmar Danesh (1919 - )
- O.Deg. - Otto Degener (1899–1988)
- O.E. & E.F.Warb. - Oscar Emanuel Warburg e Edmund Frederic Warburg
- O.E.Schulz - Otto Eugen Schulz (1874–1936)
- O.F.Cook - Orator F. Cook (1867–1949)
- O.F.Müll. - Otto Friedrich Müller (1730–1784)
- O.Fedtsch. - Ol'ga Aleksandrovna Fedčenko (1845–1921)
- O.Hoffm. - Karl August Otto Hoffmann (1853–1909)
- O.Huber - Otto Huber (nato nel 1944)
- O.J.Rich. - Olivier Jules Richard (1836–1896)
- O.K.Mill. - Orson Knapp Miller, Jr. (1930–2006)
- O.Lang -Otto Friedrich Lang (1817-1847)
- O.Schmidt - Oswald Schmidt
- O.Schneid. - Oskar Schneider (1841–1903)
- O.Schwarz - Otto Karl Anton Schwarz
- O.Yano - Olga Yano (nata nel 1946)
- O.Zacharias - Emil Otto Zacharias (1846–1916)
- Oakes - William Oakes (1799–1848)
- Ob.-Brink, Oberste-Brink - Karl Oberste-Brink (1885–1966)
- Obel - Mathias de l'Obel
- Oberd. - Erich Oberdorfer (1905–2002)
- Oberm. - Anna Amelia Obermeyer (1907–2001)
- Oberpr. - Christoph Oberprieler  (nato nel 1964)
- Oberw. - Franz Oberwinkler (nato nel 1939)
- Oborny - Adolf Oborny (1840–1924)
- Ocakv. - Hayrettin Ocakverdi (fl. 1984)
- Ochoa - Carlos Manuel Ochoa (1920-2008)
- Ochse - Jacob Jonas Ochse (1891–1970)
- Ochyra - Ryszard Ochyra (nato nel 1949)
- O'Donell - Carlos Alberto O'Donell (1912–1954)
- Oeder - Georg Christian Oeder (1728–1791)
- Oefelein - Hans Oefelein (1905–1970)
- Oehlkers - Friedrich Oehlkers (1890–1971)
- Oehme - Hanns Oehme (1899–1944)
- Oerst. - Anders Sandoe Oersted (Anders Sandøe Ørsted) (1816-1872)
- Ohlend. - Johann Heinrich Ohlendorff (1788–1857)
- Ohwi - Jisaburo Ohwi (1905–1977)
- Okamura - Kintaro Okamura (1867–1935)
- O'Kane - Steve Lawrence O'Kane (nato nel 1956)
- Oken - Lorenz Oken (1779–1851)
- Oldenl. - Henrik Bernard Oldenland (c. 1663–1699)
- Oldham - Thomas Oldham (1816–1878)
- Oliv. - Daniel Oliver (1830–1916)
- Olive - Edgar William Olive (1870–1971)
- Olivi - Giuseppe Olivi
- Olivier - Guillaume-Antoine Olivier (1756-1814)
- Olney - Stephen Thayer Olney (1812–1878)
- Oltm. - Friedrich Oltmanns (1860–1945)
- Omino - Elizabeth Omino (nata nel 1962)
- Onions - Agnes H. S. Onions (fl. 1966)
- Ooststr. - Simon Jan van Ooststroom (1906–1982)
- Opat. - Wilhelm Opatowski (1810–1838)
- Opiz - Philipp Maximilian Opiz
- Oppenh. - Heinz Reinhard Oppenheimer (1899–1971)
- Orange - Alan Orange (nato nel 1955)
- Orb. - Charles Henry Dessalines d'Orbigny (1806–1876)
- Orchard - Anthony Edward Orchard (nato nel 1946)
- Orcutt - Charles Russell Orcutt (1864–1929)
- Ormerod - Paul Abel Ormerod (nato nel 1969)
- Ornduff - Robert Ornduff (1932-2000)
- Orph. - Theodoros Georgios Orphanides
- Orr - Matthew Young Orr (1883-1953)
- Orsi - María Cristina Orsi (anche: Maria) (nata nel 1947)
- Ortega - Casimiro Gómez Ortega (1740–1818)
- Ortgies - Karl Eduard Ortgies (1829–1916)
- Ortmann - Anton Ortmann (1801–1861)
- Osbeck - Pehr Osbeck (1723–1805)
- Osborn - Arthur Osborn (1878–1964)
- Oshio - Masayoshi Oshio (nato nel 1937)
- Oshite - Kei Oshite (nato nel 1919)
- Osipian - Lia Levonevna Osipian (nata nel 1930)
- Ósk. - Ingimar Óskarsson (1892–1981)
- Osner - George Adin Osner (nato nel 1888)
- Osorio - Hector S. Osorio (nato nel 1928)
- Ospina - Hernandez Mariano Ospina (nato nel 1934)
- Ossa - José Antonio de la Ossa (morto nel 1829)
- Osswald - Louis Osswald (1854–1918)
- Ossyczn. - V. V. Ossycznjuk (nato nel 1918)
- Ostapko - V. M. Ostapko (nato nel 1950)
- Osten - Cornelius Osten (1863–1936)
- Ostenf. - Carl Hansen Ostenfeld (1873–1931)
- Osterh. - George Everett Osterhout (1858–1937)
- Osterm. - Franz Ostermeyer (morto nel 1921)
- Osterw. - Adolph Osterwalder (1872–1948)
- Osterwald - Karl Osterwald (1853–1923)
- Östman - Magnus Östman (1852–1927)
- Ostolaza - Carlos Ostolaza (nato nel 1936)
- Østrup - Ernst Vilhelm Østrup (1845–1917)
- Osvač. - Vera Osvačilová (nata nel 1924)
- Oterdoom - Herman John Oterdoom (1994)
- Otth - Carl Adolf Otth (1803–1839)
- Otto - Christoph Friedrich Otto (1783-1856)
- Ottol. - Kornelius Johannes Willem Ottolander (1822–1887)
- Oudejans - Robertus Cornelis Hilarius Maria Oudejans (nato nel 1943)
- Oudem. - Cornelius Anton Jan Abraham Oudemans (1825–1906)
- Oudney - Walter Oudney (1790–1824)
- Ouédr. - Amadé Ouédraogo (nato nel 1973)
- Ovcz. - Pavel Nikolaevich Ovczinnikov (1903–1979)
- Ovczinnikova - Swetlana Wassiljewna Owtschinnikowa (anche: Svetlana V. Ovczinnikova, S.V. Ovczinnikova) (fl. 1994)
- Overeem - Casper van Overeem (de Haas) (1893–1927)
- Overh. - Lee Oras Overholts (1890–1946)
- Owen - Maria Louisa Owen (1825–1913)
- Oxley - Frederick Oxley

## P
- P.A.Cox - Paul Alan Cox (nato nel 1953)
- P.A.Dang. - Pierre Augustin Dangeard (1862–1947)
- P.Allorge - Pierre Allorge (1891–1944)
- P.B.Adams - P. B. Adams (fl. 1978)
- P.Beauv. - Ambroise Marie François Joseph Palisot de Beauvois (1752-1820)
- P.Browne - Patrick Browne (1720–1790)
- P.C.Boyce - Peter Charles Boyce (nato nel 1964)
- P.C.de Jong - P.C. de Jong (fl. 1976)
- P.C.Kanjilal - Praphulla Chandra Kanjilal (1886–1972)
- P.C.Pant - P. C. Pant (nato nel 1936)
- P.C.Tam - Pui Cheung Tam
- P.Chai - Paul P. K. Chai (fl. 1996)
- P.Cruchet - Paul Cruchet (1875–1964)
- P.D.Orton - Peter Darbishire Orton (1916–2005)
- P.Daniel - Pitchai Daniel (nato nel 1943)
- P.de la Varde - Robert André Léopold Potier de la Varde (1878–1961)
- P.Delforge - Pierre Delforge (nato nel 1945)
- P.E.Barnes - P.E. Barnes (fl. 1931)
- P.E.Berry - Paul Edward Berry (nato nel 1952)
- P.F.Stevens - Peter F. Stevens (nato nel 1944)
- P.Fourn. - Paul Victor Fournier (1877–1964)
- P.Geissler - Patricia Geissler (1947–2000)
- P.H.Allen - Paul H. Allen (1911–1963)
- P.H.Davis - Peter Hadland Davis (1918–1992)
- P.H.Hô - Pham-Hoàng Hô (nato nel 1931)
- P.H.Raven - Peter Hamilton Raven (nato nel 1936)
- P.H.Weston - Peter Henry Weston (nato nel 1956)
- P.Hein - Peter Hein (nato nel 1962)
- P.I.Forst. - Paul Irwin Forster (nato nel 1961)
- P.I.Mao - Pin I Mao (nato nel 1925)
- P.J.Adey - Patricia J. Adey (nata nel 1936)
- P.J.Bergius - Peter Jonas Bergius (1730–1790)
- P.J.Braun - Pierre Josef Braun (nato nel 1959)
- P.J.Cribb - Phillip James Cribb (nato nel 1946)
- P.J.L.Dang. - Pierre Jean Louis Dangeard (1895–1970)
- P.J.Müll. - Philipp Jakob Müller (1832–1889)
- P.K.Endress - Peter Karl Endress (nato nel 1942)
- P.K.Holmgren - Patricia Kern Holmgren (nata nel 1940)
- P.K.Hsiao - Pei Ken Hsiao (nato nel 1931)
- P.Karst. - Petter Adolf Karsten (1834–1917)
- P.Kumm. - Paul Kummer (1834-1912)
- P.M. Kirk - Paul Michael Kirk (1952- )
- P.MacGill. - Paul Howard MacGillivray (1834–1895)
- P.Marino - Pasquale Marino (1971 –)
- P.Martin - Paul Martin (1923–1982)
- P.Micheli - Pier Antonio Micheli (1679-1737)
- P.Monts. - Pedro Montserrat Recoder
- P.Parm. - Paul Évariste Parmentier (1860–1941)
- P.Petit - Paul Charles Mirbel Petit (1834–1913)
- P.R.O.Bally - Peter René Oscar Bally (1895–1980)
- P.Ramesh - Polluri Ramesh (fl. 1997)
- P.Royen - Pieter van Royen (1923-2002)
- P.S.Ashton - Peter Shaw Ashton (nato nel 1934)
- P.S.Green - Peter Shaw Green (1920–2009)
- P.S.Liu - Pei Song Liu (fl. 1984)
- P.S.Soltis - Pamela S. Soltis (fl. 2007)
- P.S.Wyse Jacks. - Peter Wyse Jackson (nato nel 1955)
- P.Sarasin - Paul Benedict Sarasin (1856–1929)
- P.Schneid. - Peter Schneider (1936–1989)
- P.Selby - Prideaux John Selby (1788–1867)
- P.Silva - Antonio Rodrigo Pinto da Silva (1912–1992)
- P.Singh & V.Singh - P. Singh e V. Singh
- P.Stark - Peter Stark (1888–1932)
- P.Syd. - Paul Sydow (1851–1925) (padre di Hans Sydow)
- P.T.Li - Ping Tao Li (nato nel 1936)
- P.Taylor - Peter Geoffrey Taylor (1926–2011)
- P.Temple - Paul Temple (fl. 2008)
- P.Vilm - Philippe de Vilmorin (1872–1917)
- P.W.Ball - Peter William Ball (nato nel 1932)
- P.Watson - Peter William Watson (1761–1830)
- P.Wilson - Percy Wilson (1879–1944)
- P.Y.Chen - Pang Yu Chen (nato nel 1936)
- Pabst - Guido Frederico João Pabst (1914–1980)
- Padovan - Fabio Padovan
- Pagan - Francisco Mariano Pagan (1896–1942)
- Paine - John Alsop Paine (1840–1912)
- Painter - William Hunt Painter (1835–1910)
- Palassou - Pierre Bernard Palassou (1745–1830)
- Palau - Antonio Palau y Verdera
- Palez. - Philippe de Palézieux (1871–1957)
- Palib. - Ivan Vladimirovich Palibin (1872–1949)
- Pall. - Peter Simon Pallas (1741–1811)
- Palla - Eduard Palla (1864-1922)
- Pallith. - Joseph Pallithanam (1915–1984)
- Palm - Björn Torvald Palm (1887–1956)
- Palmberg - Johannes Olai Palmberg (1640–1691)
- Palmer - Edward Palmer (1829-1911)
- Palmgr. - Alvar Palmgren (1880–1960)
- Pamp. - Renato Pampanini (1875-1949)
- Pancher - Jean Armand Isidore Pancher (1814–1877)
- Pančić - Josif Pancic (anche: Josif Pančić) (1814–1888)
- Pandé - S. K. Pandé (1899–1960)
- Pandeir. - Mariana Sofia Pandeirada (nata nel 1990)
- Pander - Heinz Christian Pander (1794–1865)
- Pando - Francisco Pando (nato nel 1962)
- Panero - José L. Panero (nato nel 1959)
- Panfet - Cristina Mercedes Panfet Valdés (nata nel 1957)
- Pangalo - Konstantin Ivanovič Pangalo (1883–1965)
- Panigrahi - Gopinath Panigrahi (1924–2004)
- Panizzi - Francesco Panizzi (1817-1893)
- Panjutin - Platon Sergeevich Panjutin (1889–1946)
- Pankow - Helmut Pankow (1929–1996)
- Pannell - Caroline M. Pannell (fl. 1982)
- Panov - P. P. Panov (nato nel 1932)
- Pansche - Adolf Pansche (1841–1887)
- Pant. - Jószef Pantocsek (1846–1916)
- Pantaz. - Andriana Pantazidou (nata nel 1955)
- Panter - Jacqueline Anne Panter (nata nel 1945)
- Panthaki - Dhun Phiroze Panthaki (nato nel 1933)
- Pantl. - Robert Pantling (1856–1910)
- Panțu - Zacharia C. Panțu (1866–1934)
- Panz. - Georg Wolfgang Franz Panzer (1755–1829)
- Paol. - Giulio Paoletti (1865–1941)
- Papan. - Konstantinos Papanicolaou (nato nel 1947)
- Pappe - Karl Wilhelm Ludwig Pappe (1803–1862)
- Parijs - J. P. Parijs
- Paris - Jean Édouard Gabriel Narcisse Paris (1827–1911)
- Parish - Samuel Bonsall Parish (1838–1928)
- Parkinson - Sydney Parkinson (1745-1771)
- Parl. - Filippo Parlatore (1816–1877)
- Parm. - Antoine Auguste Parmentier (1737–1813)
- Parodi - Lorenzo Raimundo Parodi (1895–1966)
- Parry - Charles Christopher Parry (1823–1890)
- Pascher - Adolf Pascher (1881–1945)
- Pass. - Giovanni Passerini (1816–1893)
- Passarge - Otto Karl Siegfried Passarge (1867–1958)
- Passy - Antoine François Passy (1792–1873)
- Pasteur - Louis Pasteur (1822–1895)
- Pat. - Narcisse Théophile Patouillard (1854–1926)
- Patel - M. K. Patel (fl. 1949)
- Paterson - William Paterson (1755–1810)
- Patraw - Pauline Mead Patraw (fl. 1936)
- Patrin - Eugène Louis Melchior Patrin (1742–1815)
- Patschke - Wilhelm Patschke
- Pau - Carlos Pau (1857–1937)
- Paul G.Wilson - Paul Graham Wilson (nato nel 1928)
- Paulsen - Ove Paulsen (1874–1947)
- Paunero - Elena Paunero Ruiz (1906–2009)
- Pav. - José Antonio Pavón Jiménez (1754–1844)
- Pavlov - Nikolai Vasilievich Pavlov (1893–1971)
- Pavol. - Angiolo Ferdinando Pavolini (fl. 1908)
- Pawł. - Bogumił Pawłowski (1898–1971)
- Pax - Ferdinand Albin Pax  (1858–1942)
- Paxton - Joseph Paxton (1803-1865)
- Payens - Joannes Petrus Dominicus Wilhelmus Payens (nato nel 1928)
- Pearl - Raymond Pearl (1879–1940)
- Pearse - Arthur Sperry Pearse (1877–1956)
- Pearson - William Henry Pearson (1849–1923)
- Pease - Arthur Stanley Pease (1881–1964)
- Peattie - Donald C. Peattie (1898–1964)
- Peck - Charles Horton Peck (1833–1917)
- Peckham - Ethel Anson Peckham (1879–1965)
- Peckoit - Gustav Peckoit (1861–1923)
- Peckolt - Theodor Peckolt (1822–1912)
- Pěčková - Milena Pěčková (fl. 1990)
- Peckover - Ralph Peckover (fl. 1992)
- Pedersen - Troels Myndel Pedersen (1916–2000)
- Pedley - Leslie Pedley (nato nel 1930)
- Peebles - Robert Hibbs Peebles (1900–1955)
- Peirce - George James Peirce (1868–1954)
- Pellegr. - François Pellegrin (1881–1965)
- Pelloe - Emily Harriet Pelloe (1878–1941)
- Pelser - Pieter B. Pelser (fl. 2005)
- Penh. - David Pearce Penhallow (1854–1910)
- Penn. - Leigh Humboldt Pennington (1877–1929)
- Pennant - Thomas Pennant (1726–1798)
- Pennell - Francis Whittier Pennell (1886–1952)
- Penny– George Penny (morto nel 1838)
- Penz. - Albert Julius Otto Penzig (1856-1929)
- Pépin - Pierre Denis Pépin (c. 1802–1876)
- Perch-Nielsen - Katharina Perch-Nielsen
- Percival - John Percival (1863–1949)
- Pérez de la Rosa - Jorge Pérez de la Rosa
- Perkins - Janet Russell Perkins (1853–1933)
- Perktold - Josef Anton Perktold (1804–1870)
- Perleb - Karl Julius Perleb (1794-1845)
- Perr. - George Samuel Perrottet (1793–1870)
- Perrier - Alfred Perrier (1809–1866)
- Perrine - Henry Perrine (1797–1840)
- Perry - Matthew Calbraith Perry (1794–1858)
- Perp. - Candida Lena Perpenti (1764-1846)
- Pers. - Christian Hendrik Persoon (1761–1836)
- Perss. - Nathan Petter Herman Persson (1893–1978)
- Perty - Josef (Joseph) Anton Maximillian Perty (1804–1884)
- Petagna - Vincenzo Petagna (1734-1810)
- Peter - (Gustav) Albert Peter (1853–1937)
- Peter G.Wilson - Peter Gordon Wilson (nato nel 1950)
- Peters - Wilhelm Karl Hartwig Peters (1815–1883)
- Petersen - Günther Petersen (1924-2012)
- Petr. - Franz Petrak (1886–1973)
- Petrie - Donald Petrie (1846–1926)
- Petrov - Vsevolod Alexeevič Petrov (1896–1955)
- Petz. - Carl Edward Adolph Petzold (1815–1891)
- Peyr. - Johann Joseph Peyritsch (1835–1889)
- Pfahl - Jay Charles Pfahl (nato nel 1953)
- Pfeff. - Wilhelm Friedrich Philipp Pfeffer (1845–1920)
- Pfeiff. - Louis (Ludwig) Karl Georg Pfeiffer (1805–1877)
- Pfeil - Friedrich Wilhelm Leopold Pfeil (1783–1859)
- Pfennig - Horst Pfennig (1933–1994)
- Pfiester - Lois Ann Pfiester (1936–1992)
- Pfitzer - Ernst Hugo Pfitzer (1846–1906)
- Pfosser - Martin Pfosser (fl. 2003)
- Phil. - Rodolfo Amando Philippi (1808-1904)
- Philcox - David Philcox (1926–2003)
- Philippe - Xavier Philippe (1802–1866)
- Philipson - William Raymond Philipson (1911-1997)
- Phillippe - Loy R. Phillippe (fl. 1989)
- Phillipps - Anthea Phillipps (nato nel 1956)
- Phipps - Constantine John Phipps (1744–1792)
- Phoebus - Philipp Phoebus (1804–1880)
- Pic.Serm. - Rodolfo Emilio Giuseppe Pichi Sermolli (1912–2005)
- Pichon - Marcel Pichon (1921–1954)
- Pickering - Charles Pickering (1805–1878)
- Pickersgill - Barbara Pickersgill (nata nel 1940)
- Pickett - Fermen Layton Pickett (1881–1940)
- Pickford - Grace Evelyn Pickford (1902–1986)
- Pierce - John Hwett Pierce
- Pierrat - Dominique Pierrat (1820–1893)
- Pierre - Jean Baptiste Louis Pierre (1833–1905)
- Pignatti - Sandro Pignatti (1930- )
- Piippo - Sinikka Piippo (nato nel 1955)
- Pilát - Albert Pilát (1903–1974)
- Pilg. - Robert Knud Pilger (1876–1953)
- Pillans - Neville Stuart Pillans (1884–1964)
- Pilous - Zdeněk Pilous (1912–2000)
- Pinchot - Gifford Pinchot (1865–1946)
- Piper - Charles Vancouver Piper (1867–1926)
- Pipoly - John J. Pipoly III (nato nel 1955)
- Piré - Louis Alexandre Henri Joseph Piré (1827–1887)
- Pires - João Murça Pires (1916–1994)
- Pires-O'Brien - Maria Joaquina Pires-O'Brien (nata nel 1953)
- Pirone - Pascal Pompey Pirone (nato nel 1907)
- Pirotta - Pietro Romualdo Pirotta (1853-1936)
- Piso - Willem (Guilielmus, Guilherme) Piso (Pies) (1611–1678)
- Pit. - Charles-Joseph Marie Pitard (1873–1927)
- Pitcher - Zina Pitcher (1797–1872)
- Pittier - Henri François Pittier (1857–1950)
- Planch. - Jules Émile Planchon (1823-1888)
- Plaz - Anton Wilhelm Plaz (1708–1784)
- Plée - Auguste Plée (1787–1825)
- Plowr. - Charles Bagge Plowright (1849–1910)
- Pluk. - Leonard Plukenet (1642–1706)
- Plum. - Charles Plumier (1646-1704)
- Plummer - Sara Allen Plummer (1836–1923)
- Plumst. - Edna Pauline Plumstead (1903–1989)
- Plz. -  Alfonso Maria Palanza (1851-1899)
- Pobed. - Evgeniia Georgievna Pobedimova (1898–1973)
- Pocock - Mary Agard Pocock (1886–1977)
- Pócs - Tamás Pócs (nato nel 1933)
- Podp. - Josef Podpera (1878–1954)
- Poech - Josef Poech
- Poederlé - Eugene Josef Charles Gilain Hubert d'Olmen Poederlé (1742–1813)
- Poelln. - Karl von Poellnitz (1896-1945)
- Poelt - Josef Poelt (1924–1995)
- Poepp. - Eduard Friedrich Poeppig (1798–1868)
- Poggenb. - Justus Ferdinand Poggenburg (1840–1893)
- Pohl - Johann Baptist Emanuel Pohl (1782–1834)
- Pohle - Christian Nikolai Richard Pohle (1869–1926)
- Poir. - Jean Louis Marie Poiret (1755–1834)
- Poiss. - Henri Louis Poisson (1877–1963)
- Poit. - Pierre-Antoine Poiteau (1766-1854)
- Poivre - Pierre Poivre (1719–1786)
- Pojark. - Antonina Ivanovna Pojarkova
- Pokle - Dileep Sadashivrao Pokle (nato nel 1950)
- Pokorny - Alois (Aloys) Pokorny (1826–1886)
- Polatschek - Adolf Polatschek (nato nel 1932)
- Pole-Evans - Illtyd (Iltyd) Buller Pole-Evans (1879–1968)
- Poljakov - Petr Petrovich Poljakov (1902–1974)
- Pollard - Charles Louis Pollard (1872–1945)
- Pollexf. - John Hutton Pollexfen (1813–1899)
- Pollich - Johan Adam Pollich (1740–1780)
- Pollini - Ciro Pollini (1782–1833)
- Pollock - James Barkley Pollock (1863–1934)
- Pomel - Auguste Nicolas Pomel (1821–1898)
- Ponted. - Giulio Pontedera (1688-1757)
- Ponzo - Antonio Ponzo (1876-1944)
- Poole - Alick Lindsay Poole (1908–2008)
- Popl. - Henrietta Ippolitovna Poplavskaja (1885–1956)
- Popov - Mikhail Grigoríevič Popov (1893–1955)
- Poppelw. - Dugald Louis Poppelwell (1863–1939)
- Porcius - Florian Porcius (1816–1907)
- Port. - Franz von Portenschlag-Ledermayer (1772-1822)
- Porta - Pietro Porta (1832-1923)
- Porter - Thomas Conrad Porter (1822–1901)
- Porto - Paulo Campos Porto (1889–1968)
- Poselg. - Heinrich Poselger (1818–1883)
- Posp. - Eduard Pospichal (1838–1905)
- Post - George Edward Post (1838–1909)
- Potonié - Henry Potonié (1857–1913)
- Pourr. - Pierre André Pourret (1754–1818)
- Pouzar - Zdeněk Pouzar (nato nel 1932)
- Pouzolz - Pierre Marie Casmir de Pouzolz (1785–1858)
- Prada - María del Carmen Isabel Prada (nata nel 1953)
- Pradal - Émile Pradal (1795–1874)
- Pradeep - Ayilliath K. Pradeep (fl. 1990)
- Pradhan - Udai Chandra Pradhan (nato nel 1949)
- Praeger - Robert Lloyd Praeger (1865-1953)
- Praet. - Ignaz Praetorius (1836–1908)
- Prag. - Ernst Prager (1866–1913)
- Prahl - Peter Prahl (1843–1911)
- Prain - David Prain (1857-1944)
- Prak.Rao - Chellapilla Surya Prakasa Rao (nato nel 1917)
- Pramanik - B. B. Pramanik (nato nel 1933)
- Prance - Ghillean Tolmie Prance (nata nel 1937)
- Prantl - Karl Anton Eugen Prantl (1849–1893)
- Prassler - Maria Prassler (nata nel 1938)
- Prát - Silvestr Prát (1895–1990)
- Prather - L. Alan Prather (nato nel 1965)
- Pratt - Anne Pratt (1806–1893)
- Pray - Thomas Richard Pray (nato nel 1923)
- Preble - Edward Alexander Preble (1871–1957)
- Prill. - Édouard Ernest Prillieux (1829–1915)
- Primavesi - Anthony Leo Primavesi (1917–2011)
- Pringle - Cyrus Pringle (1838–1911)
- Pringsh. - Nathanael Pringsheim (1823–1894)
- Priszter - Szaniszló Priszter (1917–2011)
- Pritz. - George August Pritzel (1815–1874)
- Prober - Suzanne Mary Prober (nata nel 1964)
- Proctor - George Richardson Proctor (1920–2015)
- Prodan - Iuliu Prodan (1875–1959)
- Profice - Sheila Regina Profice (nata nel 1948)
- Prokh. - Jaroslav Ivanovic Prokhanov (1902–1964)
- Prosk. - Johannes Max Proskauer (1923–1970)
- Prowazek - Stanislaus von Prowazek (1875–1915)
- Pryer - Kathleen M. Pryer (fl. 1989)
- Puget - François Puget (1829–1880)
- Pugsley - Herbert William Pugsley (1868–1947)
- Pujals - Carmen Pujals (1916–2003)
- Pulle - August Adriaan Pulle (1878–1955)
- Pult. - Richard Pulteney (1730–1801)
- Purchas - William Henry Purchas (1823–1903)
- Purdie - William Purdie (c.1817–1857)
- Purdom - William Purdom (1880–1921)
- Purk. - Emanuel Ritter von Purkyné  (1832–1882)
- Purpus - Carl Albert Purpus (1851–1941)
- Pursh - Frederick Traugott Pursh (1774–1820)
- Purton - Thomas Purton (1768–1833)
- Putnam - George Palmer Putnam (1887–1950)
- Putz. - Jules Putzeys (1809–1882)
- Pynaert - Edouard-Christophe Pynaert (1835–1900)

## Q
- Q.D.Clarkson – Quentin Deane Clarkson (nato nel 1925)
- Q.F.Zheng - Qing Fang Zheng
- Q.W.Zeng – Qing Wen Zeng (1963–2012)
- Q.Wang – Qi Wang (fl. 1989)
- Q.Z.Dong - Quan Zhong Dong
- Quehl – Leopold Quehl (1849–1922)
- Quél. – Lucien Quélet (1832–1899)
- Quinn – Christopher John Quinn (nato nel 1936)
- Quisumb. – Eduardo Quisumbíng y Argüelles (1895–1986)
- Quoy – Jean René Constant Quoy (1790–1869)

## R
- R.A.Clement - Rose A. Clement (circa 1953-1996[18])
- R.A.Dyer - Robert Allen Dyer (1900-1987)
- R.A.Foster - Robert A. Foster (1938–2002)
- R.A.Harper - Robert Almer Harper (1862–1946)
- R.A.Howard - Richard Alden Howard (1917–2003)
- R.A.W.Herrm. - Rudolf Albert Wolfgang Herrmann (nato nel 1885)
- R.A.White - Richard Alan White (nato nel 1935)
- R.B.Clark - Robert Brown Clark (nato nel 1914)
- R.B.Singer - Rodrigo Bustos Singer (nato nel 1970)
- R.B.Wallis - Robert B. Wallis (fl. 2002)
- R.Baron - Richard Baron (1847–1907)
- R.Bernal - Rodrigo Bernal (nato nel 1959)
- R.Br. - Robert Brown (1773-1858)

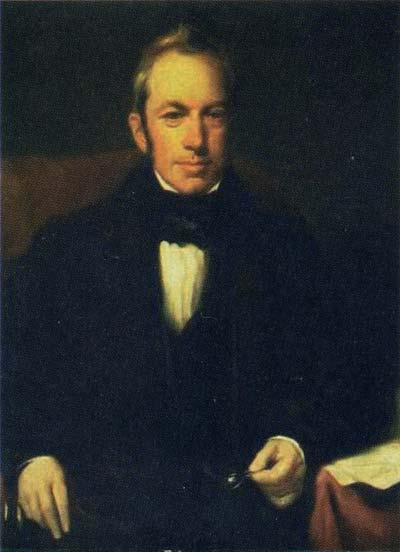
Robert Brown

- R.Br.bis - Robert Brown (1820-1906)
- R.Brown - Robert Brown (1842-1895)
- R.C.Clark - Ross C. Clark (nato nel 1940)
- R.C.Foster - Robert Crichton Foster (1904–1986)
- R.C.Jacks. - Raymond Carl Jackson (1928–2008)[19]
- R.C.Moran - Robbin C. Moran (fl. 1986)
- R.C.Palmer - Richard Charles Palmer (1935–2005)
- R.C.Schneid. - Richard Conrad Schneider (nato nel 1890)
- R.C.Sinclair - Robert C. Sinclair (fl. 1979)
- R.Clark - Ruth Clark (nato nel 1975)
- R.Cunn. - Richard Cunningham (1793–1835)
- R.D.Good - Ronald D'Oyley Good (1896–1992)
- R.D.Spencer - Roger David Spencer (nato nel 1945)
- R.Dahlgren - Rolf Martin Theodor Dahlgren (1932–1987)
- R.Doll - Reinhard Doll (nato nel 1941)
- R.E.Brooks - Ralph Edward Brooks (nato nel 1950)
- R.E.Clausen - Roy Elwood Clausen (1891–1956)
- R.E.Cleland - Ralph Erskine Cleland (1892–1971)
- R.E.D.Baker - Richard Eric Defoe Baker (1908–1954)
- R.E.Daniels - Roger Edward Daniels (nato nel 1943)
- R.E.Fr. - Robert Elias Fries (1876-1966)
- R.E.Kunze - Richard Ernest Kunze (1838–1919)
- R.E.Lee - Robert Edwin Lee (nato nel 1911)
- R.E.Schult. - Richard Evans Schultes (1915–2001)
- R.Emers. - Ralph Emerson (1912–1979)
- R.Escobar - Rodrigo Escobar (1935–2009)
- R.F.Martin - Robert Franklin Martin (nato nel 1910)
- R.Fern. - Rosette Batarda Fernandes (1916–2005)
- R.H.Anderson - Robert Henry Anderson (1899–1969)
- R.H.Miao - Ru Huai Miao (nato nel 1943)
- R.H.Petersen - Ronald H. Petersen (nato nel 1934)
- R.H.Roberts - Richard Henry Roberts (1910–2003)
- R.H.Schomb. - Robert Hermann Schomburgk (1804–1865)
- R.H.Wallace - R. H. Wallace (fl. 1955)
- R.Harkn. - Robert Harkness (1816–1878)
- R.Hartig - Heinrich Julius Adolph Robert Hartig (1839–1901)
- R.Hoffm. - Reinhold Hoffmann (nato nel 1885)
- R.Hogg - Robert Hogg (1818–1897)
- R.J.Bayer - Randall James Bayer (nato nel 1955)
- R.J.D.Graham - Robert James Douglas Graham (1884–1950)
- R.J.F.Hend. - Rodney John Francis Henderson (nato nel 1938)
- R.J.Moore - Raymond John Moore (1918–1988)
- R.J.Roberts - Ronald John Roberts (nato nel 1941)
- R.J.Scheff. - R. J. Scheffer (fl. 1984)
- R.K.Godfrey - Robert Kenneth Godfrey (1911–2000)
- R.K.S.Lee - Robert Kui Sung Lee (nato nel 1931)
- R.Keller - Robert Keller (1854–1939)
- R.Kiesling - Roberto Kiesling (nato nel 1941)
- R.Klebs - Richard Klebs (1850–1911)
- R.Knuth - Reinhard Gustav Paul Knuth (1874–1957)
- R.Lesson - René Primevère Lesson (1794–1849)
- R.M.Fonseca - Rosa María Fonseca (fl. 2005)
- R.M.Harper - Roland McMillan Harper (1878–1966)
- R.M.Johnst. - Robert Mackenzie Johnston (1844–1918)
- R.M.King - Robert Merrill King (nato nel 1930)
- R.M.Patrick - Ruth Patrick (1907–2013)[20]
- R.M.Schust. - Rudolf M. Schuster (nato nel 1921)
- R.M.Tryon - Rolla Milton Tryon Jr. (1916–2001)
- R.Morales - Ramón Morales Valverde (nato nel 1950)
- R.Morgan - Robert Morgan (1863–1900)
- R.N.R.Br. - Robert Neal Rudmose-Brown (1879–1957)
- R.O.Cunn. - Robert Oliver Cunningham (1841–1918)
- R.P.Ellis - Roger Pearson Ellis (1944– )
- R.P.Murray - Richard Paget Murray (1842–1908)
- R.P.White - Richard Peregrine White (nato nel 1896)
- R.Parker - Richard Neville Parker (1884–1958)
- R.Pott - Reino Pott (1869–1965)
- R.R.Bloxam - Richard Rowland Bloxam (1798–1877)
- R.R.Haynes - Robert Ralph Haynes (nato nel 1945)
- R.R.Scott - Robert Robinson Scott (1827–1877)
- R.R.Stewart - Ralph Randles Stewart (1890–1993)
- R.Rabev. - Raymond Rabevohitra (nato nel 1946)
- R.Ross - Robert Ross (1912–2005)
- R.S.Almeida - Rafael S. Almeida (fl. 1998)
- R.S.Cowan - Richard Sumner Cowan (1921–1997)
- R.S.Irving - Robert Stewart Irving (nato nel 1942)
- R.S.Rogers - Richard Sanders Rogers (1861–1942)
- R.S.Wallace - Robert S. Wallace (fl. 1997)
- R.S.Williams - Robert Statham Williams (1859–1945)
- R.Schultz - Richard Schultz (1858–1936)
- R.T.Baker - Richard Thomas Baker (1854–1941)
- R.T.Clausen - Robert Theodore Clausen (1911–1981)
- R.Uechtr. - Rudolf von Uechtritz (1838–1886)
- R.Vásquez - Roberto Vásquez (nato nel 1941)
- R.Vig. - René Viguier (1880–1931)
- R.Vilm. - Roger de Vilmorin (1905–1980)[21]
- R.W.Br. - Roland Wilbur Brown (1893–1961)
- R.W.Darwin - Robert Waring Darwin of Elston (1724–1816)
- R.W.Pohl - Richard Walter Pohl (1916–1993)
- R.W.Wallace - Robert Whistler Wallace (1867–1955)
- R.Wagner - Rudolf Wagner (nato nel 1872)
- R.Wallis - Rannveig Wallis (fl. 2002)
- Rach - Louis Theodor Rach (1821–1859)
- Radcl.-Sm. - Alan Radcliffe-Smith (1938–2007)
- Raddi - Giuseppe Raddi (1770-1829)
- Raderm. - Jacob Cornelis Matthieu Radermacher (1741–1783)
- Radford - Albert Ernest Radford (1918–2006)
- Radius - Justus Wilhelm Martin Radius (1797–1884)
- Radlk. - Ludwig Adolph Timotheus Radlkofer (1829–1927)
- Raeusch. - Ernst Adolf Raeuschel (fl. 1772–1797)
- Raf. - Constantine Samuel Rafinesque-Schmaltz (1783-1840)

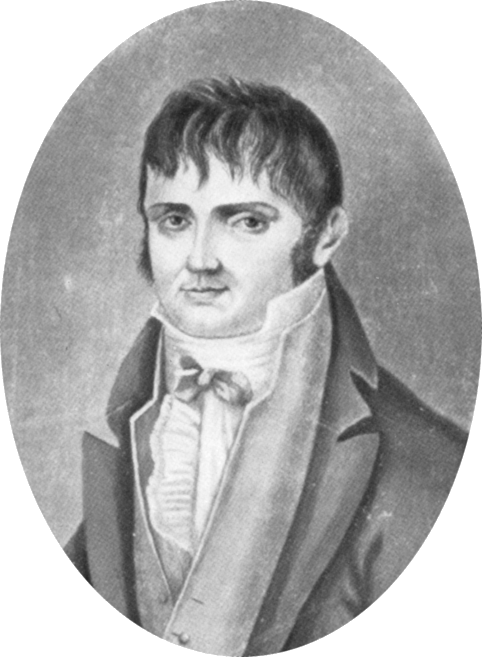
Constantine Samuel Rafinesque-Schmaltz

- Raffles - Thomas Stamford Bingley Raffles (1781–1826)
- Rafn - Carl Gottlob Rafn (1769–1808)
- Rahn - Knud Rahn (1928–2013)
- Raim. - Rudolph Raimann (1863–1896)
- Raimondo - Francesco Maria Raimondo (1944- )
- Ralfs - John Ralfs (1807–1890)
- Ralph Hoffm. - Ralph Hoffmann (1870–1932)
- Ram.Goyena - Miguel Ramírez Goyena (1857–1927)
- Ramond - Louis François Ramond de Carbonnière (1755-1827)
- Rand - Isaac Rand (1674–1743)
- Randolph - Lowell Fitz Randolph (1894–1980)
- Randrian. - Armand Randrianasolo (fl. 1994)
- Rands - Robert Delafield Rands (1890–1970)
- Raoul - Etienne Fiacre Louis Raoul (1815–1852)
- Rapaics - Raymund Rapaics von Rumwerth (1885–1953) (nome proprio anche: Rajmond, Rajmund, Raumund; cognome anche: Ruhmwerth)
- Rapin - Daniel Rapin (1799–1882)
- Rasm. - Rasmus Rasmussen (1871–1962)
- Raspail - François Vincent Raspail (1794–1878)
- Rataj - Karel Rataj (nata nel 1925)
- Rattan - Volney Rattan (1840–1915)
- Ratzeb. - Julius Theodor Christian Ratzeburg (1801–1871)
- Rauh - Werner Rauh (1913–2000)
- Raunk. - Christen Christiansen Raunkiær (1860-1938)
- Raup - Hugh Miller Raup (1901–1995)
- Rauschert - Stephan Rauschert (1931–1986)
- Rauwolff - Leonhard Rauwolf (1535–1596)
- Raven - John Earle Raven (1914–1980)
- Ravenna - Pierfelice Ravenna (1938-)
- Rawitscher - Felix Rawitscher (1890–1957)
- Rawson - Rawson W. Rawson (1812–1899)
- Ray - John Ray (1627–1705)
- Raym.-Hamet - Raymond Hamet (1890–1972)[22]
- Raymond - Louis-Florent-Marcel Raymond (1915–1972)
- Raynaud - Christian Raynaud (1939–1993)
- Rayner - John Frederick Rayner (1854–1947)
- Rayss - Tscharna Rayss (1890–1965)
- Razaf. - Alfred Razafindratsira (fl. 1987)
- Razafim. - Sylvain G. Razafimandimbison (fl. 1999)
- Rchb. - Ludwig Reichenbach (1793–1879)

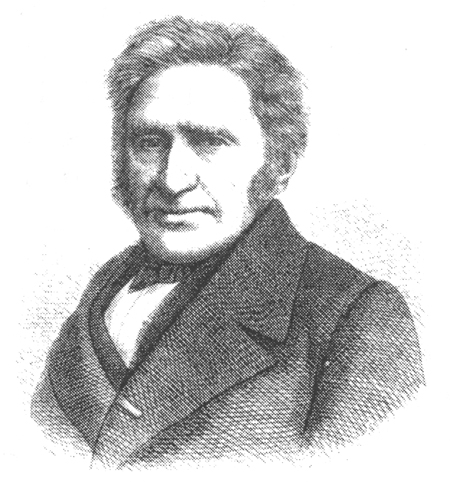
Ludwig Reichenbach

- Rchb.f. - Heinrich Gustav Reichenbach (1824–1889)
- Read - Robert William Read (1931–2003)
- Reader - Felix Reader (1850–1911)
- Reboul - Eugène de Reboul (1781–1851)
- Rebut - Pierre Rebut (1827–1902)
- Rech. - Karl Rechinger (1867–1952)
- Rech.f. - Karl Heinz Rechinger (1906–1998)
- Record - Samuel James Record (1881–1945)
- Redouté - Pierre-Joseph Redouté (1759-1840)
- Rees - Abraham Rees (1743–1825)
- Regel - Eduard August von Regel (1815-1892)
- Rehder - Alfred Rehder (1863–1949)
- Rehmann - Anton Rehmann (1840–1917)
- Reichard - Johann Jacob Reichard (1743–1782)
- Reiche - Karl Friedrich Reiche (1860–1929)
- Reichert - Israel G. Reichert (1889–1975)
- Reichst. - Tadeus Reichstein (1897–1996)
- Reinke - Johannes Reinke (1849–1931)
- Reinsch - Paul Friedrich Reinsch (1836–1914)
- Reinw. - Caspar Georg Carl Reinwardt (1773–1854)
- Reiss - Frederick Reiss (fl. 1968)
- Reissek - Siegfried Reisseck (1819–1871)
- Renault - Bernard Renault (1836–1904)
- Rendle - Alfred Barton Rendle (1865 - 1938)
- Renvoize - Stephen Andrew Renvoize (nato nel 1944)
- Renz - Jany Renz (1907-1999)
- Req. - Esprit Requien (1788-1851)
- Resv.-Holms. - Hanna Resvoll-Holmsen (1873–1943)
- Resvoll - Thekla Resvoll (1871–1948)
- Retz. - Anders Jahan Retzius (1742-1821)
- Reut. - George François Reuter (1805–1872)
- Reveal - James Lauritz Reveal (1941-2015)
- Rheede - Hendrik Adriaan van Rheede tot Drakenstein (1636–1691)
- Rhode - Johann Gottlieb Rhode (1762–1827)
- Riccob. - Vincenzo Riccobono (1861-1943)
- Rich. - Louis Claude Marie Richard (1754–1821)
- Rich.Bell. - Pierre Richer de Belleval (1564-1632)
- Richardson - John Richardson (1787–1865)
- Richens - Richard Hook Richens (1919–1984)
- Richerson - Peter James Richerson (nato nel 1943)
- Ricken - Adalbert Ricken (1851–1921)
- Ricker - Percy Leroy Ricker (1878–1973)
- Ricketson - Jon M. Ricketson (fl. 1997)
- Riddell - John Leonard Riddell (1807–1865)
- Ridl. - Henry Nicholas Ridley (1855-1956)
- Ridsdale - Colin Ernest Ridsdale (nato nel 1944)
- Riedel - Ludwig Riedel (1790-1861)
- Rieder - Conly Leroy Rieder (nato nel 1950)
- Riedl - Harald Udo von Riedl (nato nel 1936)
- Říha - Jan Říha (nato nel 1947)
- Rink - Hinrich (Henrik) Johannes Rink (1819–1893)
- Riocreux - Alfred Riocreux (1820–1912)
- Risso - Antoine Risso (1777-1845)
- Ritgen - Ferdinand August Maria Franz von Ritgen  (1787–1867)
- Riv. - Augustus Quirinus Rivinus (anche noto come: August Bachmann) (1652–1723)
- Rivadavia - Fernando Rivadavia (fl. 2003)
- Rivas Mart. - Salvador Rivas Martínez
- Rivière - Marie Auguste Rivière (1821–1877)
- Rix - Edward Martyn Rix (nato nel 1943)
- Rizzini - Carlos Toledo Rizzini (nato nel 1921)
- Rob. - William Robinson (1838–1935)
- Rob.-Pass. - M.-F. Robert-Passini
- Robatsch - Karl Robatsch (1929–2001)
- Robbertse - Petrus Johannes Robbertse (nato nel 1932)
- Robbr. - Elmar Robbrecht (nato nel 1946)
- Roberg - Lars Roberg (1664–1742)
- Robert - Gaspard Nicolas Robert (1776-1857)
- Robertson - David Robertson (1806–1896)
- Roberty - Guy Edouard Roberty (1907–1971)
- Robyns - Frans Hubert Edouard Arthur Walter Robyns (1901–1986)
- Rochebr. - Alphonse Trémeau de Rochebrune (1834–1912)
- Rochel - Anton Rochel
- Rock - Joseph Rock (1884–1962)
- Rockley - Alicia Margaret Amherst Cecil Rockley (1865–1941)
- Rodin - Hippolyte Rodin (1829–1886)
- Rodion. - Georgi Ivanovich Rodionenko (nato nel 1913)
- Rodr. - José Demetrio Rodrígues (1780–1846)
- Rodway - Leonard Rodway (1853–1936)
- Roem. - Johann Jacob Roemer (1763–1819)
- Roezl - Benedict Roezl (1823–1885)
- Roffavier - Georges Roffavier (1775–1866)
- Rogerson - Clark Thomas Rogerson (1918–2001)
- Rogow. - Athanasi Semenovich Rogowicz (1812–1878)
- Rohde - Michael Rohde (1782–1812)
- Röhl. - Johann Christoph Röhling (1757–1813)
- Rohr - Julius Philip Benjamin von Röhr (1737–1793)
- Rohrb. - Paul Rohrbach (1846–1871)
- Rohwer - Jens Gunter Rohwer (nato nel 1958)
- Roiv. - Heikki Roivainen (1900–1983)
- Rojas - Teodoro Rojas (1877–1954)
- Rojas Acosta - Nicolás Rojas Acosta (1873–1946)
- Rolfe - Robert Allen Rolfe (1855-1921)
- Rolland - Léon Louis Rolland (1841–1912)
- Rollins - Reed Clark Rollins (1911–1998)
- Romagn. - Henri Romagnesi (1912–1999)
- Romans - Bernard Romans (circa 1720–1784)
- Rondelet - Guillaume Rondelet (1507–1566)
- Rooke - Hayman Rooke (1723–1806)
- Roscoe - William Roscoe (1753-1831)
- Rose - Joseph Nelson Rose (1862-1928)
- Rosend. - Carl Otto Rosendahl (1875–1956)
- Roseng. - Bernardo Rosengurtt (1916–1985)
- Rosenstein (anche N.Rosén) - Nils Rosén von Rosenstein (1706–1773)
- Rosenv. - Janus Lauritz Andreas Kolderup Rosenvinge (1858–1939)
- Ross - John Ross (1777–1856)
- Rossi - Pietro Rossi (1738–1804)
- Rossm. - Emil Adolf (Adolph) Rossmässler (1806–1867)
- Rostaf. - Józef Thomasz Rostafiński (1850–1928)
- Rostk. - Friedrich Wilhelm Gottlieb Theophil Rostkovius (1770–1848)
- Rostr. - Frederik Georg Emil Rostrup (1831–1907)
- Rot Schreck. - Friedrich Rot von Schreckenstein (1753–1808)
- Rota - Lorenzo Rota (1819–1855)
- Roth - Albrecht Wilhelm Roth (1757–1834)
- Rothm. - Werner Rothmaler (1908–1962)
- Rothr. - Joseph Trimble Rothrock (1839–1922)
- Rothsch. - Jules Rothschild (nato nel 1838)
- Rottb. - Christen Friis Rottbøll (1727–1797)
- Roubaud - Émile Roubaud (1882–1962)
- Roupell - Arabella Elizabeth Roupell (1817–1914)
- Rourke - John Patrick Rourke (nato nel 1942)
- Rousseau - Jean-Jacques Rousseau (1712–1778)
- Roussel - Henri François Anne de Roussel (1747–1812)
- Roux - Jacques Roux (1773–1822)
- Rouy - Georges Rouy (1851–1924)
- Rowntree - Lester Gertrude Ellen Rowntree (1879–1979)
- Roxb. - William Roxburgh (1751–1815)
- Roy L.Taylor - Roy L. Taylor (fl. 1965)
- Royen - Adriaan van Royen (1704–1779)
- Royle - John Forbes Royle (1798–1858)
- Rozanova - Maria Aleksandrovna Rozanova (Maria Alexandrovna Rozanova) (1885–1957)
- Rozier - François Rozier (1734-1793)
- Rudall - Paula J. Rudall (nata nel 1954)
- Rudge - Edward Rudge (1763–1846)
- Rudolphi - Karl Asmund Rudolphi (1771–1832)
- Ruhland - Wilhelm Otto Eugen Ruhland (1878–1960)
- Ruiz - Hipólito Ruiz López (1754-1816)
- Rumph. - Georg Eberhard Rumphius (1628–1702)
- Rümpler - Karl Theodor Rümpler (1817–1891)
- Rundel - Philip Wilson Rundel (nato nel 1943)
- Rupp - Herman Montague Rucker Rupp (1872-1956)
- Ruppius - Heinrich Bernhard Rupp (1688–1719)
- Rupr. - Franz Josef Ruprecht (1814–1870)
- Rusby - Henry Hurd Rusby (1855–1940)
- Rushforth - K.D. Rushforth
- Russow - Edmund August Friedrich Russow (1841–1897)
- Rustan - Ovind H. Rustan (nato nel 1954)
- Rutenb. - Diedrich Christian Rutenberg (1851–1878)
- Rutherf. - Daniel Rutherford (1749–1819)
- Ruysch - Frederik Ruysch (1638–1731)
- Rydb. - Per Axel Rydberg (1860–1931)
- Rye. - Barbara Lynette Rye (nata nel 1952)
- Ryppowa - Halina w Kowalskich Ryppowa (1899–1927)
- Rzed. - Jerzy Rzedowski (nato nel 1926)

## S
- S.&Z. - Siebold e Zuccarini
- S.A.Giardina - S. Antoine Giardina (nato nel 1960)
- S.A.Graham - Shirley Ann Tousch Graham (nato nel 1935)
- S.A.Nikitin - Sergei Alekseevich Nikitin (nato nel 1898)
- S.Andrews - Susyn M. Andrews (nato nel 1953)
- S.Arn. - Samuel Arnott (1852–1930)
- S.B.Andrews - S. Brian Andrews (fl. 1977)
- S.B.Jundz. - Stanisław Bonifacy Jundziłł (1761–1847)
- S.Blackmore - Stephen Blackmore (nato nel 1952)
- S.Br. - Stewardson Brown
- S.C.Chen - Sing Chi Chen (nato nel 1931)
- S.C.Darwin - Sarah Darwin (nata nel 1964)
- S.C.Lee - Shun Ching Lee (nato nel 1892)
- S.C.Srivast. - Suresh Chandra Srivastava (nato nel 1944)
- S.Carter - Susan Carter Holmes (nata nel 1933)
- S.Curreli - Salvatore Curreli
- S.Curtis - Samuel Curtis (1779–1860)
- S.D.Jones - Stanley D. Jones (fl. 1992)
- S.Dransf. - Soejatmi Dransfield (1939 - )
- S.Dressler - Stefan Dressler (nato nel 1964)
- S.F.Blake - Sidney Fay Blake (1892–1959)
- S.G.Gmel. - Samuel Gottlieb Gmelin (circa 1744 – 1774)
- S.G.Hao - Shu-Gang Hao (nato nel 1942)
- S.G.Pradhan - Sudhir Gajanan Pradhan (nato nel 1950)
- S.H.Kang - Shin Ho Kang (nato nel 1968)
- S.H.Lin - Shan Hsiung Lin (nato nel 1942)
- S.H.Fu - Shu Hsia Fu (1916 - 1986)
- S.Hatt. - Sinske Hattori (1915–1992)
- S.J.Hao - Si Jun Hao (nato nel 1965)
- S.J.van Leeuwen - Stephen J. van Leeuwen (nato nel 1962)
- S.Jenn. - Samuel Jennings (fl. 1875)
- S.Julia - Sang Julia (fl. 1998)
- S.K.Chen - Shu Kun Chen (nato nel 1936)
- S.K.Lee - Shu Kang Lee (nato nel 1915)
- S.Kim - Sangtae Kim (nato nel 1967)
- S.Knapp - Sandra Diane Knapp (nata nel 1956)
- S.Koehler - Samantha Koehler (nata nel 1975)
- S.Kuros. - Sachiko Kurosawa (1927–2011)
- S.L.Clark - Stephen L. Clark (nato nel 1940)
- S.L.Mo - Sin Li Mo
- S.L.Welsh - Stanley Larson Welsh (nato nel 1928)
- S.Lee - Sangtae Lee (nato nel 1944)
- S.M.Baker - Sarah Martha Baker (1887–1917)
- S.M.R.Leopold - Leopold III, re del Belgio (1901–1983)
- S.McPherson - Stewart R. McPherson (nato nel 1983)
- S.Moore - Spencer Le Marchant Moore (1850–1931)
- S.N.Biswas - Samarendra Nath Biswas (nato nel 1939)
- S.O.Grose - Susan Oviat Grose (nata nel 1974)
- S.P.Churchill - Steven Paul Churchill (nato nel 1948)
- S.P.Darwin - Steven P. Darwin (nato nel 1949)
- S.Pierce - Simon Pierce (nato nel 1974)
- S.Q.Cai - Shao Qing Cai (fl. 2003)
- S.Q.Tong - Shao Quan Tong (nato nel 1935)
- S.R.Ramesh - S. R. Ramesh (fl. 1986)
- S.S.Chang - Siu Shih Chang (nato nel 1918)
- S.S.Chien - Sung Shu Chien (1883–1965)
- S.S.Larsen - Supee Saksuwan Larsen (1939-)
- S.S.Renner - Susanne Sabine Renner (nata nel 1954)
- S.S.Ying - Shao Shun Ying
- S.T.Blake - Stanley Thatcher Blake (1910–1973)
- S.T.Kim - Sang-Tae Kim (nato nel 1971)
- S.Tripathi - Sunil Tripathi (fl. 1999)
- S.Vidal - Sebastian Vidal (1842–1889)
- S.W.Arnell - Sigfrid Wilhelm Arnell (1895–1970)
- S.W.L.Jacobs - Surrey Wilfrid Laurance Jacobs (1946–2009)
- S.Waller - S. Waller (fl. 1951)
- S.Watson - Sereno Watson (1826–1892)
- S.Y.Hu - Shiu-Ying Hu (1910–2012)
- S.Y.Sm. - Selena Y. Smith (fl. 2004)
- S.Y.Wang - Sui-Yi Wang (nato nel 1934)
- S.Y.Wong - Sin Yeng Wong (nato nel 1975)
- S.Z.Huang - Se Zei Huang (fl. circa 1980)
- S.Z.Qu - Shi Zeng Qu
- S.Zhu - Shu Zhu (fl. 2003)
- Sa.Kurata - Satoru Kurata (1922–1978)
- Sabine - Joseph Sabine (1770–1837)
- Sabourin - Lucien Sabourin (1904–1987)
- Sacc. - Pier Andrea Saccardo (1845–1920)
- Sachet - Marie-Hélène Sachet (1922–1986)
- Sachs - Julius von Sachs (1832–1897)

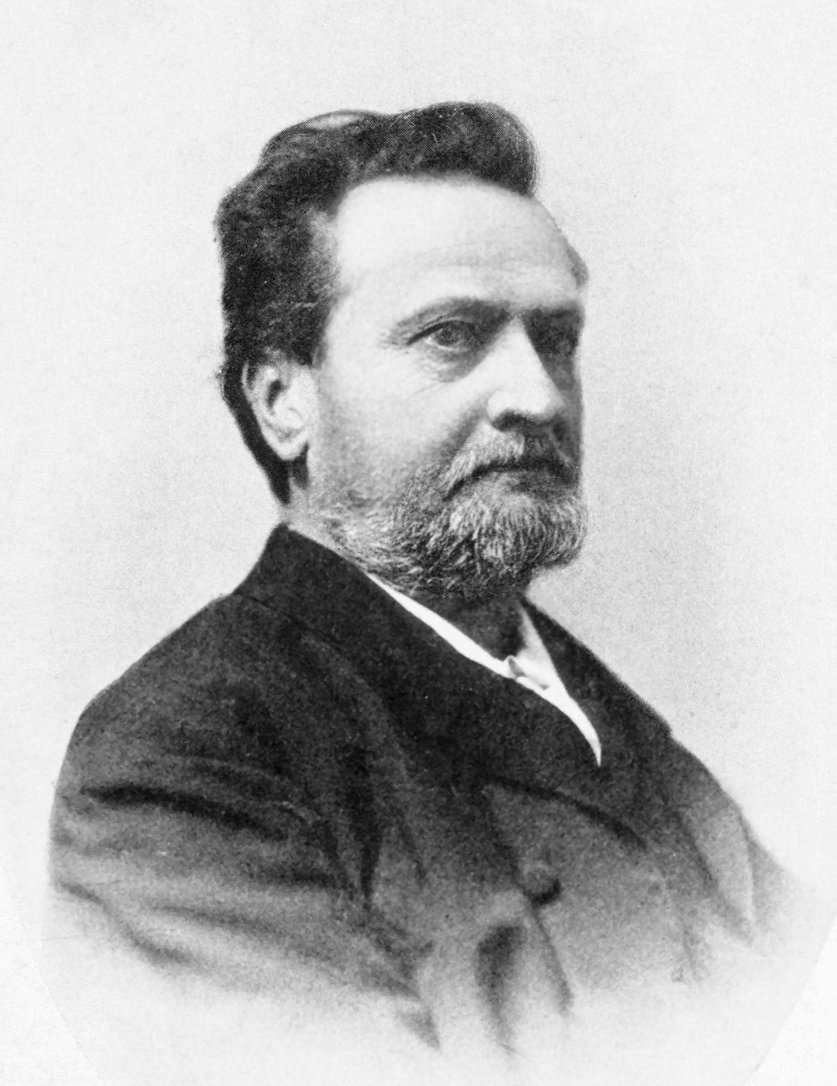
Julius von Sachs

- Sacleux - Charles Sacleux (1856–1943)
- Sadeb. - Richard Emil Benjamin Sadebeck (1839–1905)
- Saff. - William Edwin Safford (1859–1926)
- Sagást. - Abundio Sagástegui Alva (1932–2012)
- Sahlb. - Carl Reinhold Sahlberg (1779–1860)
- Sahni - Birbal Sahni (1891–1949)
- Salisb. - Richard Anthony Salisbury (1761–1829)
- Salm-Dyck - Joseph zu Salm-Reifferscheidt-Dyck (1773–1861)
- Salmon - John Drew Salmon (1802–1859)
- Salzm. - Philipp Salzmann (1781-1851)
- Sambo - Maria Cengia Sambo (1888 - 1939)
- Samp. - Gonçalo Antonio da Silva Ferreira Sampaio
- Sander - Henry Frederick Conrad Sander (1847–1920)
- Sandwith - Noel Yvri Sandwith (1901–1965)
- Sanio - Carl (Karl) Gustav Sanio (1832–1891)
- Sanjappa - Munivenkatappa Sanjappa (nato nel 1951)
- Santapau - Hermenegild Santapau (1903–1970)
- Santi - Giorgio Santi (1746–1822)
- Santin - Dionete Aparecida Santin (fl. 1991)
- Saporta - Louis Charles Joseph Gaston de Saporta (1823–1895)
- Saralegui - Hildelisa Saralegui Boza (nata nel 1949)
- Sarasin - Karl Friedrich Sarasin (1859–1942)
- Sarato - César Sarato (1830–1893)
- Sarauw - Georg Frederik Ludvig Sarauw (1862–1928)
- Sarg - Charles Sprague Sargent (1841–1927)
- Sarnth. - Ludwig von Sarnthein (1861–1914)
- Sart. - Giovanni Battista Sartorelli (1780–1853)
- Sartori - Joseph Sartori (1809–1885)
- Sartwell - Henry Parker Sartwell (1792–1867)
- Sasaki - Shun-ichi Sasaki (1888–1960)
- Sasidh. - N. Sasidharan (nato nel 1952)
- Satow - Ernest Mason Satow (1843–1929)
- Sauss. - Horace-Bénédict de Saussure (1740–1799)
- Sauv. - Camille François Sauvageau (1861–1936)
- Sauvages - François Boissier de Sauvages de Lacroix (1706–1767)
- Sauvalle - Francisco Adolfo Sauvalle (1807–1879)
- Sav. - Paul Amédée Ludovic Savatier (1830–1891)
- Savi - Gaetano Savi (1769–1844)
- Savign. - Francesco Savignone (1818-?)
- Savigny - Marie Jules César Savigny (1777-1851)
- Săvul. - Traian Săvulescu (1889–1963)
- Saw - Leng Guan Saw (fl. 1997)
- Sax - Karl Sax (1892–1973)
- Say - Thomas Say (1787–1834)
- Sayre - Geneva Sayre (1911–1992)
- Scannell - Maura J.P. Scannell (1924–2011)
- Sch.Bip. - Carl Heinrich Schultz "Bipontinus" (1805-1867)
- Schacht - Hermann Schacht (1814–1864)
- Schäf.-Verw. - Alfons Schäfer-Verwimp (nato nel 1950)
- Schaeff. - Jacob Christian Schäffer (1718-1790)
- Scharf - Uwe Scharf (nato nel 1965)
- Schauer - Johannes Conrad Schauer (1813–1848)
- Schchian - Anna Semenovna Schchian (1905–1990)
- Scheb. - M. A. Schebalina (nata nel 1900)
- Scheele - George Heinrich Adolf Scheele (1808–1864)
- Scheer - Frederick Scheer (1792–1868)
- Scheff. - Rudolph Herman Scheffer (1844–1880)
- Scheffers - W. A. Scheffers (fl. 1981)
- Scheffler - Wolfram Scheffler (nato nel 1938)
- Scheibe - Arnold Scheibe (1901–1989)
- Scheidw. - Michael Joseph François Scheidweiler (1799–1861)
- Scheinvar - Leia Scheinvar (nata nel 1930)
- Scheit - Max Scheit (1858–1888)
- Schelk. - Alexandr Bebutovicz Schelkownikow (1870–1933)
- Schelle - Ernst Schelle (1864–1945)
- Schellenb. - Hans Conrad Schellenberg (1872–1923)
- Schelpe - Edmund André Charles Lois Eloi Schelpe (1924–1985)
- Schelver - (Franz) Friedrich Joseph Schelver (1778–1832)
- Schemmann - Wilhelm Schemmann (1845 – circa 1920)
- Schemske - Douglas W. Schemske (nato nel 1948)
- Schenck - Heinrich Schenck (1860-1927)
- Schenk - Joseph August Schenk (1815–1891)
- Scherb. - Johannes Scherbius (1769–1813)
- Scherer - Johann Andreas Scherer (1755–1844)
- Scherfel - Aurel Wilhelm Scherfel (1835–1895)
- Scherff. - Aladár Scherffel (1865–1938)
- Schery - Robert Walter Schery (1917–1987)
- Scheuchzer f. - Johannes Scheuchzer (1738–1815)
- Scheuerm. - Richard Scheuermann (1873–1949)
- Scheutz - Nils Johan Wilhelm Scheutz (1836–1889)
- Schew. - Wladimir Schewiakoff (1859–1930)
- Schewe - O. Schewe (nato nel 1892)
- Scheygr. - Arie Scheygrond (nato nel 1905)
- Schicchi - Rosario Schicchi (1957- )
- Schiede - Christian Julius Schiede (1798–1836)
- Schiffn. - Victor Félix Schiffner (1862–1944)
- Schimp. - Wilhelm Philippe Schimper (1808–1880)
- Schindl. - Anton Karl Schindler (1879–1964)
- Schinz - Hans Schinz (1858-1941)
- Schipcz. - Nikolaj Valerianovich Schipczinski (1886–1955)
- Schischk. - Boris Konstantinovich Schischkin (1886–1963)
- Schkuhr - Christian Schkuhr (1741-1811)
- Schlechter - Friedrich Richard Rudolf Schlechter (1872-1925)
- Schleid. - Matthias Jakob Schleiden (1804–1881)
- Schlieph. - Karl Schliephacke (1834–1913)
- Schltdl. - Diederich Franz Leonhard von Schlechtendal (1794–1866)
- Schltr. - Friedrich Richard Rudolf Schlechter (1872-1925)
- Schmalh. - Johannes Theodor Schmalhausen (1849–1894)
- Schmeil - Franz Otto Schmeil (1860–1943)
- Schmidel - Casimir Christoph Schmidel (1718–1792)
- Schmoll - Hazel Marguerite Schmoll (1891–1990)
- Schnabl - Johann Nepomuk Schnabl (1853–1899)
- Schnack - Benno Julio Christian Schnack (1910–1981)
- Schnarf - Karl Schnarf (1879–1947)
- Schneck - Jacob Schneck (1843–1906)
- Schnee - Ludwig Schnee (1908–1975)
- Schneev. - George Voorhelm Schneevoogt (1775–1850)
- Schnegg - Hans Schnegg (1875–1950)
- Schneid.-Bind. - E. Schneider-Binder (nato nel 1942)
- Schneid.-Or. - Otto Schneider-Orelli (nato nel 1880)
- Schnekker - Johannes Daniel Schnekker (nato nel 1794)
- Schnell - Raymond Albert Alfred Schnell (1913–1999)
- Schneller - Johann Jakob Schneller (nato nel 1942)
- Schnepf - Eberhard Schnepf (nato nel 1931)
- Schnetter - Reinhard Schnetter (nato nel 1936)
- Schnetzl. - Johann Balthasar Schnetzler (1823–1896)
- Schnittsp. - Georg Friedrich Schnittspahn (1810–1865)
- Schnizl. - Adalbert Carl Friedrich Hellwig Conrad Schnizlein (1814–1868)
- Schodde - Richard Schodde (nato nel 1936)
- Schoenef. - Wladimir de Schoenefeld (1816–1875)
- Schoepff - Johann David Schoepff (1752–1800)
- Schönb.-Tem. - Eva Schönbeck-Temesy (nata nel 1930)
- Schönl. - Johann Lucas Schönlein (1793–1864)
- Schönland - Selmar Schönland (1860–1940)
- Schornh. (anche: Breen) – Ruth Olive Schornhurst Breen (1905–1987)
- Schott - Heinrich Wilhelm Schott (1794–1865)
- Schottky - Ernst Max Schottky (1888–1915)
- Schousb. - Peder Kofod Anker Schousboe (1766–1832)
- Schouw - Joachim Frederik Schouw (1789-1852)
- Schrad. - Heinrich Adolph Schrader (1767–1836)
- Schrank - Franz Paula von Schrank (1747–1810)
- Schreb. - Johann Christian Daniel von Schreber (1739–1810)
- Schrenk - Alexander Gustav von Schrenk (1816–1876)
- Schröt. - Carl Joseph Schröter (1855–1939)
- Schub. - Gotthilf Heinrich von Schubert (1780–1860)
- Schübl. - Gustav Schübler (1787–1834)
- Schuit. - André Schuiteman (nato nel 1960)
- Schult. - Josef August Schultes (1773–1831)
- Schult.f. - Julius Hermann Schultes (1804-1840)
- Schultz - Carl Friedrich Schultz (1765 o 1766–1837)
- Schultz Sch. - Carl Heinrich 'Schultzenstein' Schultz (1798–1871)
- Schum. - Julius (Heinrich Karl) Schumann (1810–1868)
- Schumach. - Heinrich Christian Friedrich Schumacher (1757–1830)
- Schur - Philipp Johann Ferdinand Schur (1799–1878)
- Schwägr. - Christian Friedrich Schwägrichen (1775–1853)
- Schwantes - Martin Heinrich Gustav Schwantes (1881–1960)
- Schwartz - Ernest Justus Schwartz (1869–1939)
- Schweick. - Herold Georg Wilhelm Johannes Schweickerdt (1903–1977)
- Schweigg. - August Friedrich Schweigger (1783–1821)
- Schwein. - Lewis David von Schweinitz (1780–1834)
- Schweinf. - Georg August Schweinfurth (1836–1925)
- Schwer. - Fritz Kurt von Schwerin (1847–1925)
- Scop. - Giovanni Antonio Scopoli (1723–1788)

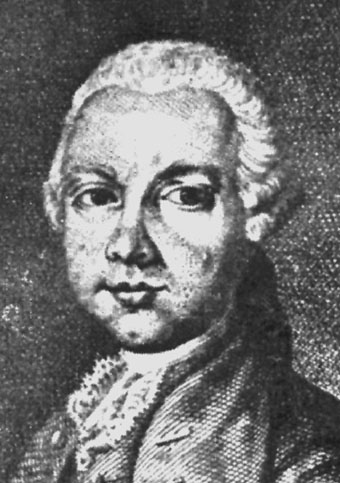
Giovanni Antonio Scopoli

- Scort. - Benedetto Scortechini (1845–1886)
- Scott-Elliot - George Francis Scott-Elliot (1862–1934)
- Scribn. - Frank Lamson Scribner (1851–1938)
- Sealy - Joseph Robert Sealy (1907–2000)
- Seaver - Fred Jay Seaver (1877–1970)
- Secondat - Jean Baptiste de Secondat (1716–1796)
- Secr. - Louis Secretan (1758–1839)
- Seem. - Berthold Carl Seemann (1825–1871)

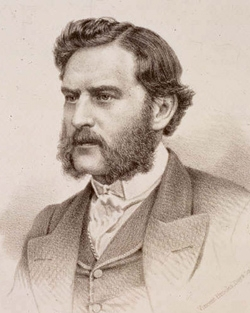
Berthold Carl Seemann

- Seemen - Karl Otto von Seemen (1838–1910)
- Seenus - Josef von Seenus (1825–1871)
- Seetzen - Ulrich Jasper Seetzen (1767–1811)
- Ség. - Jean-François Séguier (1703-1784)
- Seibert - Russell Jacob Seibert (1914–2004)[23]
- Seidenf. - Gunnar Seidenfaden (1908–2001)
- Seigler - David Stanley Seigler (nato nel 1940)
- Seisums - A. G. Seisums (nato nel 1962)
- Selander - Nils Sten Edvard Selander (1891–1957)
- Sellow - Friedrich Sellow (Sello) (1789–1831)
- Semple - John Cameron Semple (nato nel 1947)
- Sendtn. - Otto Sendtner (1813–1859)
- Seneb. - Jean Sénébier (1742–1809)
- Senghas - Karlheinz Senghas (1928–2004)
- Senn - Gustav Alfred Senn (1875–1945)
- Sennen - padre Sennen (1861–1937)
- Sennholz - Gustav Sennholz (1850–1895)
- Sennikov - Alexander Nikolaevitsch Sennikov (nato nel 1972)
- Ser. - Nicolas Charles Seringe (1776–1858)
- Serra - Luis Serra (nato nel 1966)
- Sessé - Martín Sessé y Lacasta (1751–1808)
- Setch. - William Albert Setchell (1864–1943)
- Seub. - Moritz August Seubert (1818–1878)
- Seward - Albert Charles Seward (1863–1941)
- Sh.Kurata - Shigeo Kurata (fl. 1965–2008)
- Shadbolt - George Shadbolt (1817–1901)
- Shafer - John Adolph Shafer (1863–1918)
- Shaler - Nathaniel Southgate Shaler (1841–1906)
- Sharp - Aaron John Sharp (1904–1997)
- Sharsm. - Carl William Sharsmith (1903–1994)
- Shaver - Jesse Milton Shaver (1888–1961)
- Shaw - George Russell Shaw (1848-1937)
- Shear - Cornelius Lott Shear (1865–1956)
- Sheppard - Harriet Campbell Sheppard (fl. 1783–1867)
- Sherff - Earl Edward Sherff (1886–1966)
- Shevock - James Robert Shevock (nato nel 1950)
- Shibata - Keita Shibata (1877–1949)
- Shiller - Ivan Shiller (nato nel 1895)
- Shimek - Bohumil Shimek (1861–1937)
- Shinners - Lloyd Herbert Shinners (1918–1971)
- Shipunov - Alexey B. Shipunov (nato nel 1965)
- Shiras. - Homi Shirasawa (1868–1947) (anche Yasuyoshi o Miho Shirasawa)
- Shockley - William Hillman Shockley (1855–1925)
- Short - Charles Wilkins Short (1794–1863)
- Shreve - Forrest Shreve (1878–1950)
- Shrock - Robert Rakes Shrock (nato nel 1904)
- Shull - George Harrison Shull (1874–1954)
- Shultz - Benjamin Shultz (1772–1814)
- Shumard - Benjamin Shumard
- Shute - Cedric H. Shute (fl. 1989)
- Shuttlew. - Robert James Shuttleworth (1810–1874)
- Sibth. - John Sibthorp (1758–1796)
- Sickenb. - Ernst Sickenberger (1831–1895)
- Sieb. et Zucc. - Siebold e Zuccarini
- Sieber - Franz Sieber (1789–1844)
- Siebold - Philipp Franz von Siebold (1796–1866)
- Siehe - Walter Siehe (1859–1928)
- Sierra - Eugeni Sierra (1919–1999)
- Siesm. - Franz Heinrich Siesmayer (fl. 1888)
- Siev. - Johann August Carl Sievers (1762–1795)
- Silba - John Silba (1961–2015)
- Silliman - Benjamin Silliman (1779–1864)
- Silva Manso - António Luiz Patricio da Silva Manso (1788–1848)
- Silveira - Alvaro Astolpho da Silveira (1867- 1945)
- Sim - Thomas Robertson Sim (1856–1938)
- Sim.-Bianch. - Rosangela Simão-Bianchini (fl. 1997)
- Simon - Eugène Simon (1848–1924)
- Simón - Diosdado Simón (1954-2002)
- Simonet - Marc Simonet (1899–1965)
- Simon-Louis - Leon L. Simon-Louis (1834–1913)
- Simonk. - Lajos von Simonkai (1851-1910)
- Simpson - Charles Torrey Simpson (1826–1932)
- Sims - John Sims (1749–1831)
- Sinclair - John Sinclair, I baronetto di Ulbster (1754–1835)
- Singer - Rolf Singer (1906–1994)
- Sinnott - Edmund Ware Sinnott (1888–1968)
- Sint. - Paul Ernst Emil Sintenis (1847–1907)
- Skan - Sidney Alfred Skan (1870–1939)
- Skean - James Dan Skean (nato nel 1958)
- Skeels - Homer Collar Skeels (1873–1934)
- Skottsb. - Carl Johan Fredrik Skottsberg (1880–1963)
- Skov - Flemming Skov (nato nel 1958)
- Skutch - Alexander Skutch (1904–2004)
- Slavin - Bernard Henry Slavin (1873–1960)
- Sleumer - Hermann Otto Sleumer (1906–1993)
- Sloane - Hans Sloane (1660–1753)
- Slooten - Dirk Fok van Slooten (1891–1953)
- Sm. - Sir James Edward Smith (1759–1828)
- Small - John Kunkel Small (1869–1938)
- Smalley - Eugene Byron Smalley (1926–2002)
- Smirnova - Zoya Nikolayevna Smirnova (1898–1979)
- Smuts - Jan Christiaan Smuts (1870–1950)
- Smyth - Bernard Bryan Smyth (1843–1913)
- Sneath - Peter Henry Andrews Sneath (1923–2011)
- Snelling - Lilian Snelling (1879–1972)
- Snyder - Leon Carleton Snyder (1908–1987)
- Sobol. - Gregor Fedorovitch Sobolewsky (1741–1807)
- Soca - Romieg Soca
- Soderstr. - Thomas Robert Soderstrom (1936–1987)
- Soegeng - Wertit Soegeng-Reksodihardjo (nato nel 1935)
- Soepadmo - Engkik Soepadmo (nato nel 1937)
- Soják - Jiří Soják (1936–2012)
- Sol. - Daniel Carl Solander (1733–1782)

- Sole - William Sole (1741–1802)

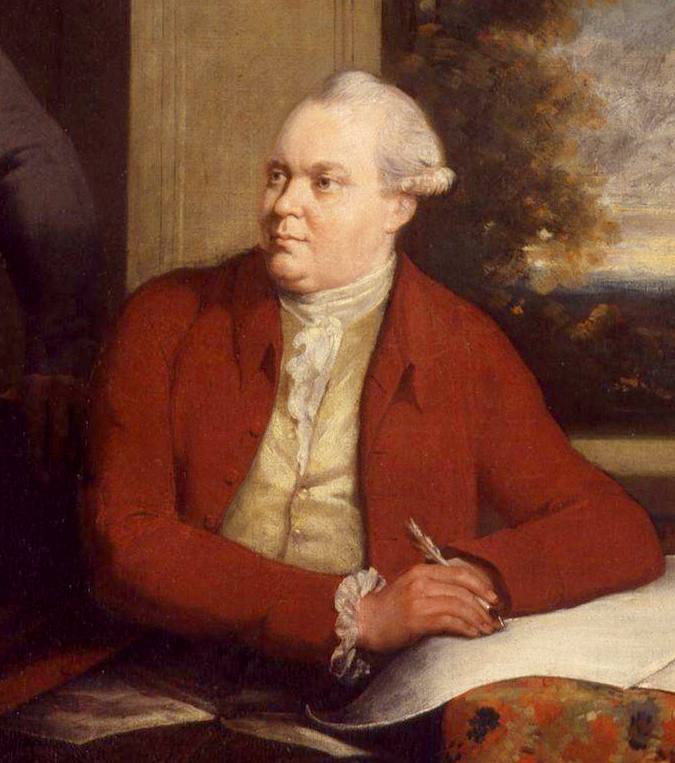
Daniel Solander

- Soleirol - Joseph François Soleirol (1781–1863)
- Soler. - Hans Solereder (1860–1920)
- Solms - Hermann Maximilian Carl Ludwig Friedrich zu Solms-Laubach (1842–1915)
- Solomon - James C. Solomon (nato nel 1952)
- Soltis - Douglas E. Soltis (nato nel 1958)
- Sond. - Otto Wilhelm Sonder (1812–1881)
- Sonn. - Pierre Sonnerat (1748–1814)
- Sonnini - Charles-Nicolas-Sigisbert Sonnini de Manoncourt (1751–1812)
- Soó - Karoly Rezső Soó von Bere (1903-1980)
- Soong - Z.P. Soong
- Sopp (anche: Johan-Olsen) – Olav Johan Sopp (1860–1931)
- Soulié - Joseph Auguste Soulié (1868–1930)
- Southw. - Effie A. Southworth (1860–1947)
- Sowerby - James Sowerby (1757–1822)
- Soyaux - Hermann Soyaux (nato nel 1852)
- Spach - Édouard Spach (1801–1879)
- Spaend. - Gérard van Spaendonck (1746–1822)
- Spalding - Volney Morgan Spalding (1849–1918)
- Spamp. - Giovanni Spampinato (nato nel 1958)
- Span. - Johan Baptist Spanoghe (1798–1838)
- Sparrm. - Anders Sparrman (1748–1820)
- Späth - Franz Ludwig Späth (1838–1913)
- Speg. - Carlos Luigi (Carlo Luis) Spegazzini (1858–1926)
- Spellenb. - Richard William Spellenberg (nato nel 1940)
- Speta - Franz Speta (1941-2015)
- Spicer - William Webb Spicer (1820–1879)
- Spillman - William Jasper Spillman (1863–1931)
- Spix - Johann Baptist Ritter von Spix (1781–1826)
- Sprague - Thomas Archibald Sprague (1877–1958)
- Spreng. - Kurt Sprengel (1766–1833) (anche: Curt Polycarp Joachim Sprengel)
- Spring - Antoine Frédéric Spring (1814–1872)
- Spruce - Richard Spruce (1817–1893)
- Squivet - Joseph Squivet de Carondelet (1878–1966)
- Sreek. - Puthenpurayil Viswanathan Sreekumar (nato nel 1954)
- St.-Amans - Jean Florimond Boudon de Saint-Amans (1748–1831)
- St.-Lag. - Jean Baptiste Saint-Lager (1825–1912)
- Stace - Clive Anthony Stace (nato nel 1938)
- Stackh. - John Stackhouse (1742–1819)
- Stafleu - Frans Antonie Stafleu (1921–1997)
- Stahl - Christian Ernst Stahl (1848-1919)
- Standl. - Paul Carpenter Standley (1884–1963)
- Stanger - William Stanger (surveyor) (1811–1854)
- Stansb. - Howard Stansbury (1806–1863)
- Stapf - Otto Stapf (1857–1933)
- Staples - George William Staples (nato nel 1953)
- Staudt - Günther Staudt (nato nel 1926)
- Stearn - William Thomas Stearn (1911-2001)
- Stebbing - Edward Percy Stebbing (1872–1960)
- Stebbins - G. Ledyard Stebbins (1906–2000)
- Stebler - Friedrich Gottlieb Stebler (1852–1935)
- Stedman - John Gabriel Stedman (1744–1797)
- Steedman - Ellen Constance Steedman (1859–1949)
- Steenis - Cornelis Gijsbert Gerrit Jan van Steenis (1901–1986)
- Steentoft - Margaret Steentoft (nata nel 1927)
- Steere - William Campbell Steere (1907–1989)
- Steetz - Joachim Steetz (1804–1862)
- Stein - Berthold Stein (1847–1926)
- Steinh. — Adolph Steinheil (1810–1839)
- Stelfox - Arthur Wilson Stelfox (1883–1972)
- Steller - Georg Wilhelm Steller (1709–1746)
- Steph. - Franz Stephani (1842–1927)
- Stephan - Christian Friedrich Stephan (1757–1814)
- Sterba - Günther Sterba (nato nel 1922)
- Sternb. - Kaspar Maria von Sternberg (1761–1838)
- Sterns - Emerson Ellick Sterns (1846–1926)
- Steud. - Ernst Gottlieb von Steudel (1783–1856)
- Steven - Christian von Steven (1781–1863)
- Steward - Albert Newton Steward (1897–1959)
- Stewart - Robert Stewart (1811–1865)
- Steyerm. - Julian Alfred Steyermark (1909–1988)
- Stiehler - August Wilhelm Stiehler (1797–1878)
- Stierst. - Christian Stierstorfer (nato nel 1969)
- Stiles - Charles Wardell Stiles (1867–1933 o 1941)
- Still. - Benjamin Stillingfleet (1702–1771)
- Stirt. - James Stirton (1833–1917)
- Stockdale - Phyllis Margaret Stockdale (1927–1989)
- Stocker - Otto Stocker (1888–1979)
- Stockey - Ruth A. Stockey (fl. 1998)
- Stocking - Kenneth Morgan Stocking (nato nel 1911)
- Stockm. - Siegfried Stockmayer (1868–1933)
- Stockmans - François Stockmans (1904–1986)
- Stocks - John Ellerton Stocks (1822–1854)
- Stockw. - William Palmer Stockwell (1898–1950)
- Stoj. - Nikolai Andreev Stojanov (1883–1968)
- Stokes - Jonathan S. Stokes (1755–1831)
- Stoliczka - Ferdinand Stoliczka (1838–1874)
- Stoneman - Bertha M. Stoneman (1866–1943)
- Stopes - Marie Charlotte Carmichael Stopes (1880–1958)
- Story - Robert Story (nato nel 1913)
- Stramp. - Nazareno Strampelli (1866–1942)
- Strasb. - Eduard Strasburger (1844–1912)
- Strid - Arne Strid (nato nel 1943)
- Stritch - L.R.Stritch (fl. 1982)
- Strobl - Gabriel Strobl (1846-1925)
- Strutt - Jacob George Strutt (1790–1864)
- Stuart - John Stuart, III conte di Bute (o anche: John Stuart Bute) (1713–1792)
- Stuchlík - Jaroslav Stuchlík (1890–1967)
- Stud.-Steinh. - Bernhard Studer-Steinhäuslin (1847–1910)
- Stuntz - Stephen Conrad Stuntz (1875–1918)
- Stur - Dionys Rudolf Josef Stur (1827–1893)
- Sturm - Jacob W. Sturm (1771–1848)
- Styles - Brian Thomas Styles
- Suckow - Georg Adolf (Adolph) Suckow (1751–1813)
- Sucre - Dimitri Sucre Benjamin (fl. 1962)
- Sudre - Henri L. Sudre (1862–1918)
- Sudw. - George Bishop Sudworth (1864–1927)
- Suess. - Karl Suessenguth (1893–1955)
- Suffren - François Palamède de Suffren (1753-1824)
- Suffrian - Christian Wilhelm Ludwig Eduard Suffrian (1805–1876)
- Sukaczev - Vladimir Nikolayevich Sukachev (Nikolajevich Sukaczev) (1880–1967)
- Suksathan - Piyakaset Suksathan (nato nel 1960)
- Suksd. - Wilhelm Nikolaus Suksdorf (1850–1932)
- Sull. - William Starling Sullivant (1803–1873)
- Sümbül - Hüseyin Sümbül (nato nel 1955)
- Summerb. - Richard Summerbell (nato nel 1956)
- Summerh. - Victor Samuel Summerhayes (1897-1974)
- Sundevall - Carl Jakob Sundevall (1801–1875)
- Surian - Joseph Donat Surian (morto nel 1691)
- Suringar - Willem Frederik Reinier Suringar (1832–1898)
- Suslova - T. A. Suslova (nata nel 1944)
- Suter - Johann Rudolf Suter (1766–1827)
- Sutherl. - James Sutherland (circa 1639 – 1719)
- Sved. - Nils (Eberhard) Svedelius (1873–1960)
- Svenson - Henry Knute Svenson (1897–1986)
- Svent. - Eric R. Svensson Sventenius (1910–1973)
- Svoboda - Pravdomil Svoboda
- Sw. - Olof Peter Swartz (1760–1818)
- Swainson - William John Swainson (1789–1855)
- Swallen - Jason Richard Swallen (1903–1991)
- Sweet - Robert Sweet (1783–1835)
- Swezey - Goodwin Deloss Swezey (1851–1934)
- Swingle - Walter Tennyson Swingle (1871–1952)
- Syd. - Hans Sydow (1879–1946) (figlio di Paul Sydow)
- Syme - John Thomas Irvine Boswell Syme (1822–1888)
- Symington - Colin Fraser Symington (1905–1943)
- Symons - Jelinger Symons (1778–1851)
- Szyszył. - Ignaz von Szyszyłowicz (1857–1910)

## T
- T.A.Chr. - Tyge Ahrengot Christensen (1918-1996)
- T.A.Williams - Thomas Albert Williams (1865-1900)
- T.Amano - Tetsuo Amano (nato nel 1912)
- T.Anderson - Thomas Anderson (1832-1870)
- T.B.Chao - Tien Bung Chao
- T.B.Lee - Tchang Bok Lee (fl. 1961)
- T.B.Moore - Thomas Bather Moore (1850-1919)
- T.Baskerv. - Thomas Baskerville (1812-1840)
- T.Bastard - Thomas Bastard (morto nel 1815)
- T.Baytop. - Turhan Baytop (1920-2002)
- T.C.Chen - Tê Chao Chen (nato nel 1926)
- T.C.E.Fr. - Thore Christian Elias Fries (1886-1930)
- T.C.Huang - Tseng Chieng Huang (nato nel 1931)
- T.C.Palmer - Thomas Chalkley Palmer (1860-1935)
- T.C.Pan - Ti Chang Pan (nato nel 1937)
- T.C.Scheff. - Theodore Comstock Scheffer (nato nel 1904)
- T.Cao - Tong Cao (nato nel 1946)
- T.Chen - T. Chen (fl. 1985)
- T.D.Jacobsen - Terry Dale Jacobsen (nato nel 1950)
- T.D.Penn. - Terence Dale Pennington (nato nel 1938)
- T.Duncan - Thomas Duncan (nato nel 1948)
- T.Durand - Théophile Alexis Durand (1855-1912)
- T.E.Hunt - Trevor Edgar Hunt (nato nel 1913)
- T.E.Raven - Tamra Engelhorn Raven (nata nel 1945)
- T.F.Andrews - Theodore Francis Andrews (nato nel 1917)
- T.F.Daniel - Thomas Franklin Daniel (nato nel 1954)
- T.F.Forst. - Thomas Furley Forster (1761-1825)
- T.G.Hartley - Thomas Gordon Hartley (nato nel 1931)
- T.G.J.Rayner - Timothy Guy Johnson Rayner (nato nel 1963)
- T.G.Pearson - Thomas Gilbert Pearson (1873-1943)
- T.G.White - Theodore Greely White (1872-1901)
- T.H.Chung - Tai Hyun Chung (1882-1971)
- T.Hall. - Tony Hall (botanico) (fl. 2011)
- T.Hanb. - Thomas Hanbury (1832-1907)
- T.Hong - Tao Hong (fl. 1963)
- T.Itô - Tokutarō Itō (1868-1941)
- T.J.Chester - Thomas Jay Chester (nato nel 1951)
- T.J.Motley - Timothy J. Motley (1966-2013)
- T.J.Sørensen - Thorvald (Thorwald) Julius Sørensen (1902-1973)
- T.J.Wallace - Thomas Jennings Wallace (nato nel 1912)
- T.Jensen - Thomas Jensen (1824-1877)
- T.Knight - Thomas Andrew Knight (1759-1838)
- T.Kop. - Timo Juhani Koponen (nato nel 1939)
- T.L.Ming - Tien Lu Ming (nato nel 1937)
- T.Lestib. - Thémistocle Gaspard Lestiboudois (1797-1876)
- T.Lobb - Thomas Lobb (1820-1894)
- T.M.Harris - Thomas Maxwell Harris (1903-1983)
- T.MacDoug. - Thomas Baillie MacDougall (1895-1973)
- T.Marsson - Theodor Friedrich Marsson (1816-1892)
- T.Miyake - Tsutomu Miyake (nato nel 1880)
- T.Moore - Thomas Moore (1821-1887)
- T.N.McCoy - Thomas Nevil McCoy (nato nel 1905)
- T.N.Nguyen - Thi Nhan Nguyen (nato nel 1953)
- T.Nees - Theodor Friedrich Ludwig Nees von Esenbeck (1787-1837)
- T.Osborn - Theodore George Bentley Osborn (1887-1973)
- T.Q.Nguyen - To Quyen Nguyen (fl. 1965)
- T.R.Dudley - Theodore Robert Dudley (1936-1944)
- T.Reeves - Timothy Reeves (nato nel 1947)
- T.S.Liu - Tung Shui Liu
- T.S.Nayar - T.S. Nayar (fl. 1998)
- T.S.Palmer - Theodore Sherman Palmer (1860-1962)
- T.S.Ying - Tsun Shen Ying (nato nel 1933)
- T.Spratt - Thomas Abel Brimage Spratt (1811-1888)
- T.Stephenson - Thomas Stephenson (1865-1948)
- T.T.Chang - Tun Tschu Chang (1927-2006)
- T.T.McIntosh - Terry T. McIntosh (nato nel 1948)
- T.T.Yu - Tse Tsun Yu (1908-1986)
- T.Taylor - Thomas Taylor (1820-1910)
- T.W.Nelson - Thomas W. Nelson (1928-2006)
- T.West - Tuffen West (1823-1891)
- T.Yamaz. - Takasi Yamazaki (1921-2007)
- Täckh. - Vivi Täckholm (1898-1978)
- Takeda - Hisayoshi Takeda (1883-1972)
- Taken. - Makoto Takenouchi
- Takht. - Armen Takhtajan (1910-2009)
- Tamayo - Francisco Tamayo (1902-1985)
- Tamiya - Hiroshi Tamiya (1903-1984)
- Tammes - Tine (Jantine) Tammes (1871-1947)
- Tamura - Michio Tamura (1927-2007)
- Tanaka - Chōzaburō Tanaka (talvolta scritto: Tyozaburo Tanaka) (1885-1976)
- Tangav. - A. C. Tangavelou (fl. 2003)
- Tansley - Arthur Tansley (1871-1955)
- Tärnström - Christopher Tärnström (1703-1746)
- Tartenova - M. A. Tartenova (fl. 1957)
- Tat. - Alexander Alexejevitch Tatarinow (1817-1886)
- Tate - Ralph Tate (1840-1901)
- Tateoka - Tsuguo Tateoka (1931-1994)
- Tatew. - Misao Tatewaki (1899-1976)
- Taton - Auguste Taton (1914-1989)
- Taub. - Paul Hermann Wilhelm Taubert (1862-1897)
- Tausch - Ignaz Friedrich Tausch (1793-1848)
- Tawan - Cheksum Supiah Tawan (nato nel 1959)
- Taylor - Thomas Taylor (1775-1848)
- Tchich. - Petr Aleksandrovich Tchichatscheff
- Tedlie - Henry Tedlie (1792-1818)
- Teijsm. - Johannes Elias Teijsmann (1808-1882)
- Temb. - Yakov Gustavovich Temberg (nato nel 1914)
- Temminck - Coenraad Jacob Temminck (1778-1858)
- Temp. - Joannes Albert Tempère (1847-1926)
- Templeton - John Templeton (1766-1825)
- Temu - Ruwa-Aichi Pius Cosmos Temu (nato nel 1955)
- Ten. - Michele Tenore (1780-1861)
- Ten.-Woods - Julian Edmund Tenison-Woods (1832-1889)
- Teodor. - Emanoil Constantin Teodoresco (1866-1949)
- Th. Fr. - Theodor Magnus Fries (1832-1913)
- Th.Wolf - Theodor Wolf (1841-1924)
- Tharp - Benjamin Carroll Tharp (1885-1964)
- Thell. - Albert Thellung (1881-1928)
- Theophr. - Theophrastus (Tyrtamus) (circa 371-circa 287 a.C.)
- Thér. - Irénée Thériot (1859-1947)
- Therese - Principessa Teresa di Baviera (1850-1925)
- Thiele - Friedrich Leopold Thiele (morto nel 1841)
- Thieret - John William Thieret (nato nel 1926)
- Thiers - Harry Delbert Thiers
- Thomé - Otto Wilhelm Thomé (1840-1925)
- Thomson - Thomas Thomson (1817-1878)
- Thonn. - Peter Thonning (1775-1848)
- Thonner - Franz Thonner (1863-1928)
- Thore - Jean Thore
- Thorel - Clovis Thorel (1833-1911)
- Thorne - Robert Folger Thorne (nato nel 1920)
- Thoroddsen - Þorvaldur (Thorvaldur) Thoroddsen (1855-1921)
- Thory - Claude Antoine Thory (1759-1827)
- Thouars - Louis Marie Aubert Du Petit-Thouars (1758-1831)
- Thouin - André Thouin (1747-1824)
- Threlkeld - Caleb Threlkeld (1676-1728)
- Thuil. - Jean Louis Thuillier (1757-1822)
- Thulin - Mats Thulin (nato nel 1948)
- Thüm. - Felix von Thümen (1839-1892)
- Thunb. - Carl Peter Thunberg (1743-1828)

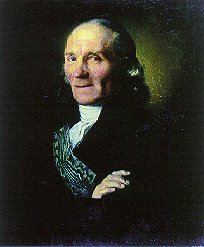
Carl Peter Thunberg

- Thur. - Gustave Adolphe Thuret (1817-1875)
- Thurb. - George Thurber (1821-1890)
- Thurm. - Jules Thurmann (1804-1855)
- Thurn - Everard Ferdinand im Thurn (1852-1932)
- Thwaites - George Henry Kendrick Thwaites (1811-1882)
- Tidestr. - Ivar Tidestrom (1864-1956)
- Tiegh. - Phillippe Edouard van Tieghem (1839-1914)
- Tilesius - Wilhelm Gottlieb Tilesius von Tilenau (1769-1857)
- Tiling - Heinrich Sylvester Theodor Tiling (1818-1871)
- Timb.-Lagr. - Édouard Timbal-Lagrave (1819-1888)
- Timeroy - Marc Antoine Timeroy (1793-1856)
- Tindale - Mary Douglas Tindale (1920-2011)
- Tineo - Vincenzo Tineo (1791-1856)
- Titius - Johann Daniel Titius (Tietz) (1729-1796)
- Tjaden - William Louis Tjaden (nato nel 1913)
- Tod. - Agostino Todaro (1818-1892)
- Todzia - Carol Ann Todzia (fl. 1986)
- Toelken – Hellmut R. Toelken (nato nel 1939)
- Toledo - Joaquim Franco de Toledo (1905-1952)
- Tomiya - Tomiya
- Tolm. - Alexandr Innokentevich Tolmatchew (1903-1979), anche scritto: Tolmachew, Tolmachev
- Toml. - Philip Barry Tomlinson (1932-)
- Tomm. - Muzio Giuseppe Spirito de Tommasini (1794-1879)
- Torén - Olof Torén (1718-1753)
- Tornab. - Francesco Tornabene (1813-1897)
- Torr. - John Torrey (1796-1873)
- Torrend - Camille Torrend (1875-1961)
- Totten - Henry Roland Totten (1892-1974)
- Toumey - James William Toumey
- Tourlet - Ernest Henry Tourlet (1843-1907)
- Tourn. - Joseph Pitton de Tournefort (1656-1708)

- Touton - Karl Touton (1858-1934)

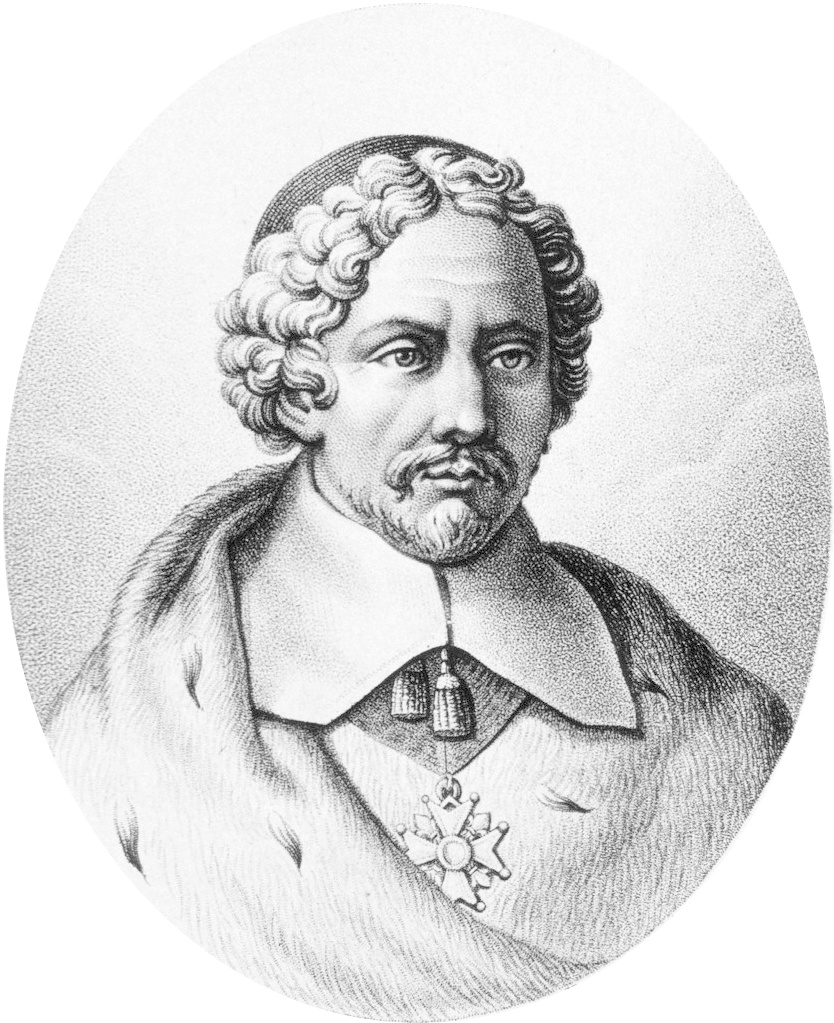
Joseph Pitton de Tournefort

- Trab. - Louis Charles Trabut (1853-1929)
- Tracy - Samuel Mills Tracy (1847-1920)
- Trad. - John Tradescant (1608-1662)
- Trail - James William Helenus Trail (1851-1919)
- Transeau - Edgar Nelson Transeau (1875-1960)
- Tratt. - Leopold Trattinnick (1764-1889)
- Traub - Hamilton Paul Traub (1890-1983)
- Trautv. - Ernst Rudolf von Trautvetter (1809-1889)
- Traverso - Giovanni Battista Traverso (1878-1955)
- Treat - Mary Lua Adelia Davis Treat (1830-1923)
- Trécul - Auguste Trécul (1818-1896)
- Trel. - William Trelease (1857-1945)
- Treub - Melchior Treub (1851-1910)
- Trevelyan - Walter Calverley Trevelyan (1797-1879)
- Trevir. - Ludolph Christian Treviranus (1779-1864) (fratello minore di Gottfried Reinhold Treviranus)
- Trevis. - Vittore Benedetto Antonio Trevisan (1818 - 1897)
- Triana - José Jerónimo Triana (1834-1890)
- Trimen - Henry Trimen (1843-1896)
- Trin. - Carl Bernhard von Trinius (1778-1844)
- Tristram - Henry Baker Tristram (1822-1906)
- Troitsky - N.A. Troitsky
- Troll - Wilhelm Troll (1897-1978)
- Trotter - Alessandro Trotter (1874-1967)
- Troupin - Georges M.D.J. Troupin (nato nel 1923)
- Trudell - Harry W. Trudell (1879-1964)
- Trumbull - James Hammond Trumbull (1821-1897)
- Tscherm.-Seys. - Erich von Tschermak-Seysenegg (1871-1962) (si trova utilizzata anche l'abbreviazione Tschermak)
- Tscherm.-Woess - Elizabeth Tschermak-Woess (1917-2001)[24]
- Tschermak - Erich von Tschermak-Seysenegg (1871-1962) (si trova utilizzata anche l'abbreviazione Tscherm.-Seys.)
- Tsiang - Ying Tsiang  (1898-1982)
- Tswett - Mikhail Tsvet (1872-1919)
- Tubergen - Cornelis Gerrit van Tubergen (1844-1919)
- Tuck. - Edward Tuckerman (1817-1886)
- Tuckey - James Hingston Tuckey (1776-1816)
- Tul. - Louis René Tulasne (1815-1885)
- Tullb. - Sven Axel Tullberg (1852-1886)
- Tunmann - Otto Tunmann (1867-1919)
- Tur - Nuncia María Tur (nata nel 1940)
- Turcz. - Nicolaus Turczaninow (1796-1863)
- Turner - Dawson Turner (1775-1858)
- Turpin - Pierre Jean François Turpin (1775-1840)
- Turra - Antonio Turra
- Turrill - William Bertram Turrill (1890-1961)
- Tussac - François Richard de Tussac (1751-1837)
- Tutin - Thomas Gaskell Tutin (1908-1987)
- Twining - Elizabeth Twining (1805-1889)
- Tzanoud. - Dimitris Tzanoudakis (nato nel 1950)
- Tzvelev - Nikolai Nikolaievich Tzvelev (nato nel 1925)

## U
- U.C.La - Ung Chil La (fl. 1966)
- U.Müll.-Doblies - Ute Müller-Doblies (nata nel 1938)
- U.P.Pratov - Uktam Pratovich Pratov (nato nel 1934)
- U.Schneid. - Ulrike Schneider  (nata nel 1936)
- Ucria - Bernardino da Ucria  (1739-1796)
- Udar - Ram Udar (1926-1985)
- Ueki - Robert Ueki (fl. 1973)
- Ulbr. - Oskar Eberhard Ulbrich (1879-1952)
- Ule - Ernst Heinrich Georg Ule (1854-1915)
- Uline - Edwin Burton Uline  (1867-1933)
- Ulmer - Torsten Ulmer (nato nel 1970)
- Umber - Ray E. Umber (fl.  1979)
- Underw. - Lucien Marcus Underwood (1853-1907)
- Ung.-Sternb. - Franz Ungern-Sternberg (1808-1885)
- Unger - Franz Joseph Unger  (1800-1870)
- Unwin - William Charles Unwin  (1811-1887)
- Upham - Warren Upham  (1850-1934)
- Urb. - Ignatz Urban  (1848-1931)
- Ursch - Eugène Ursch  (1882-1962)
- Usteri - Paul Usteri  (1768-1831)
- Utsch - Jacob Utsch  (1824-1901)
- Uyeki - Homiki Uyeki
- Uzunov - Dimitar Uzunov (nato nel 1968)

## V
- V.A.Funk - Victoria Ann Funk (nata nel 1947)
- V.A.Matthews - Victoria Ann Matthews (nata nel 1941)
- V.A.Nikitin - Vladimir Alekseevich Nikitin (1906-1974)
- V.B.Heinrich - Volker B. Heinrich (fl. 2009)
- V.Brig. - Vincenzo Briganti  (1766-1836)
- V.Cordus - Valerio Cordo  (1515-1544)
- V.D.Matthews - Velma Dare Matthews (1904-1958)
- V.E.Grant - Verne Edwin Grant  (1917-2007)
- V.Gibbs - Vicary Gibbs  (1853-1932)
- V.J.Chapm. - Valentine Jackson Chapman (1910-1980)
- V.M.Badillo - Victor Manuel Badillo (nato nel 1920)
- V.M.Bates - Vernon M. Bates  (fl. 1984)
- V.P.Castro - Vitorino Paiva Castro (nato nel 1942)
- V.P.Prasad - Vadhyaruparambil Prabhakaran Prasad (nato nel 1960)
- V.Prakash - Ved Prakash  (1957-2000)
- V.S.White - Violetta Susan Elizabeth White (1875-1949)
- V.V.Byalt - Vyacheslav Vyacheslavovich Byalt (nato nel 1966)
- V.V.Nikitin - Vasilii Vasilevich Nikitin (1906-1988)
- Vachell - Eleanor Vachell  (1879-1948)
- Vaga - August Vaga  (1893-1960)
- Vahl - Martin Hendriksen Vahl  (1749-1804)
- Vail - Anna Murray Vail  (1863-1955)
- Vaill. - Sébastien Vaillant  (1669-1722)

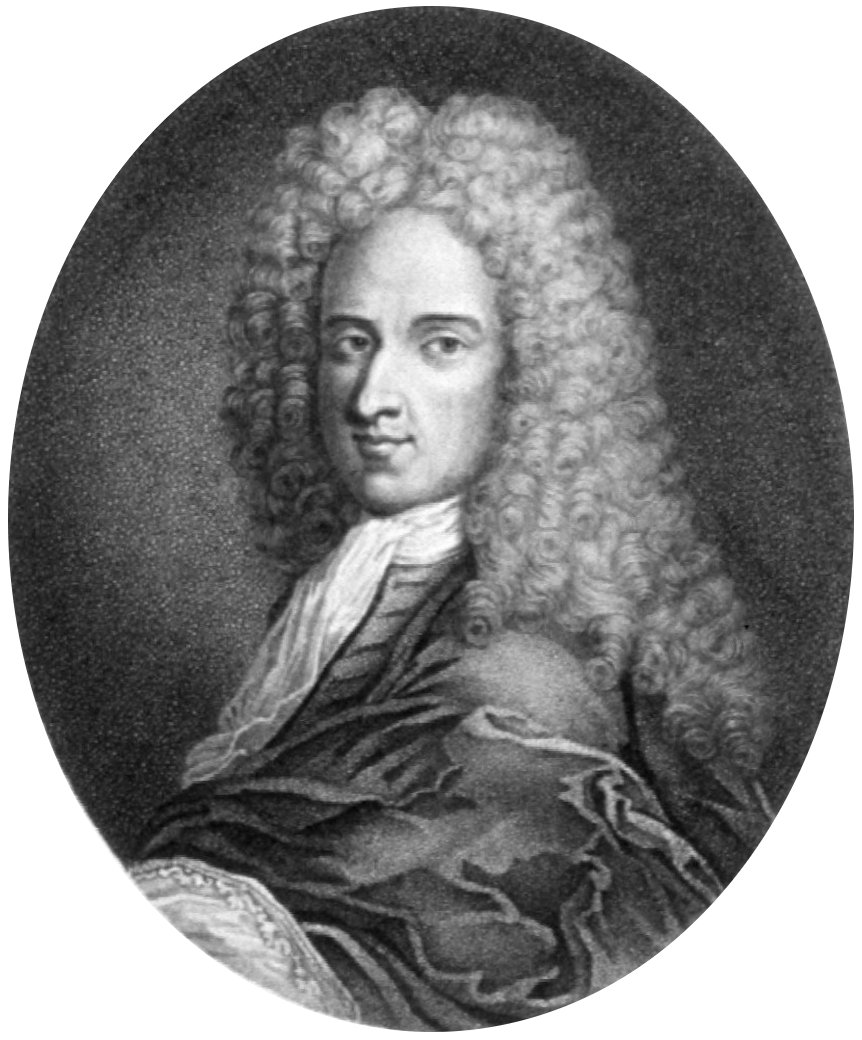
Sébastien Vaillant

- Vain. - Edvard (Edward) August Vainio (1853-1929)
- Valck.Sur. - Jan Valckenier Suringar (1864-1932)
- Valentine - David Henriques Valentine (1912-1987)
- Valeton - Theodoric Valeton  (1855-1929)
- Vallentin - Elinor Frances Vallentin (1873-1924)
- Valls - José Francisco Montenegro Valls (nato nel 1945)
- Vals. - Franca Valsecchi (nata nel 1931)
- Van der Byl - Paul Andries van der Bijl (1888-1939)
- van der Werff - Henk van der Werff (nato nel 1946)
- Van Houtte - Louis Benoit Van Houtte (1810-1876)
- van Jaarsv. - Ernst van Jaarsveld (nato nel 1953)
- Van Scheepen - Johan Van Scheepen (fl. 1997)
- Vand. - Domenico Agostino Vandelli (1735-1816)
- Vanhöffen - Ernst Vanhöffen  (1858-1918)
- Vanij. - Ongkarn Vanijajiva  (nato nel 1977)
- Vaniot - Eugene Vaniot  (1845-1913)
- Varapr. - K.S. Varaprasad  (fl. 2009)
- Vasey - George Vasey  (1822-1893)
- Vassilcz. - Ivan Tikhonovich Vassilczenko (1903-1995)
- Vatke - Wilhelm Vatke  (1849-1889)
- Vattimo - Ítalo de Vattimo  (nato nel 1930)
- Vaughan - John Vaughan  (1855-1922)
- Vaupel - Friedrich Karl Johann Vaupel (1876-1927)
- Vavilov - Nikolaj Ivanovič Vavilov  (1887-1943)
- Veill. - M. Veillard  (1750-1820)
- Veitch - John Gould Veitch  (1839-1870)
- Veitch - Sir Harry James Veitch
- Veldk. - Jan Frederik Veldkamp (nato nel 1941)
- Velen. - Josef Velenovský  (1858-1949)
- Vell. - José Mariano da Conceição Velloso (1742-1811)
- Velley - Thomas Velley  (1749-1806)
- Vellinga - Else C. Vellinga
- Velloso - Joaquim Velloso de Miranda (1733-1815)
- Vent. - Étienne Pierre Ventenat (1757-1808)
- Venturi - Gustavo Venturi  (1830-1898)
- Verdc. - Bernard Verdcourt  (nato nel 1925)
- Verschaff. - Ambroise Colette Alexandre Verschaffelt (1825-1886)
- Vesque - Julien Joseph Vesque  (1848-1895)
- Vest - Lorenz Chrysanth von Vest (1776-1840)
- Vicioso - Benito Vicioso Trigo
- Vickery - Joyce Winifred Vickery (1908-1979)
- Vict. - Marie-Victorin  (1885-1944)
- Vida - Gábor Vida (nato nel 1935)
- Vidal - António José Vidal  (1808-1879)
- Vieill. - Eugène Vieillard  (1819-1896)
- Vienn.-Bourg. - Georges Viennot-Bourgin (1906- )
- Viera y Clavijo - José de Viera y Clavijo (1731-1813)
- Vierh. - Friedrich Vierhapper  (1876-1932)
- Vietz - Ferdinand Bernhard Vietz (1772-1815)
- Vig. - Louis Guillaume Alexandre Viguier (1790-1867)
- Vignolo - Ferdinando Vignolo-Lutati (1878-1965)
- Vila - Jordi Vila
- Vilh. - Jan Vilhelm  (1876-1931)
- Vill. - Dominique Villars  (1745-1814)
- Villada - Manuel Maria Villada (1841-1924)
- Villar - Emilio Huguet del Villar y Serrataco (1871-1951)
- Villarroel - Daniel Villarroel (nato nel 1981)
- Villar-Seoane - Liliana Mónica Villar de Seoane (nata nel 1953)
- Villaseñor - José Luis Villaseñor (nato nel 1954)
- Vilm. - Pierre Louis François Lévêque de Vilmorin (1816-1860)
- Vink - Willem Vink (nato nel 1931)
- Virot - Robert Virot  (1915-2002)
- Vis. - Roberto de Visiani  (1800-1878)
- Vitman - Fulgenzio Vitman  (1728-1806)
- Vittad. - Carlo Vittadini  (1800-1865)
- Viv. - Domenico Viviani  (1772-1840)
- Viv.-Morel - Joseph Victor Viviand-Morel (1843-1915)
- Vl.V.Nikitin - Vladimir V. Nikitin (fl. 1996)
- Vlădescu - Mihai Vlădescu  (1865-1944)
- Vöcht. - Hermann Vöchting  (1847-1917)
- Voeltzk. - Alfred Voeltzkow  (1860-1947)
- Vogel - Julius Rudolph Theodor Vogel (1812-1841)
- Voigt - Joachim Otto Voigt  (1798-1843)
- Volkart - Albert Volkart  (1873-1951)
- Volkens - Georg Ludwig August Volkens (1855-1917)
- Voss - Andreas Voss  (1857-1924)
- Vuill. - Paul Vuillemin  (1861-1932)
- Vuk. - Liudjevit Farkas Vukotinovic (1813-1893)
- Vural - Mecit Vural (fl.  1983)
- Vved. - Alexei Ivanovich Vvedensky (1898-1972)

## W
- Wahlenb. - Göran Wahlenberg (1780-1851)
- Wakef. - Elsie Maud Wakefield (1886-1972)
- Waldst. - Franz de Paula Adam von Waldstein (1759-1823)
- Wall. - Nathaniel Wallich (1786-1854)
- Wallace - Alfred Russel Wallace (1823-1913)
- Wallr. - Karl Friedrich Wallroth (1792-1857)
- Walp. - Wilhelm Gerhard Walpers (1816-1853)
- Walter - Thomas Walter (1740-1789)
- Wangenh. - Friedrich von Wangenheim (1749-1800)
- Warb. - Otto Warburg (1859-1938)
- Warnst. - Carl Friedrich Warnstorf (1837-1921)
- Wasser - Solomon Wasser (1946- )
- Watling - Roy Watling (1938- )
- Watson - William Watson (1715-1787)
- W.Barbey - William Barbey-Boissier (1842-1914)
- W.Barton - William Paul Crillon Barton (1786-1856)
- W.Bartram - William Bartram (1739-1823)
- W.B.Carp. - William Benjamin Carpenter (1813-1885)
- W.Becker - Wilhelm Becker (1874-1928)
- W.C.Burger - William Carl Burger (*1932)
- W.C.Cheng - Wan Chun Cheng (1908-1987)
- W.C.Ko - Wan Chang Ko (*1916)
- W.D.J.Koch - Wilhelm Daniel Joseph Koch (1771-1849)
- Weath. - Charles Alfred Weatherby (1875-1949)
- Webb - Philip Barker Webb (1793-1854)
- Weber - Georg Heinrich Weber (1752-1828)
- Weber Bosse - Anna Antoinette Weber-van Bosse (1852-1942)
- Wedd. - Hugh Algernon Weddell (1819-1877)
- Wehm. - Lewis Edgar Wehmeyer (1897-1971)
- Weigel - Christian Ehrenfried Weigel (1748-1831)
- Weihe - Carl Ernst August Weihe (1779-1834)
- Weing. - Wilhelm Weingart (1856-1936)
- Weinm. - Johann Anton Weinmann (1782-1858)
- Weism. - August Weismann (1834-1914)
- Welw. - Friedrich Welwitsch (1806-1872)
- W.E.Manning - Wayne Eyer Manning (1899-2004)
- Wenz. - Theodor Wenzig (1824-1892)
- Wesm. - Alfred Wesmael (1832-1905)
- Westc. - Frederic Westcott (?-1861)
- Westerm. - Max Westermaier (1852-1903)
- Weston - Richard Weston (1733-1806)
- Wettst. - Richard von Wettstein (1863-1931)
- W.Fitzg. – William Vincent Fitzgerald (1867–1929)
- W.G.Sm. - Worthington George Smith (1835-1917)
- W.H.Brewer - William Henry Brewer (1828-1910)
- W.H.Duncan - Wilbur Howard Duncan (1910-2005)
- W.Hill - Walter Hill (1820–1904)
- W.Hook. - William Jackson Hooker (1779-1832)
- W.Hunter - William Hunter (1755-1812)
- W.H.Wagner - Warren Herbert Wagner (1920-2000)
- W.H.Zhang - Weng Hui Zhang (*1955)

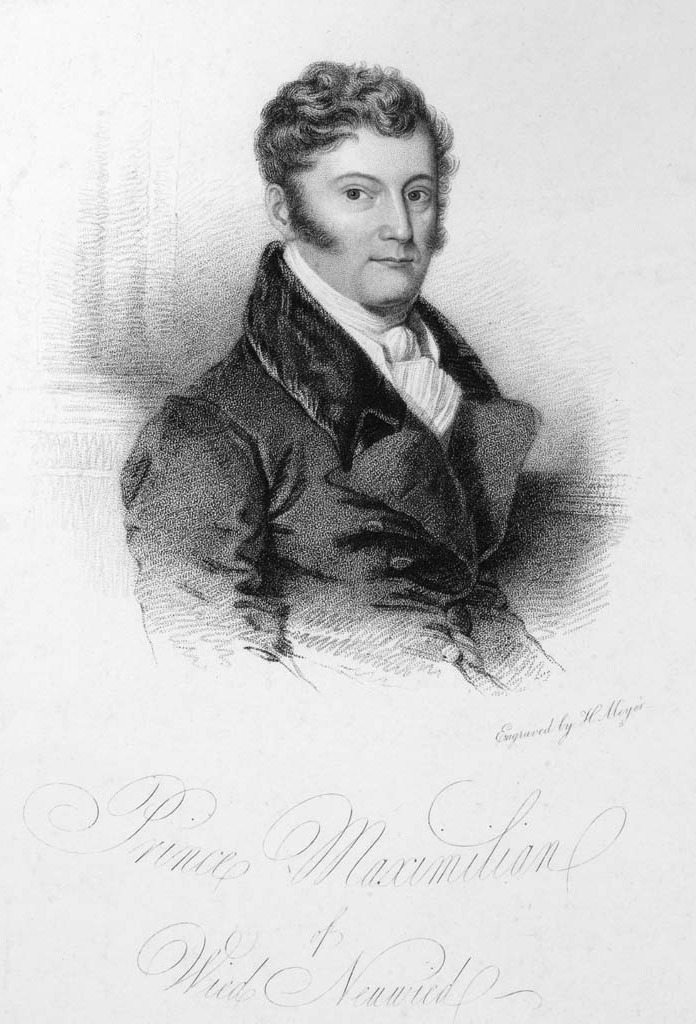
Maximilian zu Wied-Neuwied

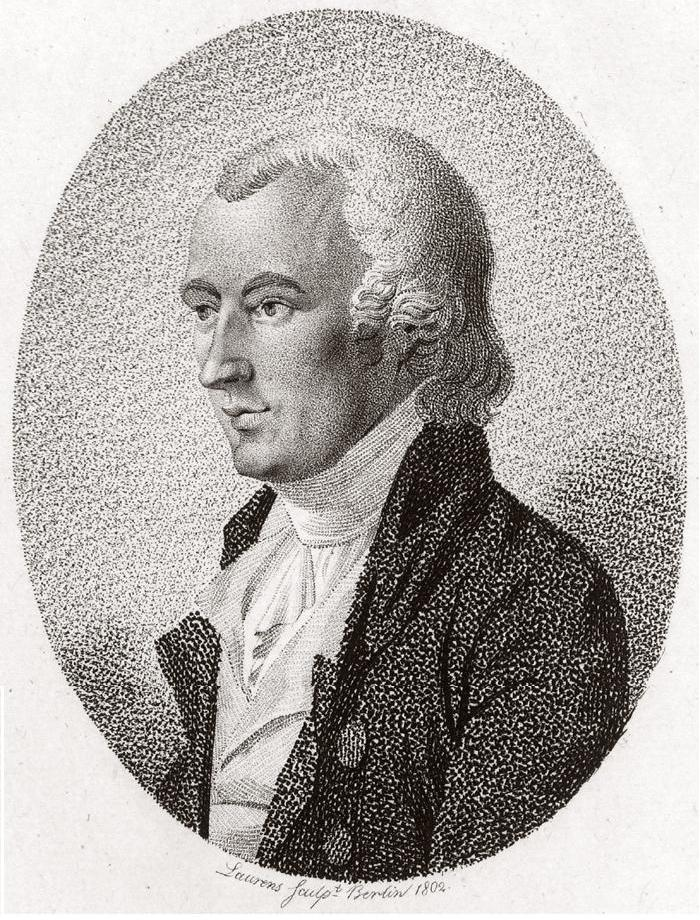
Carl Ludwig Willdenow

- Wickens - Gerald Ernest Wickens (1927–2019)
- Wied-Neuw. - Maximilian zu Wied-Neuwied (1782-1867)
- Wierzb. - Piotr Pawlus Wierzbicki (1794-1847)
- Wigand - Albert Wigand (1821-1886)
- Wiggins - Ira Loren Wiggins (1899–1987)
- Wight - Robert Wight (1796-1872)
- Wilkin - Paul Wilkin (fl. 1990-1999)
- Will. - William Crawford Williamson (1816-1895)
- Willd. - Carl Ludwig Willdenow (1765-1812)
- Willk. - Heinrich Moritz Willkomm (1821-1895)
- Wilson - William Wilson (1799–1871)
- Wimm. - Christian Friedrich Heinrich Wimmer (1803-1868)
- Winterl - Jacob Joseph Winterl (1739-1809)
- Wirtg. - Philipp Wilhelm Wirtgen (1806-1870)
- Wistuba - Andreas Wistuba (fl. 2000)
- With. - William Withering (1741-1799)
- Wittm. - Ludwig Wittmack (1839-1929)
- W.Gümbel - Wilhelm Theodor Gümbel (1812-1858)
- W.J.Schrenk - Willi Jürgen Schrenk (nato nel 1945)
- W.L.Culb. - William Louis Culberson (1929-2003)
- W.Lobb - William Lobb (1809-1864)
- W.MacGill. - William MacGillivray (1796-1852)
- W.M.Curtis - Winifred Mary Curtis (1905-2005)
- Wolf - Nathanael Matthaeus von Wolf (1724-1784)
- Wollenw. - Hans Wilhelm Wollenweber (1879-1949)
- Woolls - William Woolls (1814-1893)
- Wooton - Elmer Ottis Wooton (1865-1945)
- Woronow - Georg Jurij Nikolaevich Woronow (1874-1931)
- W.P.Fang - Wen Pei Fang (1899-1983)
- W.Phillips - William Phillips (1822-1905)
- W.R.Barker - William R. Barker (nato nel 1948)
- W.Saunders - William Saunders (1822-1900)
- W.T.Aiton - William Townsend Aiton (1766-1849)
- W.T.Cheng - Wu Tsang Cheng (nato nel 1940)
- W.T.Davis - William Thompson Davis (1862-1945)
- Wulfen - Franz Xavier von Wulfen (1728-1805)
- Wurmb - Friedrich von Wurmb (1742-1781)
- W.V.Br. - Walter Varian Brown (1913-1977)
- W.Wight - William Franklin Wight (1874-1954)
- W.Wright - William Wright (1735-1819)
- W.W.Bailey - William Whitman Bailey (1843-1914)
- W.W.Sm. - William Wright Smith (1875-1956)
- W.Zimm. - Walter Max Zimmermann (1892-1980)

## X
- Xhonneux - Guy Xhonneux (*1953)
- X.W.Li - Xing Wen Li

## Y
- Yabuno - Tomosaburo Yabuno (*1924)
- Yalt. - Faik Yaltirik (*1930)
- Yatabe - Ryōkichi Yatabe (1851-1899)
- Y.C.Hsu - Yung Chun Hsu
- Y.J.Lu - Yan Jun Lu
- Y.T.Chang - Yong Tian Chang
- Yunck. - Truman George Yuncker
- Y.W.Law - Yuh Wu Law

## Z
- Zabel - Hermann Zabel (1832-1912)
- Zahlbr.	- Alexander Zahlbruckner (1860-1938)
- Zalewski - Aleksander Zalewski (1854-1906)
- Zanardini - Giovanni Zanardini (1804-1878)
- Zannich. - Giovanni Gerolamo Zannichelli (1662-1729)
- Zanted. - Giovanni Zantedeschi (1773-1846)
- Zappi -	Daniela Cristina Zappi (*1965)
- Zander - Robert Zander
- Zea - Francisco Antonio Zea (1770-1822)
- Zeiss. - Hermann Zeissold
- Zeller - Sanford Myron Zeller (1885-1948)
- Zenari - Silvia Zenari
- Zenker- Jonathan Carl Zenker (1799-1837)
- Zerov - Dmitriy Konstantinovich Zerov (1895-1971)
- Zeyh. - Carl Ludwig Philipp Zeyher (1799-1858)
- Zhou - Z.K. Zhou
- Zigno - Achille de Zigno (1813-1892)
- Zijp - Coenraad van Zijp (1897-?)
- Zillig - Hermann Zillig (1893-1952)
- Zimm. - Albrecht Wilhelm Phillip Zimmermann (1860-1931)
- H. Zimm. - Hugo Zimmermann (1862-1933)
- Zimmerman - Dale Allen Zimmerman (1928- )
- Zimmeter - Albert Zimmeter (1848-1897)
- Zinn - Johann Gottfried Zinn (1727-1759)
- Zipp. - Alexander Zippelius (1797-1828)
- Ziz - Johann Baptist Ziz (1799-1829)
- Zobel - Johann Baptista Zobel (1812-1865)
- Zohary - Michael Zohary
- Zoll. - Heinrich Zollinger (1818-1859)
- Zopf - Friederich Wilhelm Zopf (1846-1909)
- Zschacke - Georg Hermann Zschacke (1867-1937)
- Zucc. - Joseph Gerhard Zuccarini (1797-1848)
- Zuccagni - Attilio Zuccagni (1754-1807)
- Zumagl. - Antonio Maurizio Zumaglini (1804-1865)
- Zundel - George Lorenzo Ingram Zundel (1885-1950)
- Zwackh - Philipp Franz Wilhelm von Zwackh-Holzhausen (1826-1903)